# Хунань
Хуна́нь (кит. 湖南, пиньинь Húnán, в переводе: «южнее озера» Дунтинху) — провинция на юго-востоке Китая, на южном берегу реки Янцзы. Административный центр и крупнейший город — Чанша. Согласно переписи 2020 года в Хунани проживало 66,444 млн человек.

## География

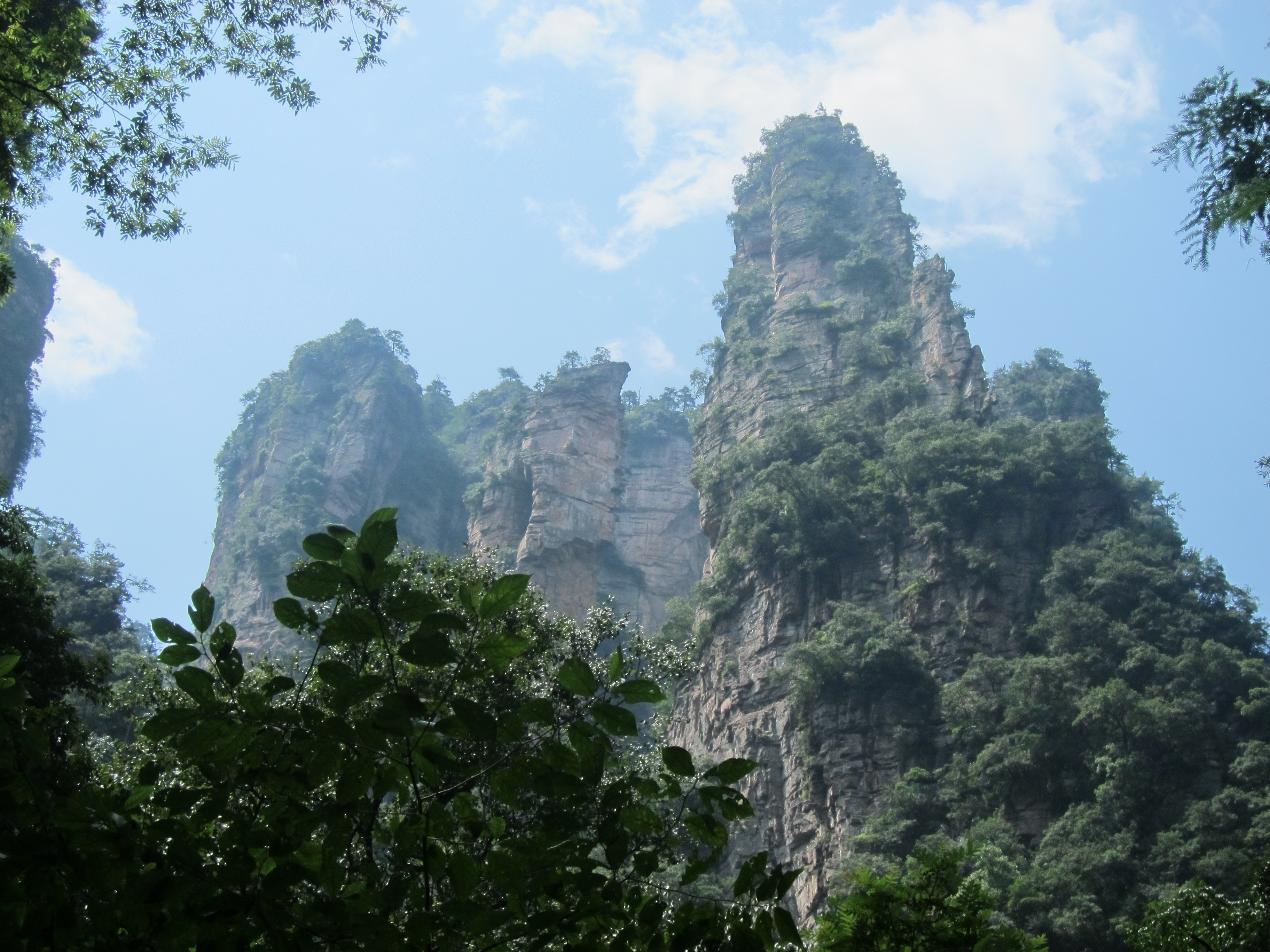
Улинъюань

Провинция Хунань расположена в южной части Центрального Китая (кроме неё, в состав региона также входят провинции Хубэй и Хэнань). Провинция занимает площадь 211 800 км² (10-е место среди административных единиц Китая). На севере Хунань граничит с провинцией Хубэй, на востоке — с провинцией Цзянси, на юго-востоке — с провинцией Гуандун, на юго-западе — с Гуанси-Чжуанским автономным районом, на западе — с провинцией Гуйчжоу, на северо-западе — с муниципалитетом Чунцин.
С востока, запада и юга Хунань в виде подковы окружена лесистыми горными хребтами и невысокими холмистыми грядами. В центральной и северной части провинции раскинулись долины рек Янцзы и Сянцзян, а также большое озеро Дунтинху, образующие обширную плодородную низину. Горные цепи и холмистая местность занимают 4/5 территории Хунани. Крупнейшие горные системы — Наньлин, Улиншань, Сюэфэншань и Луосяошань. Самая высокая точка провинции — гора Линфэн (2115 метров).
Крупнейшие озёра и водохранилища провинции — Дунтинху (2820 км²), Юсиншань (2800 км²), Хуанцай (241 км²), Дунцзян (160 км²) и Чжэси (23 км²). У озера Дунтинху (второе по величине пресноводное озеро Китая) сходятся главные притоки Янцзы — реки Сянцзян, Цзыцзян, Юаньцзян и Лишуй, которые образуют крупнейшую в провинции зону земледелия. В летние месяцы вдоль Янцзы часто случаются наводнения. Район Дунтинху и Сянцзяна занимает видное место в китайской поэзии и живописи, особенно эпохи династии Сун.  

### Климат
Хунань расположена в зоне влажного субтропического океанического климата. Провинция имеет короткую и прохладную зиму, а также жаркое и влажное лето. Средняя температура в январе колеблется от +3 до +8°C, средняя температура в июле — от +27 до +30°C. Среднегодовое количество осадков колеблется от 1200 до 1700 миллиметров.

### Флора и фауна
На территории Хунани произрастают сосна, пихта (в том числе редкая цзыюаньская пихта), нототсуга, тис, торрея, фебе (в том числе хунаньский фебе), фикус, чёрный бамбук, софора, гинкго, виноград, волчелистник, кориария, гастродия, ирис, бородатка японская, бирючина, стробилянт, а также яснотковые и частуховые. 
В лесах водятся большие панды, замбары, милу, серны, кабаны, золотые фазаны, китайские ястребы и тигровые лягушки, в реках и озёрах — морские свиньи и китайские аллигаторы. Природный заповедник вокруг озера Дунтинху является крупным местом зимовки водоплавающих птиц.

## История
В период неолита на территории Хунани процветала культура Пэнтоушань. Позже территорию современной Хунани населяли предки мяо, яо, тунцзя, и, дун и другие племена. В V—IV веках до н. э. эти земли входили в состав царства Ба и княжества Чу. В период с IV века н. э. (династия Цзинь) до конца эпохи пяти династий речные долины Хунани усиленно заселялись пришлыми ханьцами из Северного Китая. В VII—VIII веках территория современной Хунани входила в состав округов Сидао и Дундао, в IX—XII веках — в состав области Синху, в XIII—XVII веках — в состав провинции Хугуан. В эпоху династии Тан Чанша являлась крупным ремесленным и торговым центром. Керамические изделия, серийно производившиеся в Чанше, массово вывозились в прибрежные города Китая, откуда экспортировались в порты Юго-Восточной Азии и Аббасидского халифата. 
В период династии Сун Хунань заселяли преимущественно выходцы из юго-восточного Китая (провинции Цзянси, Фуцзянь и Гуандун), чьи диалекты сформировали ранние формы языков гань и хакка. Провинция Хунань в её современных границах была создана в 1668 году из южной части провинции Хугуан. В конце XVIII века на территории Хунань действовали отряды восставших крестьян, руководимых буддийской сектой «Белый лотос», а в 1852—1854 годах — армия восставших крестьян-тайпинов. Большую роль в разгроме восстаний тайпинов и красноголовых сыграла «армия Сян», сформированная Цзэн Гофанем из хунаньских крестьян. 
В период революции 1925—1927 годов Хунань — арена активного крестьянского движения. В 1927—1934 годах здесь существовало несколько революционных опорных баз (советских районов). В период национально-освободительной войны китайского народа против японских захватчиков (1937—1945) значительная часть территории Хунань была оккупирована японскими войсками. Из-под власти гоминьдановцев Хунань освобождена Народно-освободительной армией Китая в августе 1949 года.

## Население

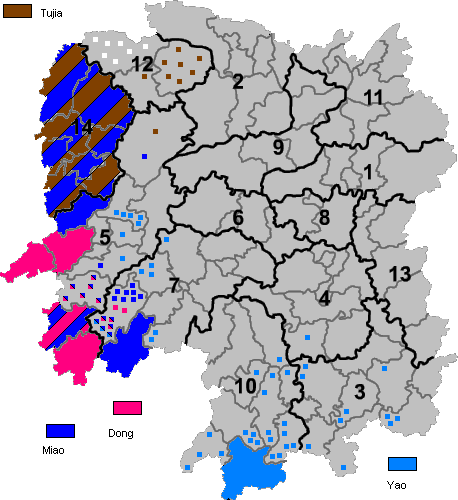
Этнический состав населения округов провинции Хунань

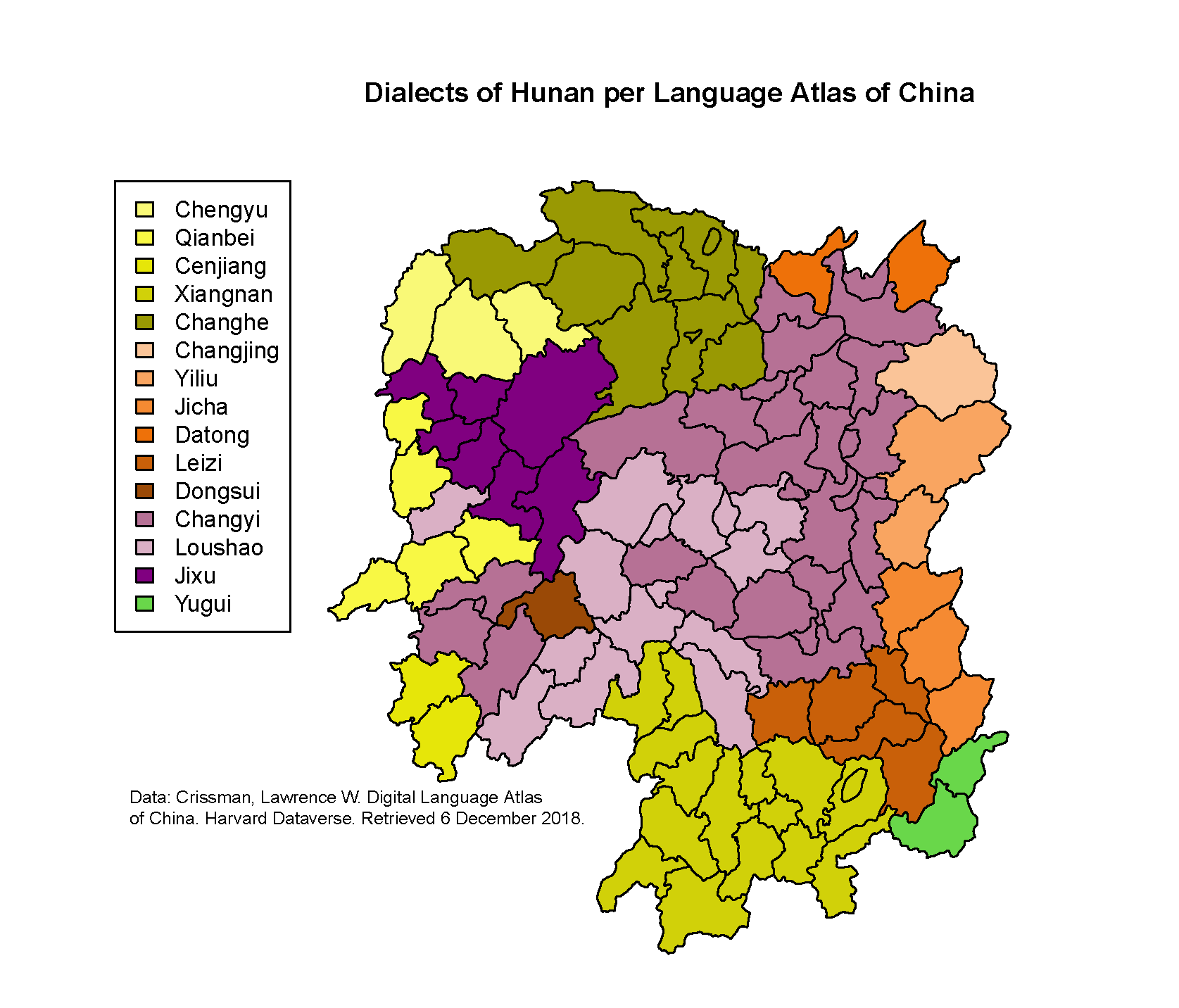
Диалекты провинции Хунань

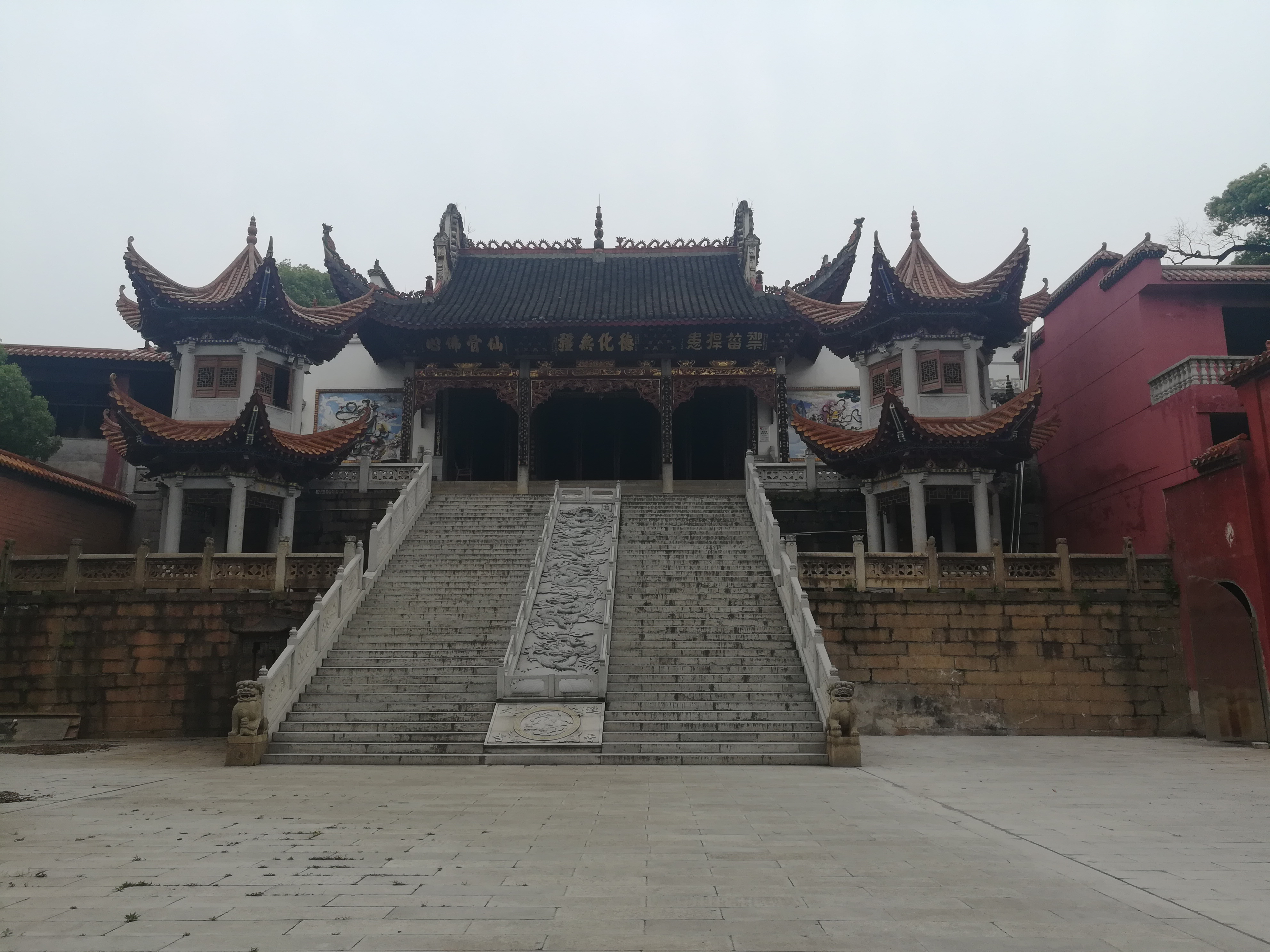
Даосский храм в Чанше

Подавляющее большинство населения Хунани составляют ханьцы (89,8 %). Также в провинции проживают такие коренные народы как туцзя (4 %), мяо (3 %), дун (1 %) и яо (1 %). Кроме того, имеются небольшие группы бай, хуэй, чжуанов, уйгуров, шэ и ва.
Национальные меньшинства Хунани сосредоточены в Сянси-Туцзя-Мяоском автономном округе (туцзя и мяо), а также в городских округах Хуайхуа (дун, мяо и хмонги), Шаоян (мяо, хмонги, яо и патхен), Юнчжоу (яо и хмонги), Чэньчжоу (хмонги) и Чандэ (хуэй и уйгуры).
Имеется постоянный отток молодёжи из сельских районов в города и значительная внутренняя трудовая миграция из Хунани в более развитые восточные провинции (Гуандун, Фуцзянь, Чжэцзян, Цзянсу), а также в Шанхай и соседний Чунцин. В городах Хунани наблюдается языковая и культурная ассимиляция представителей национальных меньшинств ханьским большинством.
В 2013 году власти начали кампанию по ликвидации бедности, особенно в горных деревнях национальных меньшинств, развивая там инфраструктуру, туризм, народные промыслы и новые формы сельского хозяйства. Политика китайских властей по ликвидации бедности сопровождалась переселением жителей депрессивных районов Хунани в новые посёлки и промышленные парки.   

### Языки
В провинции распространено несколько китайских языков и/или диалектов — сян (также известен как хунаньский диалект), гань, юго-западный диалект севернокитайского языка, сянънань-тухуа, васян и хакка, а также языки национальных меньшинств — туцзя, сянси-мяо, пахнг, яо и кам. Язык сян распространён вдоль рек Сянцзян и Цзыцзян, на нём говорят более 30 млн человек. В его основе лежит южный диалект языка Чу, сформировавшийся в эпоху династии Хань. Сян делится на две ветви — южный (старый) Сян и северный (новый Сян).
Новый сян (или чанъи) является доминирующей формой языка сян, он распространён в северо-восточных районах Хунани. Новый сян имеет три основных суб-диалекта — чан-тань, и-юань и юэян. Старый сян (или лушао) распространён в центральных районах Хунани, имеет несколько суб-диалектов, в том числе шуанфэнский, шаошаньский, сянтаньский и ляньюаньский. В уезде Сянсян распространён одноимённый диалект сянсян, который относится к центральной ветви диалектов языка сян. 
Юго-западный мандарин является вторым по популярности языком провинции, он распространён в западной, северной и южной части Хунани. Язык хакка широко употребляется в юго-восточной части Хунани. В уезде Цзянъюн среди женщин была распространена фонетическая письменность нюй-шу.

### Религия
В Хунани преобладают буддизм, даосизм, конфуцианство, китайская народная религия и культ предков, которые тесно переплетены между собой. Гора Хэншань является местом паломничества даосистов и буддистов со всего Китая. Около 0,8 % населения считают себя христианами. Католики принадлежат к архиепархии Чанши, епархии Чандэ и епархии Хэнчжоу. Также имеются последователи протестантизма (главным образом Церкви истинного Иисуса и Епископальной церкви) и ислама. Среди мяо, яо и дун распространены анимизм и шаманизм.

## Административное деление
Провинция делится на 13 городских округов и 1 автономный округ. Они, в свою очередь, делятся на 122 административные единицы уездного уровня — 35 районов городского подчинения, 17 городов уездного значения, 63 уезда и 7 автономных уездов. Далее следуют 2587 административных единиц волостного уровня — 1098 посёлков, 1158 волостей, 98 национальных волостей, 225 уличных комитетов и 8 районных общественных офисов.
| Карта | №                      | Русское название     | Китайское название               | Пиньинь          | Статус |
| ----- | ---------------------- | -------------------- | -------------------------------- | ---------------- | ------ |
|       |                        |                      |                                  |                  |        |
| 1     | Чанша                  | 长沙市               | Chángshā shì                     | Городской округ  |        |
| 2     | Чандэ                  | 常德市               | Chángdé shì                      | Городской округ  |        |
| 3     | Чэньчжоу               | 郴州市               | Chénzhōu shì                     | Городской округ  |        |
| 4     | Хэнъян                 | 衡阳市               | Héngyáng shì                     | Городской округ  |        |
| 5     | Хуайхуа                | 怀化市               | Huáihuà shì                      | Городской округ  |        |
| 6     | Лоуди                  | 娄底市               | Lóudǐ shì                        | Городской округ  |        |
| 7     | Шаоян                  | 邵阳市               | Shàoyáng shì                     | Городской округ  |        |
| 8     | Сянтань                | 湘潭市               | Xiāngtán shì                     | Городской округ  |        |
| 9     | Иян                    | 益阳市               | Yìyáng shì                       | Городской округ  |        |
| 10    | Юнчжоу                 | 永州市               | Yǒngzhōu shì                     | Городской округ  |        |
| 11    | Юэян                   | 岳阳市               | Yuèyáng shì                      | Городской округ  |        |
| 12    | Чжанцзяцзе             | 张家界市             | Zhāngjiājiè shì                  | Городской округ  |        |
| 13    | Чжучжоу                | 株洲市               | Zhūzhōu shì                      | Городской округ  |        |
| 14    | Сянси-Туцзя-Мяоский АО | 湘西土家族苗族自治州 | Xiāngxī Tǔjiāzú Miáozú zìzhìzhōu | Автономный округ |        |

## Политика

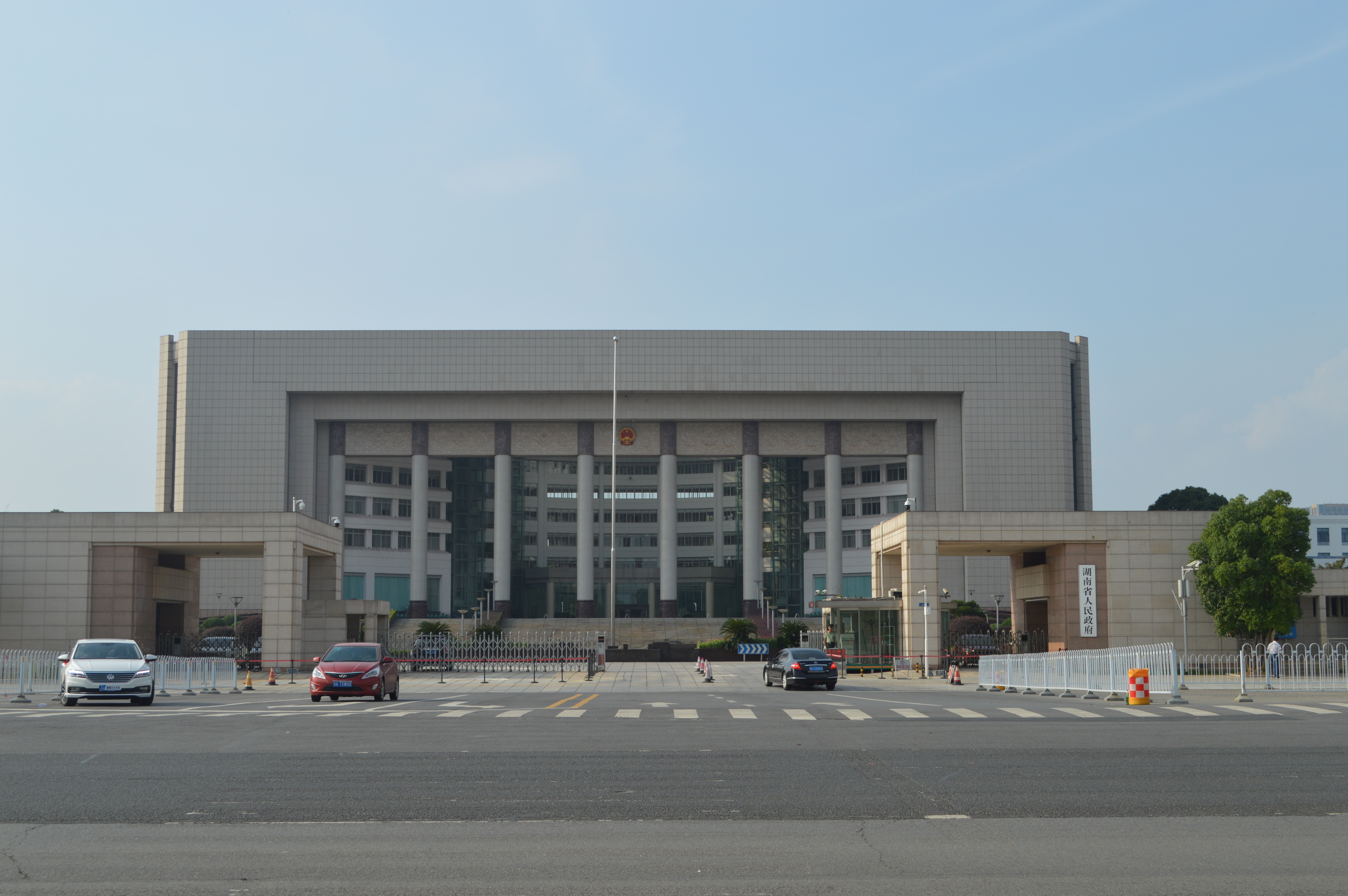
Здание правительства провинции в Чанше

Формально самым высокопоставленным должностным лицом провинции является губернатор Хунани, однако в реальности он обладает меньшей властью, чем секретарь провинциального комитета Компартии Китая. Замыкают властную вертикаль глава Народного собрания Хунани и секретарь провинциального комитета НПКСК.

## Вооружённые силы
Территория Хунани входит в Южный военный округ со штабом в Гуанчжоу. В Хуайхуа расположены штабы 63-й ракетной базы, 633-й и 634-й ракетной бригады, 74-й бригады армейской авиации, а также база хранения межконтинентальных баллистических ракет; в Шаояне — штаб 632-й ракетной бригады; в Чанша — авиабаза Датуопу и Национальный университет оборонных технологий.

## Экономика

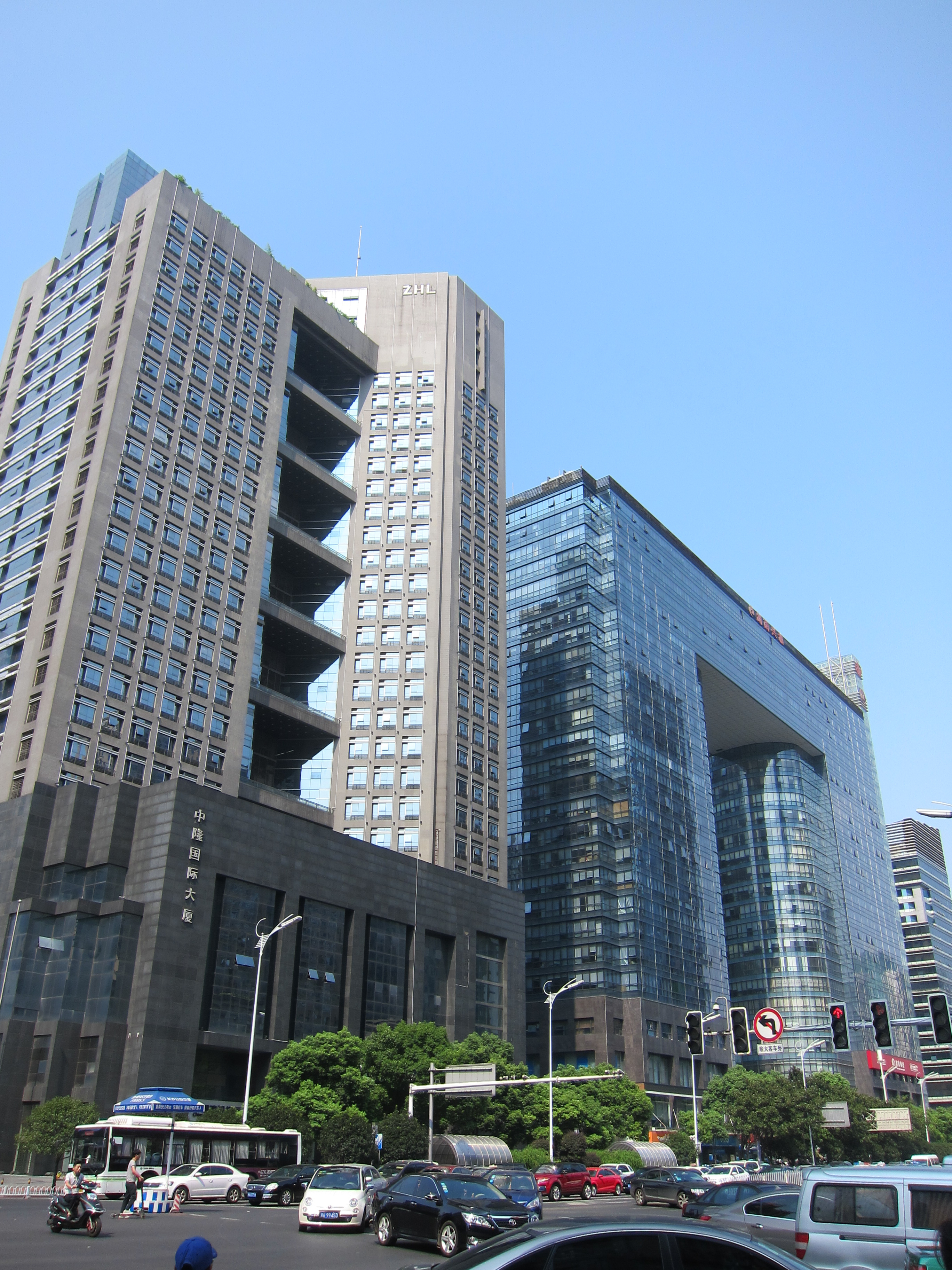
Деловой центр Чанши

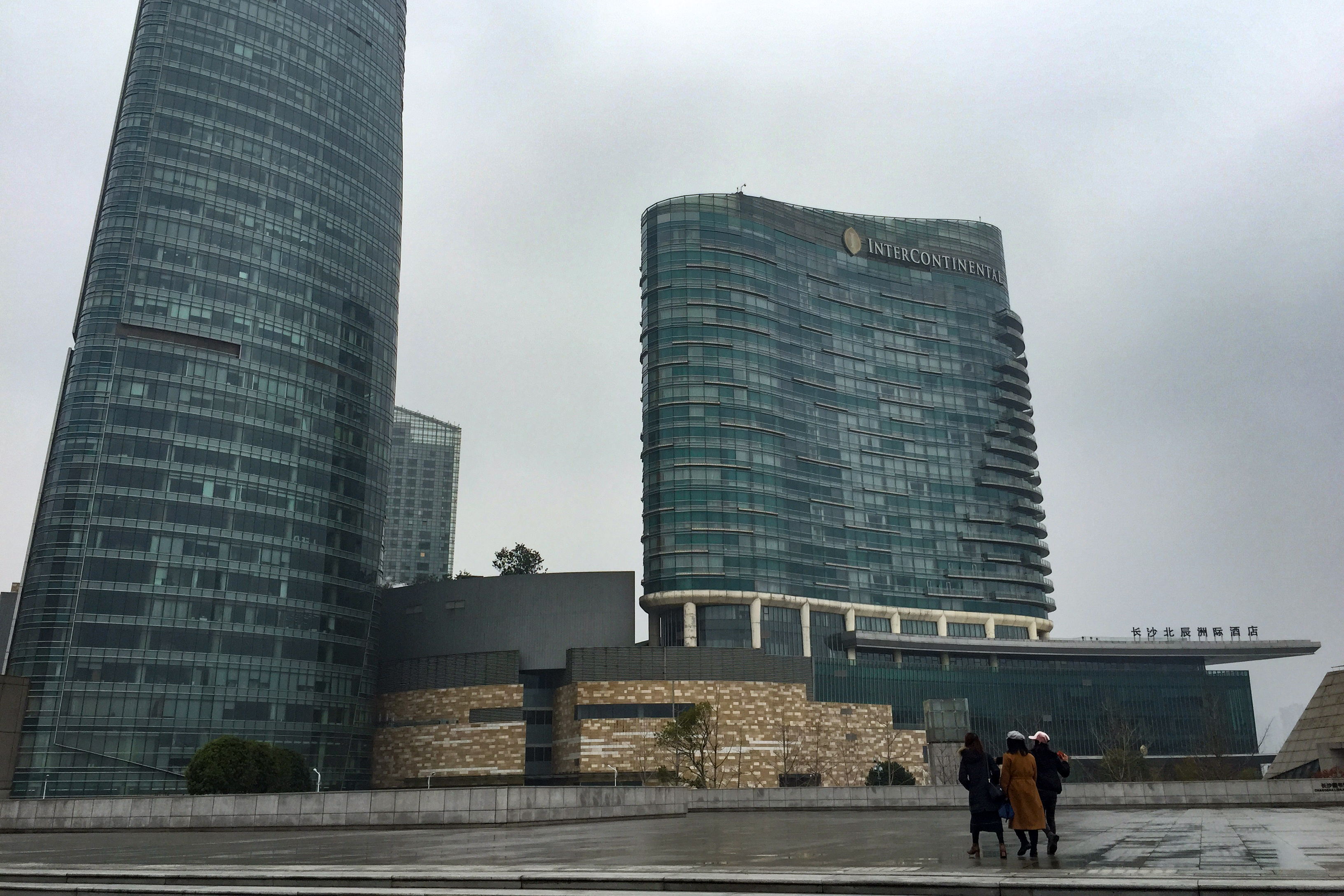
Отель InterContinental в Чанша

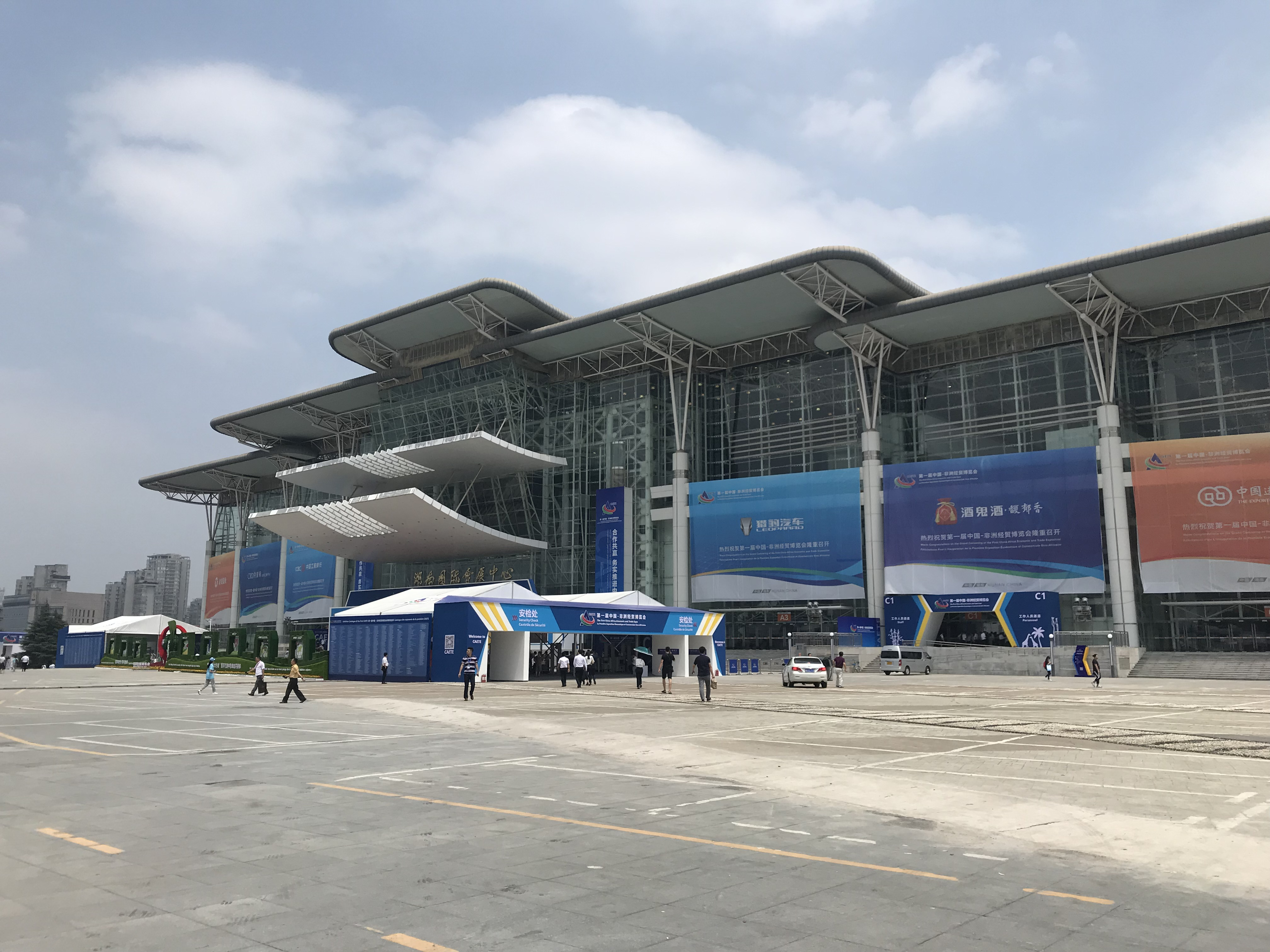
Хунаньский международный центр выставок и конференций

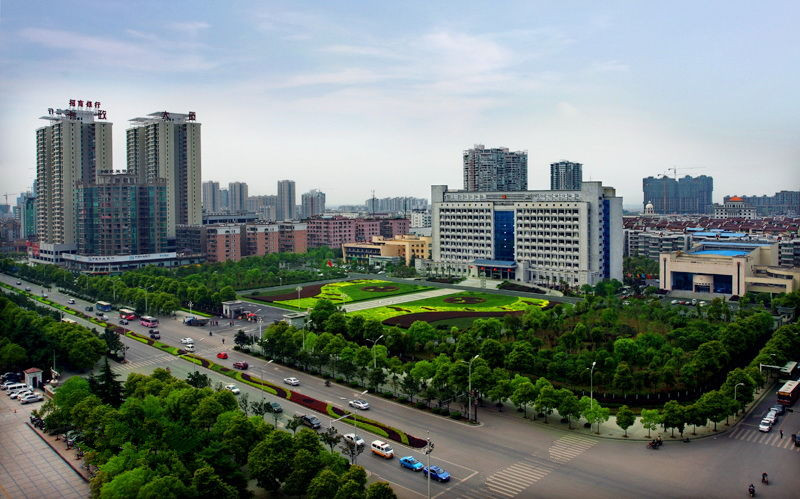
Деловой центр Хэнъяна

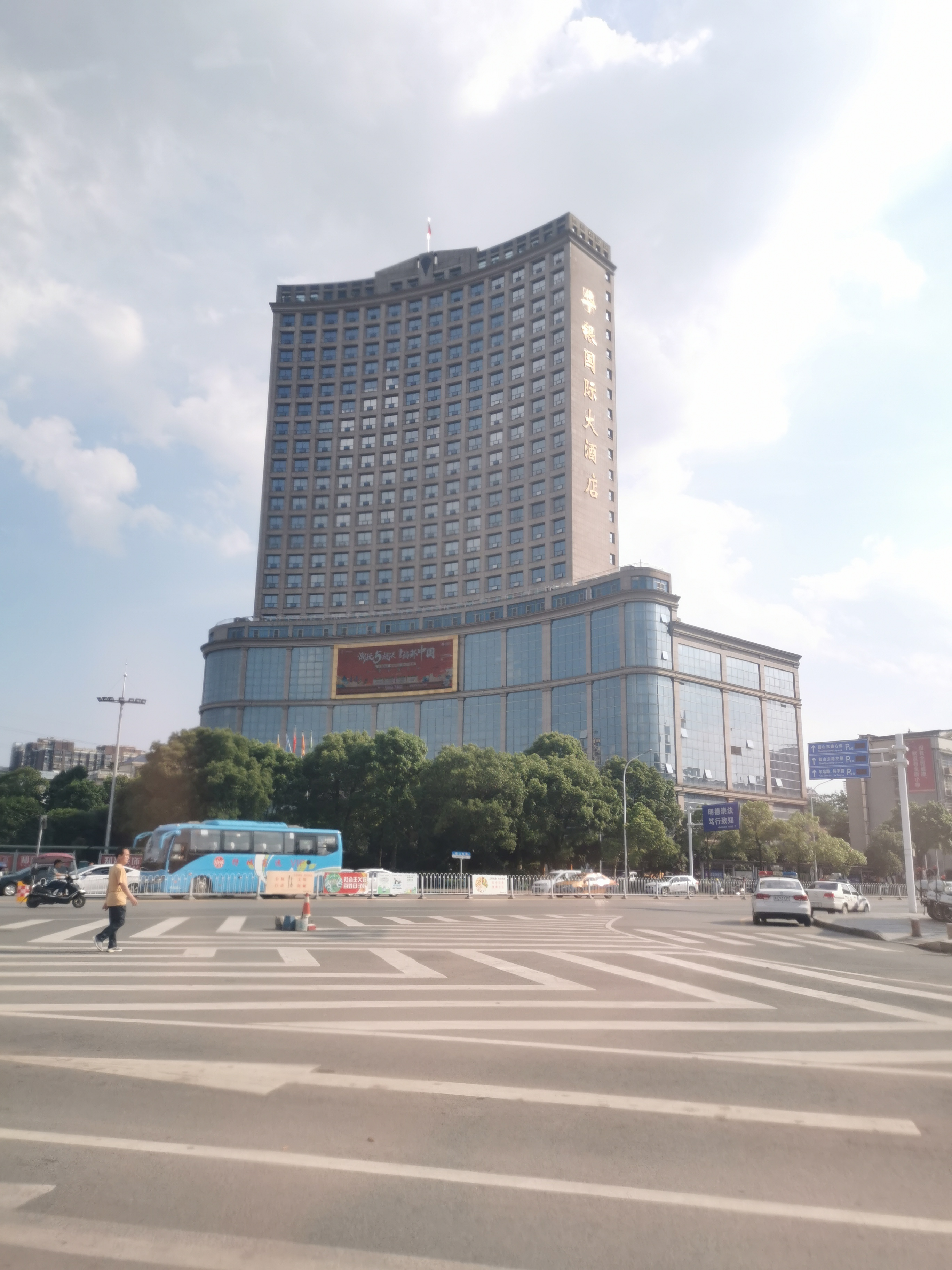
Отель в деловом центре Сянтаня

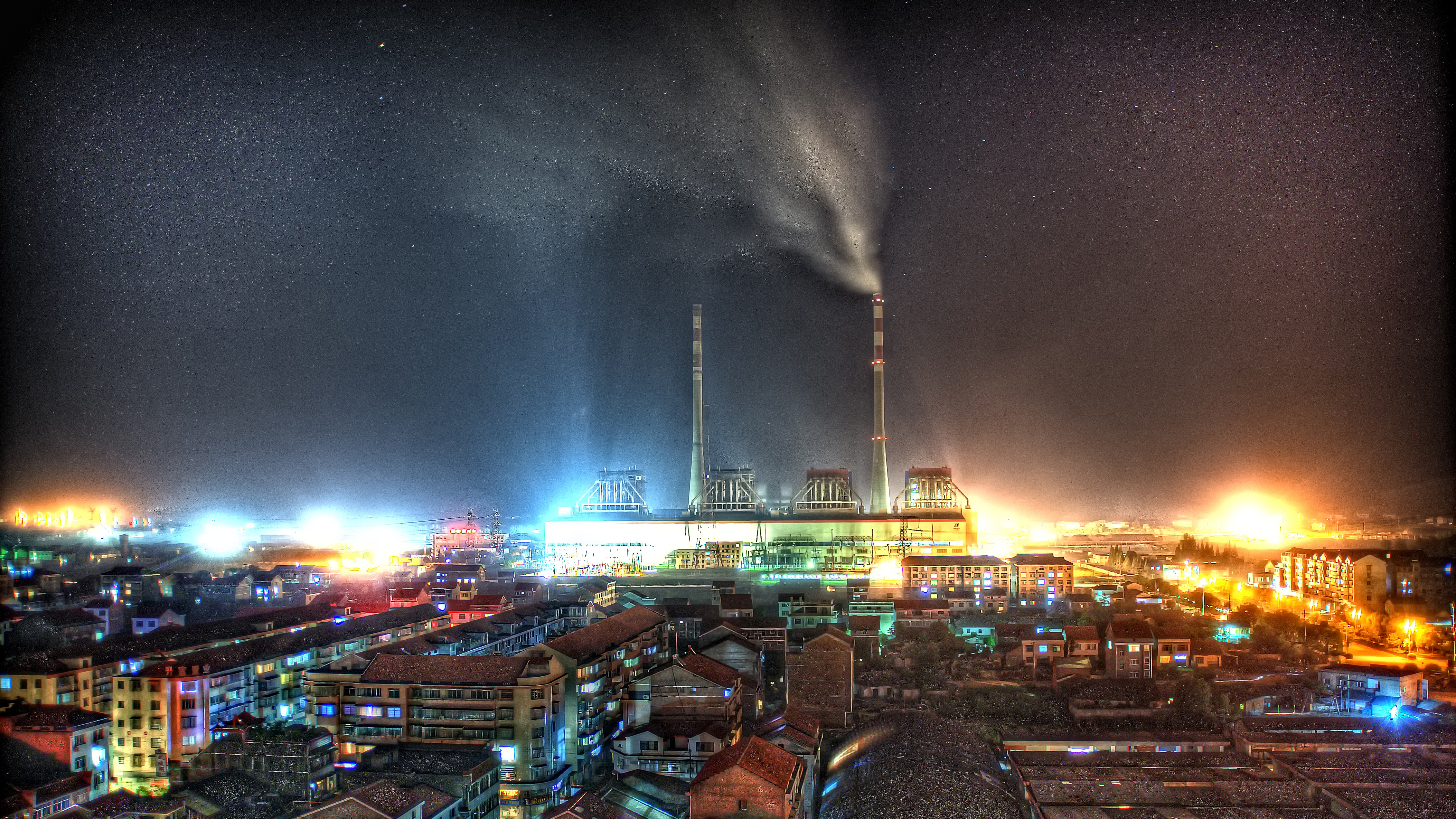
Тепловая электростанция в Шимэнь

Тепловая электростанция в Лэншуйцзяне

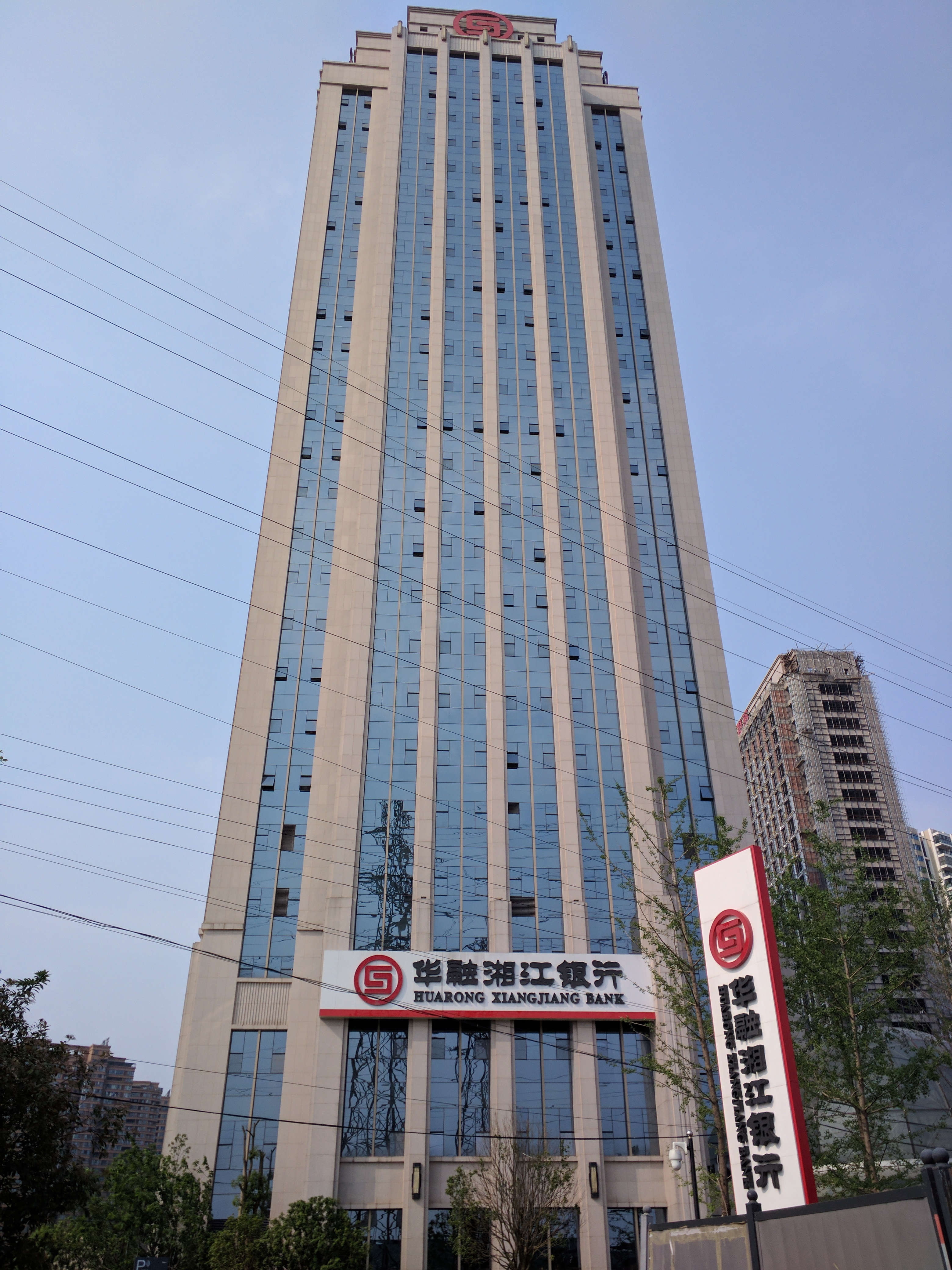
Офис Huarong Xiangjiang Bank в Чанша

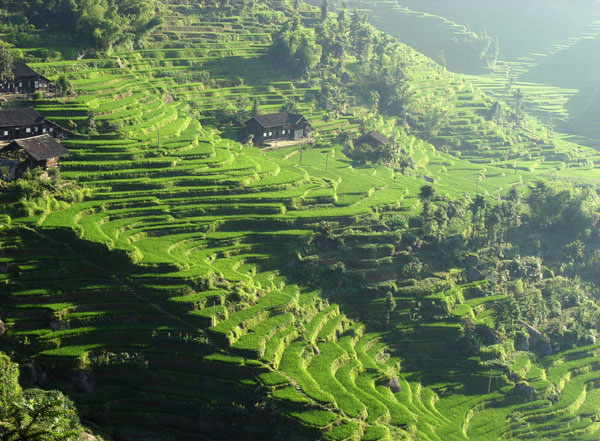
Рисовые террасы Хунани

Хунань входит в десятку наиболее развитых провинций Китая. По состоянию на 2016 год номинальный ВВП провинции составлял 475 млрд долл. США (3,16 трлн юаней), ВВП на душу населения — 6 983 долл. США (46 382 юаней). По состоянию на 2018 год номинальный ВВП провинции составлял 549 млрд долл. США (3,64 трлн юаней), ВВП на душу населения — 8 341 долл. США (57 540 юаней). 
Валовой региональный продукт (ВРП) провинции Хунань по итогам 2020 года вырос на 3,8 % в годовом исчислении и превысил 4 трлн юаней (около 617 млрд долл. США). Располагаемый доход на душу населения в городах и сельских районах провинции увеличился на 4,7 % и 7,7 % соответственно. Добавленная стоимость продукции крупных промышленных предприятий провинции Хунань увеличилась на 4,8 % в годовом выражении, инвестиции в основные фонды выросли на 7,6 %, а общий объём импорта и экспорта вырос на 12,3 %. По итогам 2022 года ВРП провинции Хунань составил около 5 трлн юаней (743 млрд долл. США), а общий объем импортно-экспортных операций увеличился на 20 % и превысил 100 млрд долл. США.
В провинции базируется ряд крупных компаний, в том числе Hunan Valin Steel и Hunan Nonferrous Metals (металлургия), Sany Heavy Industry, Zoomlion Heavy Industry, Zoomlion Environmental Industry, Sunward Intelligent Equipment Group, Zhuzhou Tianqiao Crane и Hengtian Jiuwu Heavy Industry (строительная, погрузочная и другая специальная техника), Lens Technology, Xiangdian Group и TBEA Hengyang Transformer (электроника и электротехника), Broad Group (системы кондиционирования и очистки воздуха), CRRC Zhuzhou Electric Locomotive и Zhuzhou Lince Group (локомотивы и железнодорожное оборудование), Changfeng Motor, Hunan Leopaard Motors и Hunan Corun New Energy (автомобили и комплектующие), Hunan Erkang Pharmaceutical и Hunan Jingfeng Pharmaceutical (фармацевтика), Mengjie Home Textile (текстиль), Hunan Wuzizui Food, Blue River Dairy и Kemen Noodle Manufacturing (продукты питания и напитки), Hunan Oil Pump (насосы), Bank of Changsha (финансовые услуги), Hunan Broadcasting System и Mango TV (телерадиовещание), Titan Sports Media Group (издательский бизнес), Spacety (космические спутники и оборудование), Truking Technology (фармацевтическое оборудование), Sunny & Sandy Crafts (игрушки).
Крупными иностранными инвесторами в экономику Хунани являются Stellantis, Mitsubishi Motors, Bosch, Foxconn, NEC, Hitachi, Philips, LG Electronics, Microsoft, IBM, Cisco, Dell, Ericsson, Harris Corporation, The Coca-Cola Company, PepsiCo, Hyatt Hotels Corporation, Marriott International.

### Зонирование
В провинции расположено несколько крупных зон развития и промышленных парков:
- Changsha National Economic and Technical Development Zone (Чанша)
- Changsha National New & Hi-Tech Industrial Development Zone (Чанша)
  - Longping High-Tech Park (Фужун)
- Xiangjiang New Area (Чанша)
- Ningxiang Economic and Technological Development Zone (Нинсян)
- Ningxiang High-Tech Industrial Park (Нинсян)
- Liuyang Economic and Technological Development Zone (Люян)
- Liuyang High-Tech Industrial Development Zone (Люян)
- Liuyang Two-Oriented Industrial Park (Люян)
- Muyun Economic Development Zone (Тяньсинь)
- Wangcheng Economic and Technological Development Zone (Ванчэн)
- Zhuzhou National New & Hi-Tech Industrial Development Zone (Чжучжоу)
- Chenzhou Export Processing Zone (Чэньчжоу)
- Xiangtan High-Tech Industrial Development Zone (Сянтань)
- Yiyang High-Tech Industrial Development Zone (Иян)

В сентябре 2020 года в Хунани была создана Зона свободной торговли, которая специализируется на обрабатывающей промышленности, логистике и торговле между долиной Янцзы и Гуандуном, между Китаем и Африкой, между Китаем и Европой.

### Промышленность
В Хунани производят сталь, алюминий, промышленное и энергетическое оборудование (в том числе станки, инструменты, насосы, упаковочные линии, трансформаторы, ветрогенераторы), строительную, погрузочную и сельскохозяйственную технику, локомотивы, вагоны, легковые автомобили, автобусы, электронику, кондиционеры, речные суда, авиационное и военное оборудование, цемент и другие стройматериалы, керамику, химические удобрения, лекарства, резиновые и пластиковые изделия, продукты питания (в том числе муку, лапшу, масло, мясные изделия и соусы), прохладительные и алкогольные напитки, табачные изделия, мебель, бумагу, пряжу, ткани, одежду, обувь, кожаные изделия, пуговицы и зонтики. Активно развиваются высокие технологии (программное обеспечение, медицинское оборудование, биотехнологии, новые материалы и зелёная энергетика). Чанша входит в Клуб городов-триллионников, а Люян является крупнейшим в мире центром по производству фейерверков. 
Государственный нефтехимический холдинг Sinopec владеет крупными заводами в Юньси и Юэяне. Производственный комплекс CRRC Group в Чжучжоу выпускает электролокомотивы, составы для электричек и метро, специальные поезда, электронику и системы связи, ветрогенераторы, электрические автобусы и пластмассовые изделия. Государственная авиационная компания Aero Engine Corporation of China владеет заводами в Чжучжоу и Чанше. Государственная оборонная группа Norinco владеет заводом Jianglu Machinery & Electronics Group в Сянтане (специальные автомобили, автомобильные комплектующие, электроника и приборы). Также в Чанше базируются предприятия автомобильных компаний GAC Group, Stellantis и Mitsubishi Motors, телекоммуникационной компании ZTE. В Чандэ расположены крупнейшая в провинции сигаретная фабрика государственной компании Hunan China Tobacco Industry и судостроительный завод голландской корпорации Damen Group.
В Хунани развита горнодобывающая промышленность. В Лэншуйцзяне добывают антимонит и производят сурьму. В Лэйяне, Лоуди и Чанша ведётся добыча и обогащение угля, в Чэньчжоу добывают вольфрам, висмут, молибден и флюорит, в Хэнъяне — свинец, цинк и олово. 
По состоянию на 2020 год крупнейшими промышленными компаниями провинции по размеру выручки были: 
- Hunan Valin Steel Group (133 млрд юаней)
- Hunan China Tobacco Industry (103,6 млрд юаней)
- Sany Group (87,5 млрд юаней)
- China National Tobacco Corporation (85,7 млрд юаней)
- Lens Technology Group (77,8 млрд юаней)
- Hunan Broad Holding Group (51 млрд юаней)
- China Petroleum & Chemical Corporation Changling Branch (44,9 млрд юаней)
- Zoomlion (43,3 млрд юаней)
- Hunan Nonferrous Metals Holding (32,9 млрд юаней)
- CRRC Zhuzhou Electric Locomotive Research Institute (30,2 млрд юаней)

### Энергетика
Большая часть электроэнергии Хунани производится на угольных и гидроэлектростанциях, растёт доля ветровых и солнечных электростанций.
Среди крупнейших угольных электростанций провинции установленной мощностью свыше 1000 МВт — ТЭС в Юэяне, Юнчжоу, Сянтане, Лэншуйцзяне, Ияне, Чандэ, Шаояне, Юсяне, Чанше и Лэйяне. Имеется несколько крупных ГЭС установленной мощностью свыше 500 МВт, в том числе Хэймифэн (Ванчэн), Вуцянси (Юаньлин), Чжэси (Аньхуа), Фэнтань (Чжанцзяцзе) и Дунцзян (Цзысин).

### Сельское хозяйство
В провинции выращивают рис, пшеницу, кукурузу, сорго, сою, горох, фасоль, апельсины, танжерины, манго, киви, вишню, красный перец, чеснок, лук, имбирь, капусту, рапс, ревень, чай (в том числе знаменитый сорт Цзюньшань иньчжэнь), табак, хлопок, шелковицу, рами, коноплю и лотосы. В промышленных масштабах разводят свиней, коров, домашнюю птицу и пресноводную рыбу, производят тунговое масло, мёд, соевый соус и рисовый уксус, заготавливают лекарственные травы, древесину и бамбук. По состоянию на 2023 год в провинции насчитывалось более 4 тыс. предприятий по переработке бамбука; объем производства в этой отрасли составлял 59,4 млрд юаней.

### Туризм
Хунань входит в тройку наиболее популярных туристических направлений Китая. Во время новогодних (январь—февраль), майских и октябрьских праздников десятки миллионов китайцев посещают природные и исторические достопримечательности провинции, прибывая в Хунань на поездах, автобусах, самолётах и личных автомобилях.  
Основными туристическими локациями провинции являются скалы Улинъюань, пещеры и водопады на территории Национального лесного парка Чжанцзяцзе, лифт Байлун, стеклянный мост Чжанцзяцзе и гора Тяньмэнь в городе Чжанцзяцзе; тематический парк Window of the World, Статуя молодого Мао Цзэдуна на Мандариновом острове, Академия Юэлу, Музей провинции Хунань, бывшие резиденции Тань Сытуна и Лю Шаоци, Хунаньский парк мучеников и Хунаньский лесной ботанический сад в городе Чанша; Национальный геологический парк Шиниючжай и Юэянская башня в городе Юэян; неолитические поселения Пэнтоушань и Башидан в городе Чандэ; священная гора Хэншань и храмовый комплекс Наньюэ Дамяо в городе Хэнъян; комплекс буддийских храмов на горе Чжао, бывшие резиденции Мао Цзэдуна и Пэн Дэхуая в городе Сянтань; старый город Фэнхуан в Сянси-Туцзя-Мяоском автономном округе; бывшая резиденция Цзэн Гофаня, национальный лесной парк Луншань и парк Шима в городе Лоуди; Национальный лесной парк Янминшань в городе Юнчжоу; комплекс буддийских и даосских храмов на горе Фэй в городе Хуайхуа.

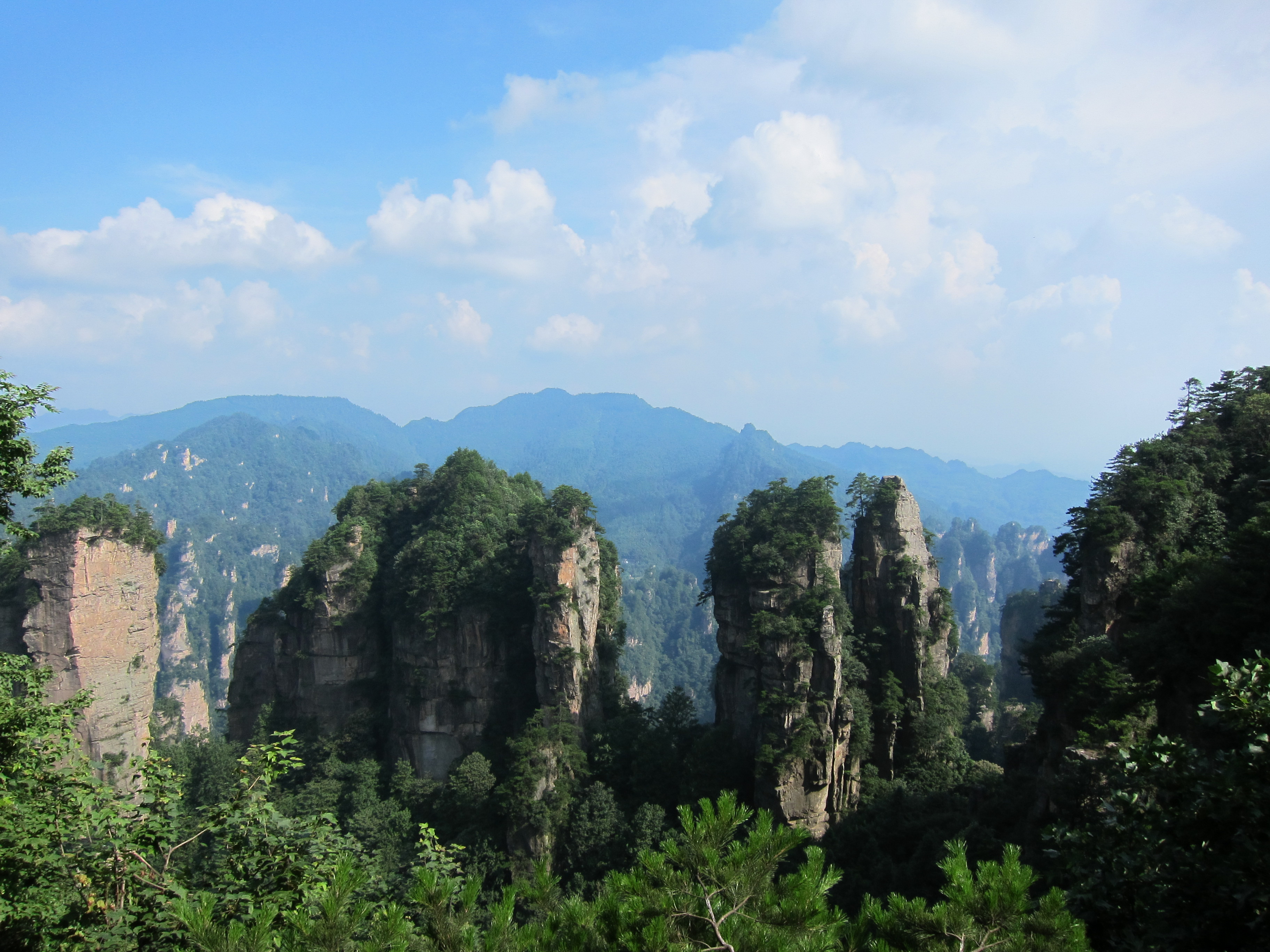
Улинъюань
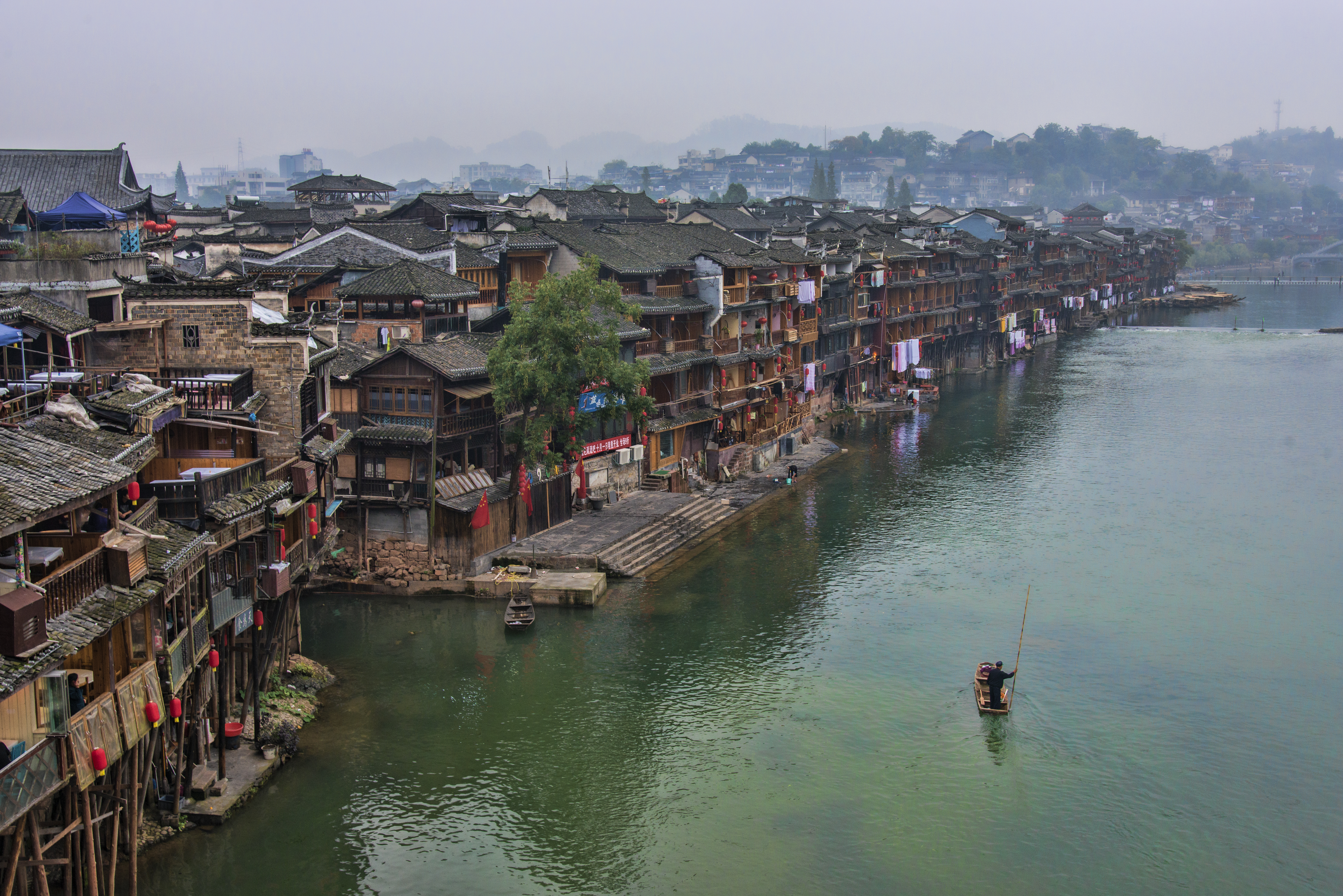
Фэнхуан
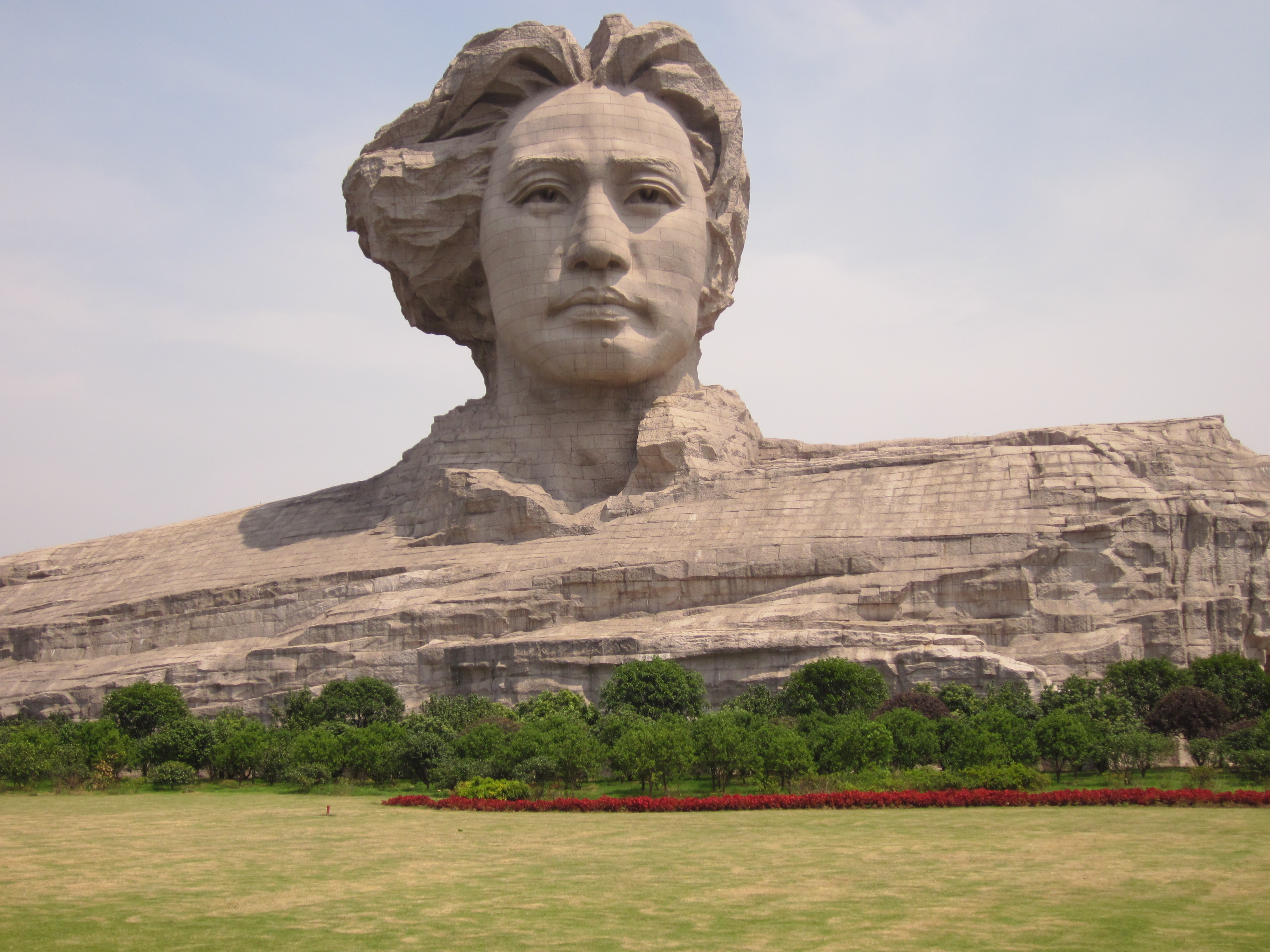
Мандариновый остров
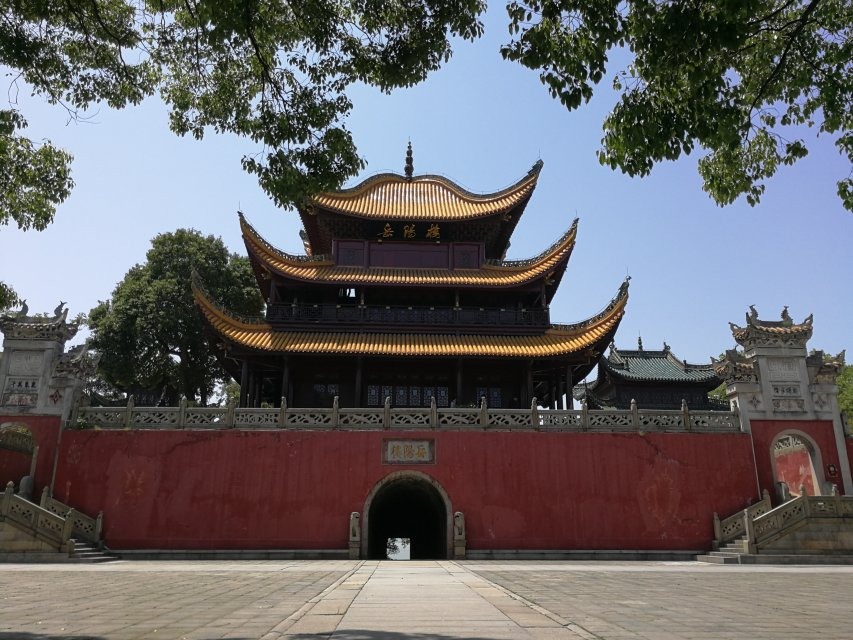
Юэянская башня
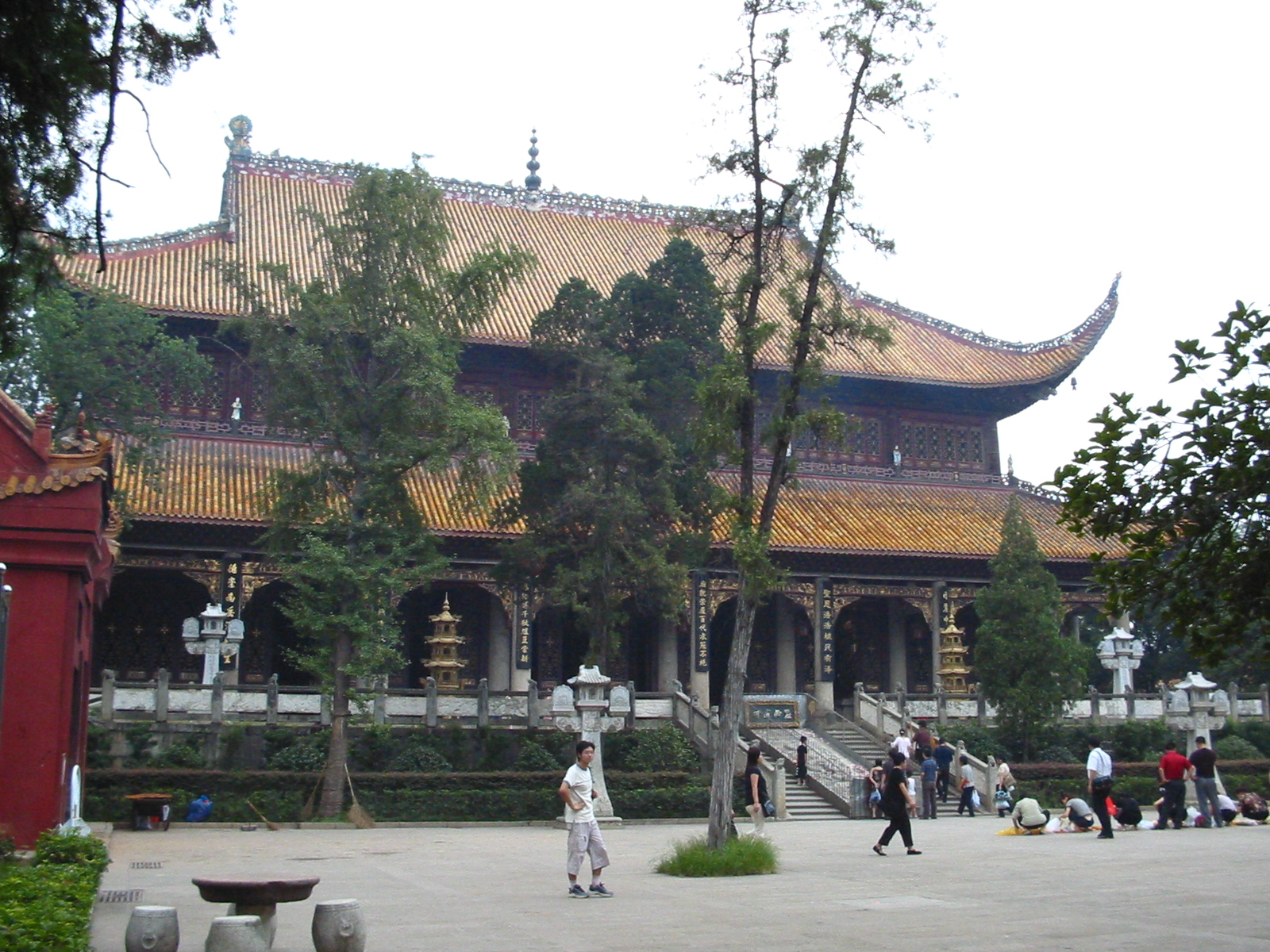
Наньюэ Дамяо
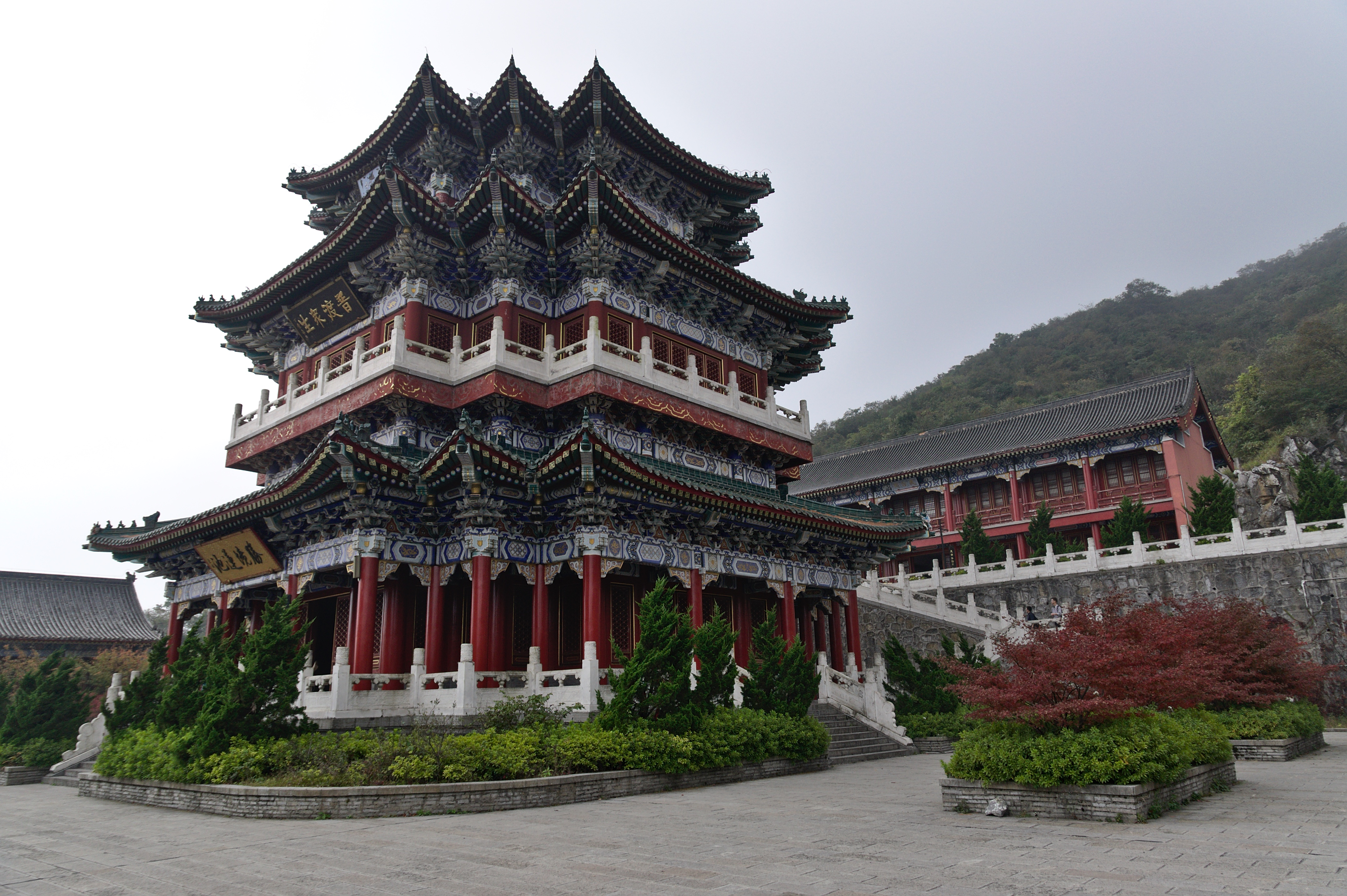
Храм на горе Тяньмэнь

Большое значение имеет деловой туризм, в том числе проведение различных выставок, ярмарок, саммитов и конференций. В провинции представлены многие крупнейшие международные гостиничные сети, в том числе Grand Hyatt, Hyatt Place, The St. Regis, Sheraton, Four Points by Sheraton, Courtyard by Marriott, InterContinental, Holiday Inn, Hilton, Langham Place, Niccolo, Wanda Vista, Vienna International и Ascott.

### Телекоммуникации
По состоянию на август 2020 года в провинции было введено в эксплуатацию более 13,5 тыс. базовых станций 5G. В городе Чанша построен большой центр обработки облачных данных и создана пилотная зона по внедрению 5G в области промышленного интернета. Сетью 5G охвачены практически все университеты, исследовательские институты и высокотехнологичные предприятия в крупных городах.  

### Внешняя торговля
Внешняя торговля занимает важное место в экономике провинции, но Хунань по-прежнему значительно уступает в объёмах таким экспортно-импортным «локомотивам» Китая, как приморские провинции Гуандун, Цзянсу, Шаньдун, Чжэцзян и город Шанхай. В 2018 году объём внешнеторгового оборота провинции Хунань превысил 310 млрд юаней (45,8 млрд долларов США), увеличившись более чем на 28 % по сравнению с предыдущим годом. Во внешнеторговую деятельность были вовлечены 4630 предприятий провинции, что на 16,8 % выше показателя 2017 года. На частные предприятия пришлось 68,1 % от общего объёма внешней торговли провинции. 
По итогам первых 11 месяцев 2020 года общий объём внешней торговли провинции вырос на 9,8 % в годовом исчислении, превысив 431,3 млрд юаней (около 66,8 млрд долл. США). Экспорт составил 290,2 млрд юаней (+ 4,6 % в годовом выражении), а импорт — 141,1 млрд юаней (+ 22,3 % в годовом исчислении). Внешнеторговый оборот частных предприятий Хунани вырос до 336,2 млрд юаней (+ 11,8 % в годовом выражении), составив 77,9 % от общего объёма внешней торговли провинции.
В 2022 году объём внешней торговли Хунани вырос на 20,2 % в годовом исчислении и составил более 705,8 млрд юаней (105 млрд долл. США). Экспорт провинции вырос на 25,3 % до 515,5 млрд юаней, а импорт — на 8,3 % до 190,4 млрд юаней. Объём торговли провинции со странами вдоль «Пояса и пути» и странами-участницами ВРЭП увеличился на 46,4 % и 27,6 % соответственно; объём торговли Хунани с Африкой достиг 55,66 млрд юаней, увеличившись на 42,8 % в годовом исчислении. 
Страны АСЕАН являются крупнейшим внешнеторговым партнёром Хунани, за ними следуют Гонконг, страны Европейского союза, США и Южная Корея. Постоянно растёт доля Африки — в 2019 году общий объём внешней торговли между провинцией и странами Африки составил 3,54 млрд долларов США, увеличившись на 29 % в годовом исчислении. В экспорте преобладают механические и электрические товары, на которые приходится более 40 % от общего объёма экспорта; среди крупнейших статей импорта — железная руда, зерно, промышленное оборудование, электроника, автомобильные и железнодорожные комплектующие, какао, орехи кешью.
Для стимулирования внешней торговли в Чанша созданы «Китайско-африканская пилотная зона углубления торгово-экономического сотрудничества» и «Китайско-африканский бизнес-инкубатор электронной коммерции». В столице провинции регулярно проводятся Китайско-африканские торгово-экономические ЭКСПО. В 2022 году общий объем внешней торговли провинции Хунань с Африкой достиг 55,66 млрд юаней, увеличившись на 42,8 % в годовом исчислении.
В первом полугодии 2023 года объем внешней торговли провинции Хунань составил 336,7 млрд юаней (около 47 млрд долл. США), увеличившись на 7,6 % в годовом исчислении. В частности, экспорт провинции составил 232,9 млрд юаней, увеличившись на 1,7 % в годовом исчислении, а её импорт — 103,9 млрд юаней, что на 23,8 % больше, чем годом ранее.

## Транспорт

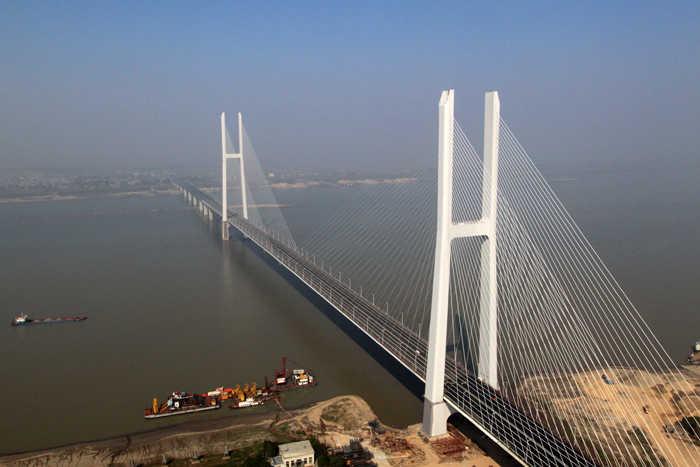
Мост Цзинъюэ через Янцзы

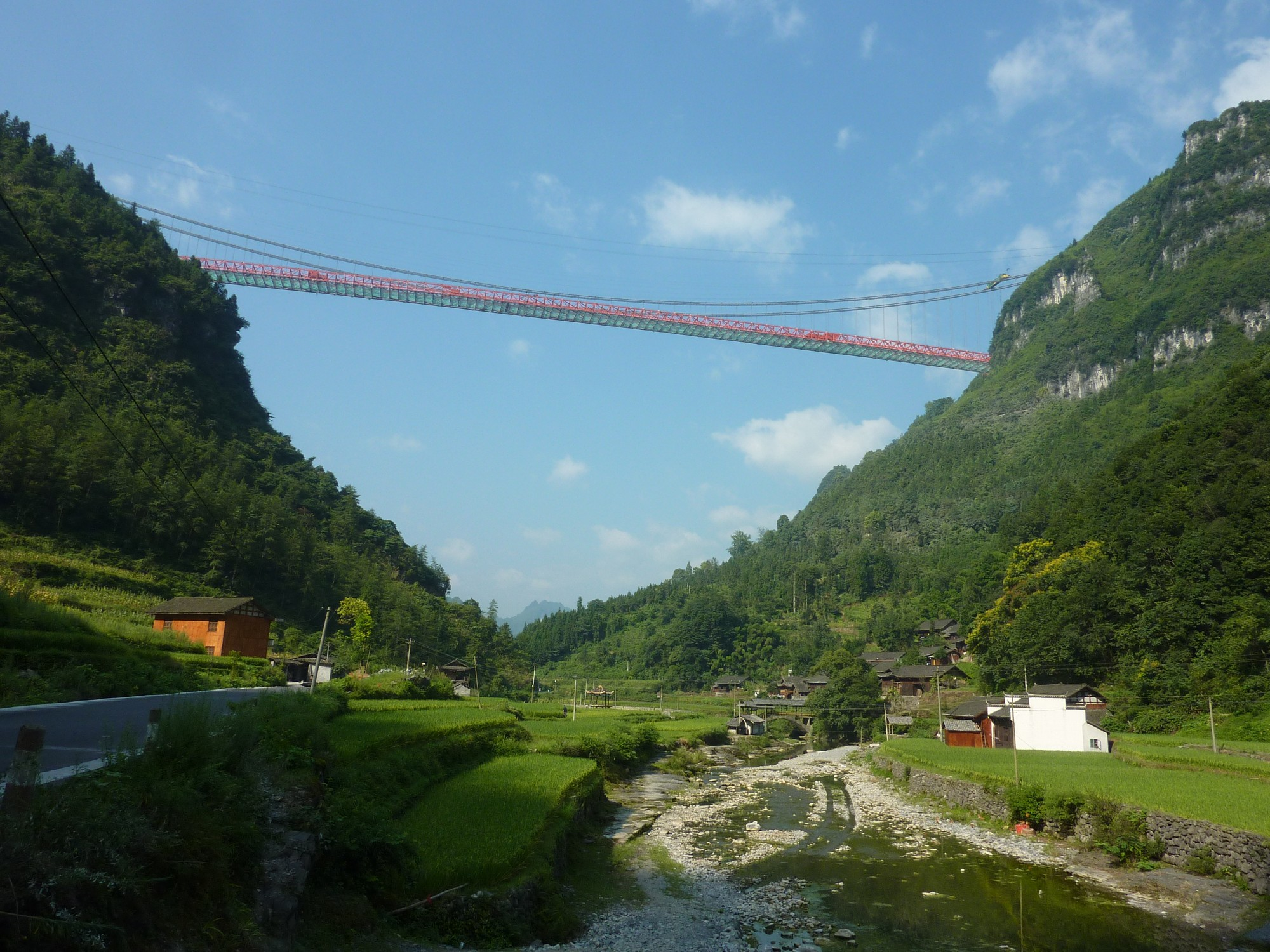
Мост Айчжай

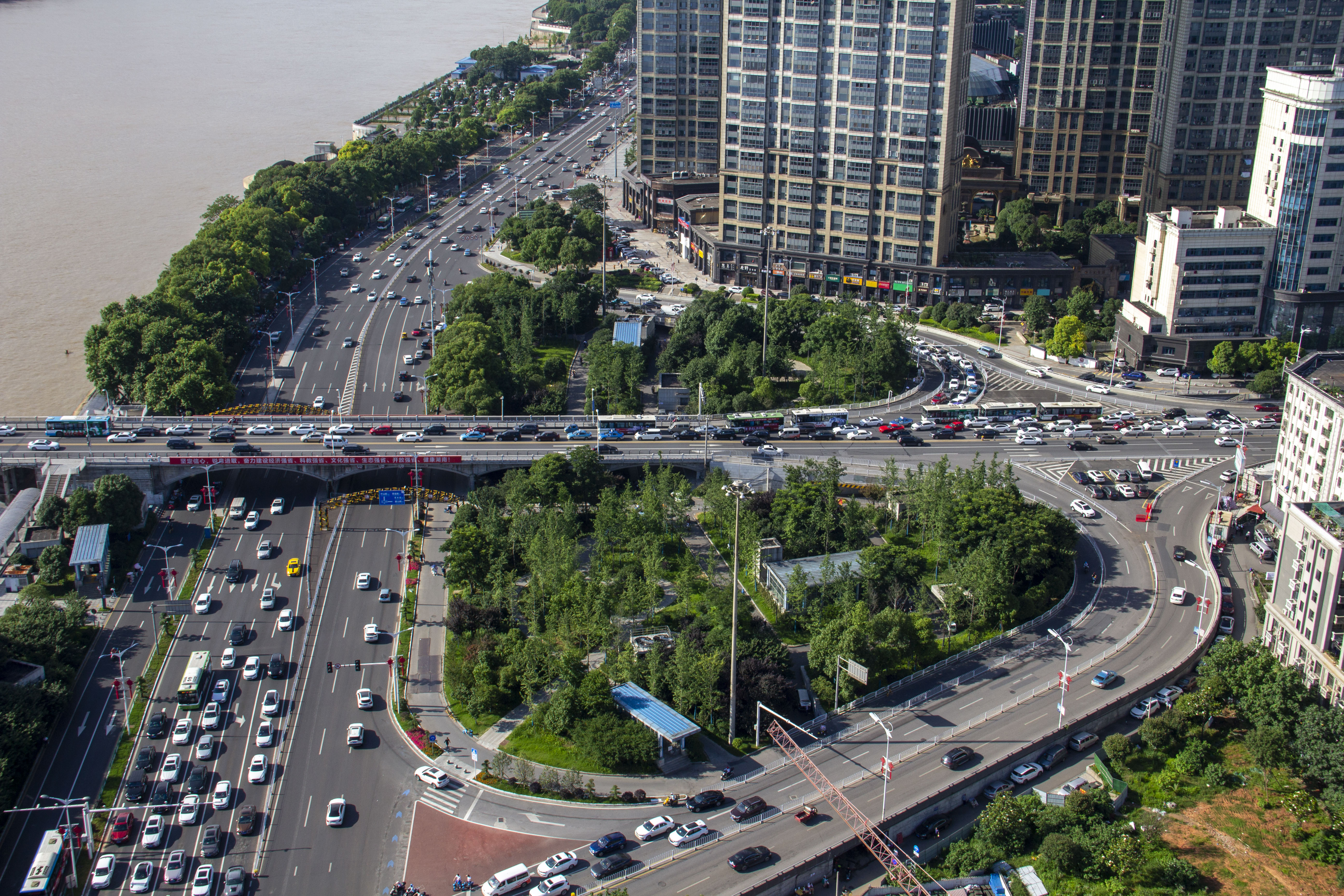
Развязка в Чанше

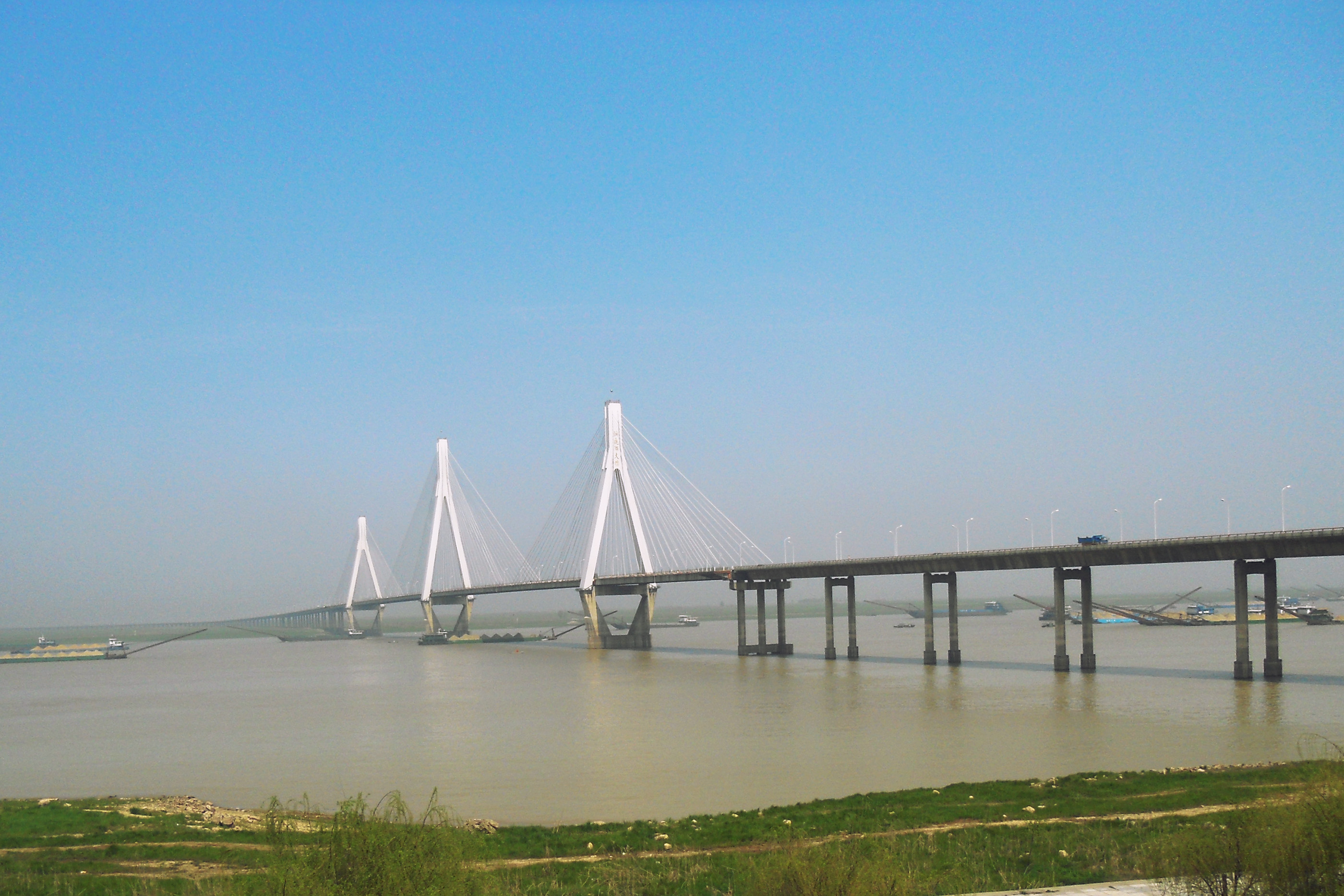
Мост через озеро Дунтинху

Хунань расположена на пересечении важнейших транспортных коридоров из Южного Китая (Гуандун и Гуанси) в Центральный Китай (Хубэй и Чунцин), а также из Восточного Китая (Чжэцзян, Фуцзянь и Цзянси) в Западный Китай (Гуйчжоу, Юньнань и Сычуань).
Из-за достаточно пересечённой местности с множеством гор, рек и озёр в провинции построены сотни автомобильных и железнодорожных мостов и тоннелей, в том числе входящих в различные списки крупнейших в мире (мост Лишуй, мост Айчжай, мост Цзинъюэ, мост Ляньсян, Большой мост Дунтинху). Наиболее плотно мосты расположены в Чанше, связывая два берега реки Сянцзян.

### Автомобильный
Хунань густо покрыта национальными и региональными скоростными автодорогами. К важнейшим магистралям Хунани относятся: 
Национальные автодороги
- Годао 106 (Пекин — Гуанчжоу)
- Годао 107 (Пекин — Шэньчжэнь)
- Годао 207 (Улан-Хото — Сюйвэнь)
- Годао 209 (Хух-Хото — Бэйхай)
- Годао 319 (Сямынь — Чэнду)
- Годао 320 (Шанхай — Жуйли)
- Годао 322 (Хэнъян — Пинсян)
- Годао 353 (Ниндэ — Фугун)

Межпровинциальные скоростные автодороги
- Пекин — Гонконг — Макао (Jinggang'ao Expressway)
- Эрэн-Хото — Гуанчжоу (Erguang Expressway)
- Ханчжоу — Жуйли (Hangrui Expressway)
- Хух-Хото — Бэйхай (Hubei Expressway)
- Шанхай — Куньмин (Hukun Expressway)
- Баотоу — Маомин (Baomao Expressway)
- Цюаньчжоу — Наньнин (Quannan Expressway)
- Сямынь — Чэнду (Xiarong Expressway)
- Сюйчан — Гуанчжоу (Xuguang Expressway)

Провинциальные скоростные автодороги
- Чанша — Шаошань — Лоуди (Changshaolou Expressway)
- Чанша — Чжанцзяцзе (Changzhang Expressway)
- Иян — Лоуди — Хэнъян (Yilouheng Expressway)
- Юэян — Линьу (Yuelin Expressway)
- Кольцевая скоростная автодорога Чанши (Changsha Ring Expressway)

Важное значение имеют грузовые автомобильные перевозки между провинцией Хунань и соседними регионами страны (зерно, продукты питания, потребительские товары, строительные материалы), а также между городами провинции и морскими портами Гуанси, Гуандуна, Фуцзяни и Чжэцзяна (преимущественно ISO-контейнеры).
В Чанша активно развивается общественный транспорт с системой автоматического управления, в том числе «умные автобусы» с поддержкой 5G и беспилотные такси компании Baidu. В провинции представлены логистические парки и розничные отделения всех ведущих компаний Китая, в том числе JD.com, SF Holding и Alibaba Group.

### Железнодорожный

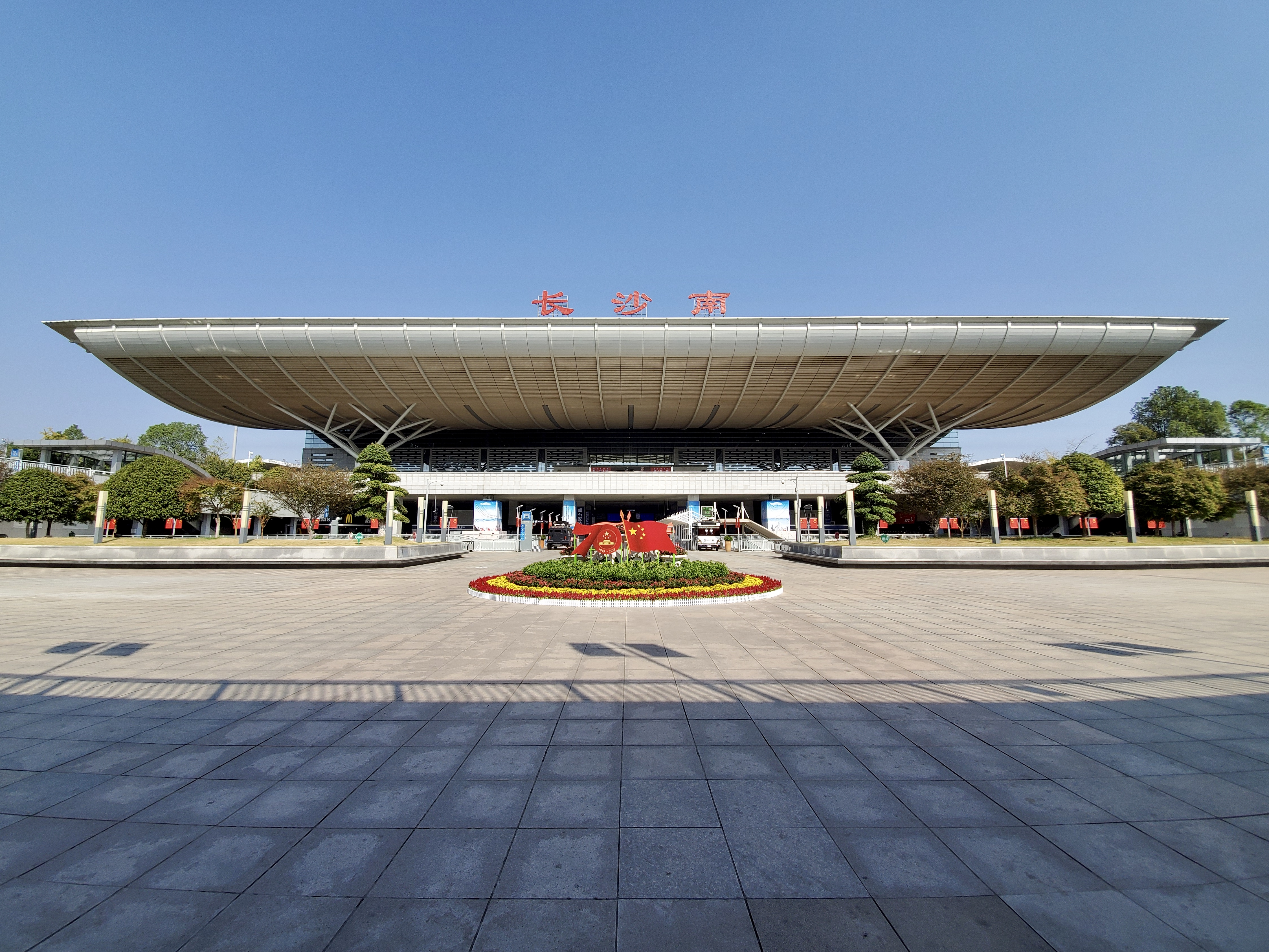
Южный вокзал Чанши

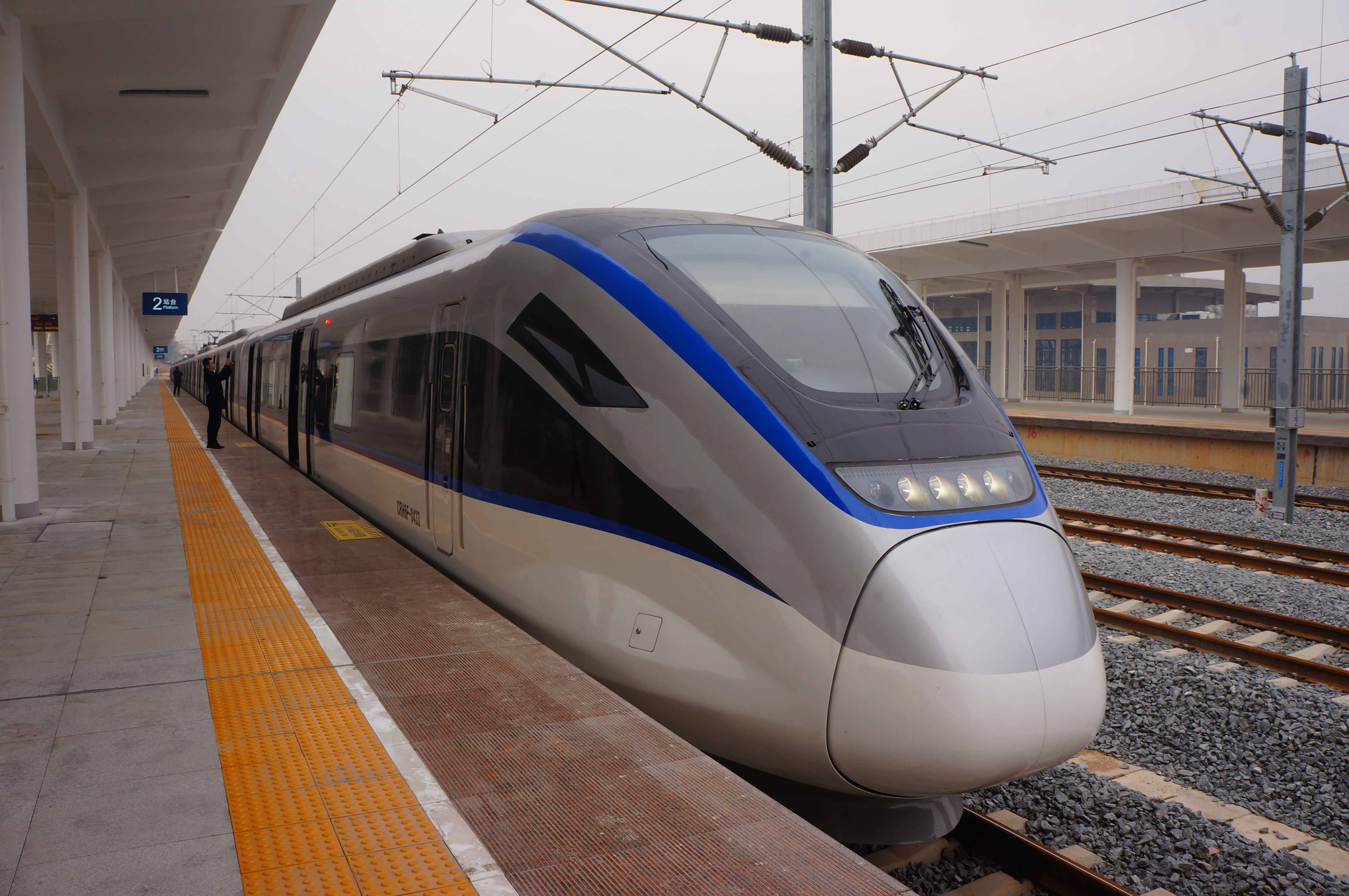
Западный вокзал Чанши

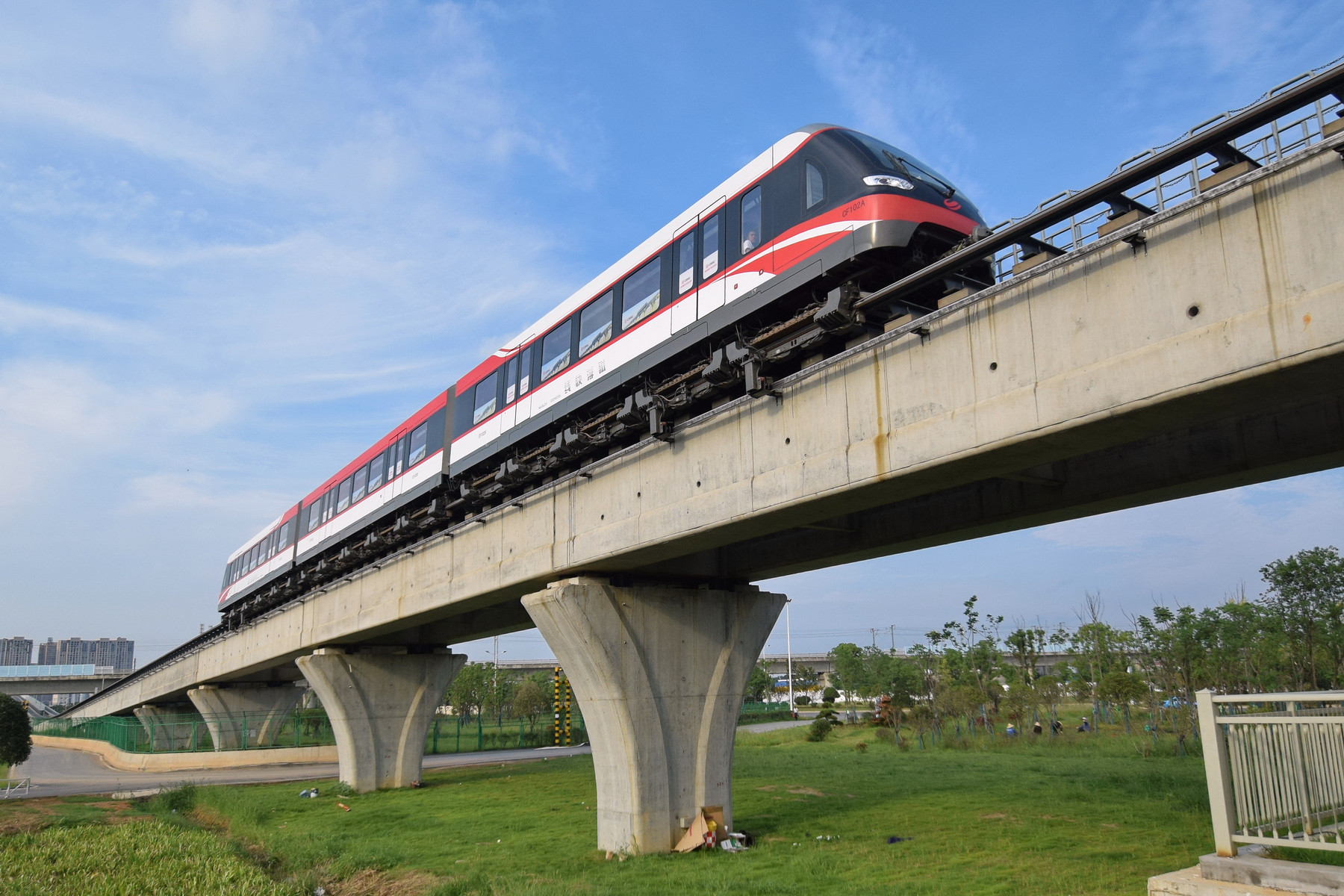
Маглев Чанши

Железнодорожные перевозки в Хунани осуществляет компания China Railway Guangzhou Group — дочерняя структура государственной группы China Railway. По территории провинции проходит несколько высокоскоростных пассажирских магистралей:
- Скоростная железная дорога Чанша — Куньмин
- Скоростная железная дорога Ханчжоу — Чанша
- Скоростная железная дорога Ухань — Гуанчжоу
- Скоростная железная дорога Шанхай — Куньмин
- Скоростная железная дорога Чжанцзяцзе — Хуайхуа[80][81]
- Скоростная железная дорога Чунцин — Чанша — Сямынь[82]
- Скоростная железная дорога Чандэ — Иян — Чанша[83]

Значительные пассажирские перевозки осуществляются по скоростной межгородской линии Чанша — Чжучжоу — Сянтань (Changsha–Zhuzhou–Xiangtan intercity railway), которую ввели в эксплуатацию в декабре 2016 года. Скоростная линия маглева Чанша связывает аэропорт Хуанхуа с Южным вокзалом. Строится линия маглева в Фэнхуане, которая свяжет вокзал с фольклорным садом. 
Метрополитен Чанша введён в эксплуатацию в 2014 году. Имеет шесть линий общей протяжённостью более 140 км и более 110 станций. В среднем перевозит в день более 1 млн пассажиров. Управляется муниципальной компанией Changsha Metro Corporation.    
Основной грузооборот приходится на следующие линии: 
- Пекин — Гуанчжоу (Jingguang railway)
- Ордос — Цзиань (Haoji railway)
- Шанхай — Куньмин (Hukun railway)
- Хэнъян — Пинсян (Xianggui railway)
- Чжучжоу — Гуйян (Xiangqian railway)
- Цзяоцзо — Лючжоу (Jiaoliu railway)
- Лоян — Чжаньцзян (Luozhan railway)
- Шимэнь — Чанша (Shichang railway)
- Чунцин — Хуайхуа (Yuhuai railway)
- Цяньцзян — Чандэ

Важное значение имеют грузовые перевозки из Чанша и других городов провинции в страны Юго-Восточной Азии, Центральной Азии, Восточной и Западной Европы. Составы перевозят товары, произведённые в Хунаньской зоне свободной торговли (главным образом телекоммуникационное и электротехническое оборудование, дорожно-строительную технику, бытовую электротехнику, легковые автомобили, автомобильные детали, лампы, электродвигатели, продукты питания, одежду, обувь, мебель, медицинские товары и оборудование). Логистикой перевозок занимается компания Hunan Central South China International Land Port.
По итогам 2021 года из провинции Хунань по маршруту Китай — Европа было отправлено 1 072 грузовых поезда (+ 95,6 % в годовом исчислении). Общая стоимость перевезенных товаров составила 2,975 млрд долл. США (+ 33,1 % в годовом исчислении). Город Чанша вошёл в первую пятерку китайских городов, из которых в Европу отправились за год более 1000 грузовых составов.

### Авиационный

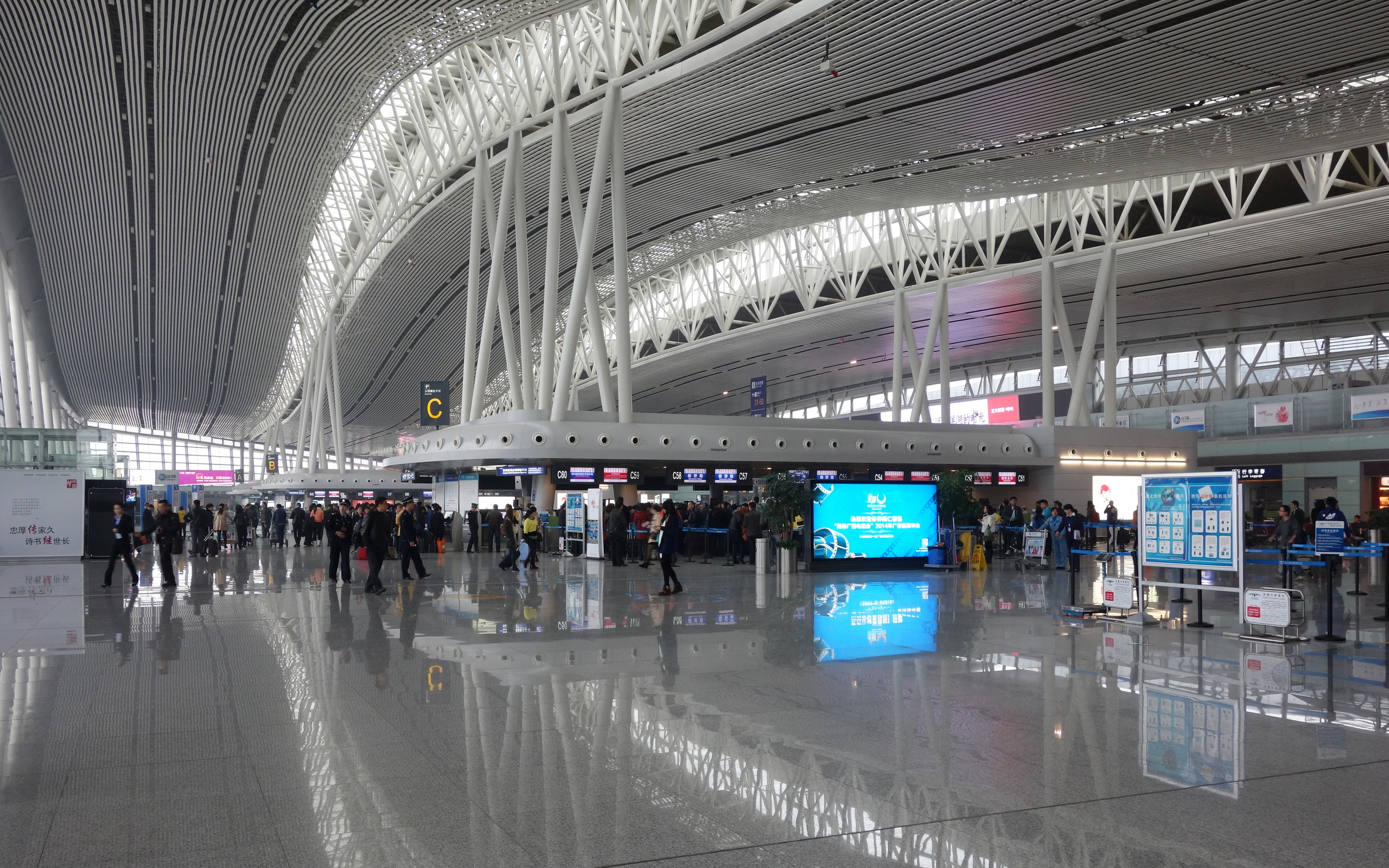
Терминал 2 аэропорта Хуанхуа

В провинции расположено несколько международных и внутренних аэропортов, наиболее значимыми являются международный аэропорт Чанша Хуанхуа (в 2018 году обслужил 25,2 млн пассажиров) и международный аэропорт Чжанцзяцзе Хэхуа (в 2019 году обслужил 5 млн пассажиров). Растёт оборот грузовых авиаперевозок со странами Европы, Америки и Африки. 
Небольшие внутренние аэропорты имеются в Чандэ (аэропорт Чандэ Таохуаюань), Хэнъяне (аэропорт Хэнъян Наньюэ), Юэяне (аэропорт Юэян Саньхэ), Шаояне (аэропорт Шаоян Уган), Хуайхуа (аэропорт Хуайхуа Чжицзян), Юнчжоу (аэропорт Юнчжоу Линлин) и Хуаюане (аэропорт Сянси).

### Речной
Грузовое и пассажирское судоходство распространено по рекам Янцзы, Сянцзян и Цзыцзян, а также на озере Дунтинху. Суда из Шанхая регулярно ходят в порт Чанша. Планируется строительство судоходного канала, который соединит реки Янцзы / Сянцзян (Хунань) и Чжуцзян / Гуйцзян (Гуанси-Чжуанский автономный район).

## Культура

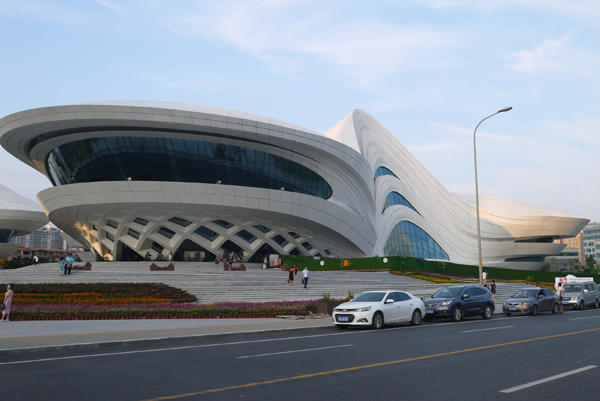
Международный центр культуры и искусства «Мэйсиху»

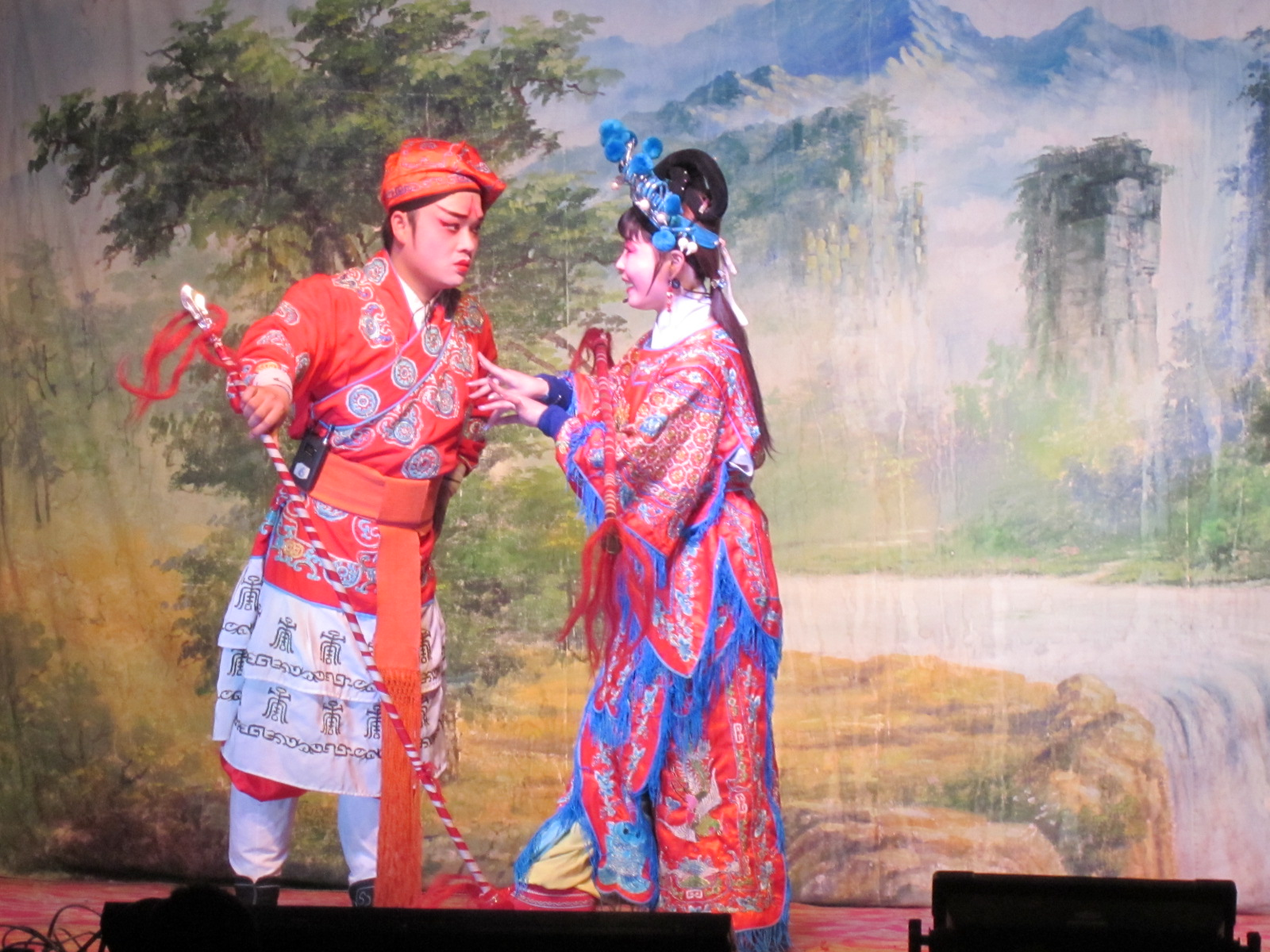
Хуагуси

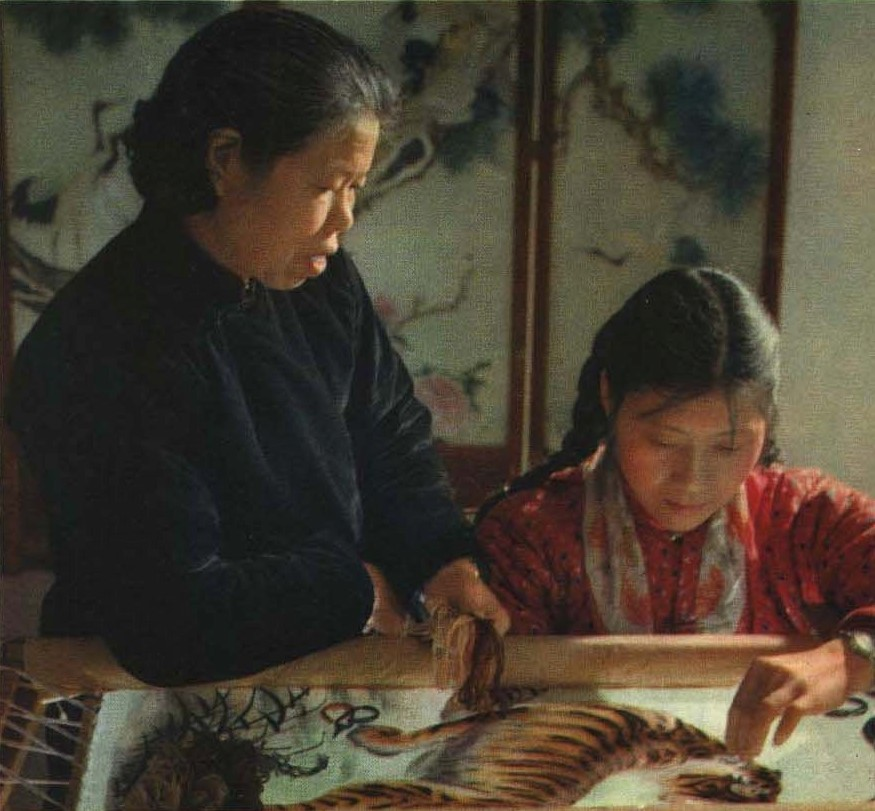
Мастерицы хунаньской вышивки

Гористая местность отделяет Хунань от соседних провинций, что привело к некоторым культурным особенностям местного населения. Исторически от династии Шан до династии Северная Сун культура Хунани была представлена культурой Чу на севере и культурами мяо и юэ на юге и западе. Поэзия Цюй Юаня и реликвии из гробницы Мавандуй демонстрируют высокий уровень развития культуры Чу на территории Хунани.
В эпоху династии Западная Хань в Хунани процветали такие виды искусства, как живопись на шёлке и цветная лаковая живопись. В период династий Сун и Мин культура Хунани значительно обогатилась культурой долины Хуанхэ. В эпоху династии Сун в Чанше была основана академия Юэлу — одна из четырёх наиболее престижных академий Китая; на этих землях творили великие философы Чжоу Дуньи, Чжу Си, Ху Аньго, Ху Хун и Чжан Ши, а также художник И Юаньцзи. В эпоху династии Цин случился новый подъём философской мысли, в Хунани работали Ван Фучжи, Цзэн Гофань, Тань Сытун и Ян Чанцзи.  
Крупнейшим представителем хунаньской литературы является поэт Цюй Юань — автор классической поэмы «Лисао». В честь него в провинции ежегодно широко отмечают Праздник драконьих лодок. В период династий Сун и Мин территория Хунани являлась одним из главных центров неоконфуцианства. Также провинция является родиной хунаньской вышивки («вышивка Сян»), которая имеет более чем двухтысячелетнюю историю. Ручная вышивка по шёлку зародилась в Чанше ещё в период династии Хань. Со временем мастера переняли приёмы традиционной китайской живописи и создали свой уникальный стиль узоров. К началу XX века хунаньская вышивка обошла вышивку Сучжоу и Сычуани и заняла лидирующее место в Китае.
Кроме хунаньской вышивки в провинции развиты вышивки национальных меньшинств, особенно народности мяо. В Хунани сохранились мастера, изготавливающие традиционные струнные музыкальные инструменты из семейства хуцинь — датун, йэху, кэцзайсянь, люцзяосянь и тиэсяньцзай. Также в провинции кустарным способом изготавливают маски и костюмы для местной оперы, ткани (в том числе парчу народности туцзя), бумагу, керамические и резные деревянные изделия (в том числе из бамбука и помело). 

### Театральное искусство
Хунань является родиной Хуагуси — «цветочно-барабанной» или «пряной» оперы, которая является одним из течений Китайской оперы. В основе оперы лежат сельские сюжеты, она сопровождается игрой на духовых и ударных инструментах. Главными центрами «цветочно-барабанной» оперы являются Чанша и Шаоян. Кроме того, в провинции имеются и другие школы оперы — Чанша Сян (также известна как Чанша Баньци или Сянтань Баньци), Хэнъян Сян, Ци, Чэньхэ, Улин, Цзиньхэ, Балин и Сян Кунь. Опера Сян зародилась ещё при династии Мин, обычно она сопровождается игрой на флейте и ударных инструментах.
Кроме оперы в Хунани развиты такие традиционные жанры, как чаншаский театр теней, хунаньская танцевальная драма и звукоподражание.

### Архитектура
Примеры традиционной гражданской архитектуры Хунани можно наблюдать в старых кварталах уездов Хунцзян и Фэнхуан. В старом торговом квартале Хунцзяна сохранилось более 380 купеческих зданий, построенных в эпоху династий Мин и Цин. Дома ютятся в лабиринтах узких улочек и представляют собой яркий образец богатого жилища, характерного для районов к югу от реки Янцзы.
Несколько старинных архитектурных объектов находятся под охраной государства:
- Древний город Фэнхуан (Фэнхуан)[109][110]
- Древний город Бяньчэн (Хуаюань)[111]
- Древний город Хунцзян (Хунцзян)
- Древний город Цяньчэн (Хунцзян)
- Древний город Цяньчжоу (Цзишоу)
- Древний город Цзинган (Ванчэн)
- Древний город Лийэ (Луншань)
- Древний город Пуши (Луси)
- Древняя деревня Чжангуйин (Юэян)
- Древняя деревня Шанганьтан (Цзянъюн)
- Древняя деревня Баоцин (Баоцзин)
- Древняя деревня Яншань (Гуйян)
- Древняя деревня Баньлян (Юнсин)
- Древняя деревня Маопинли (Линлин)[112]
- Старинный мост Ёнси (Аньхуа)

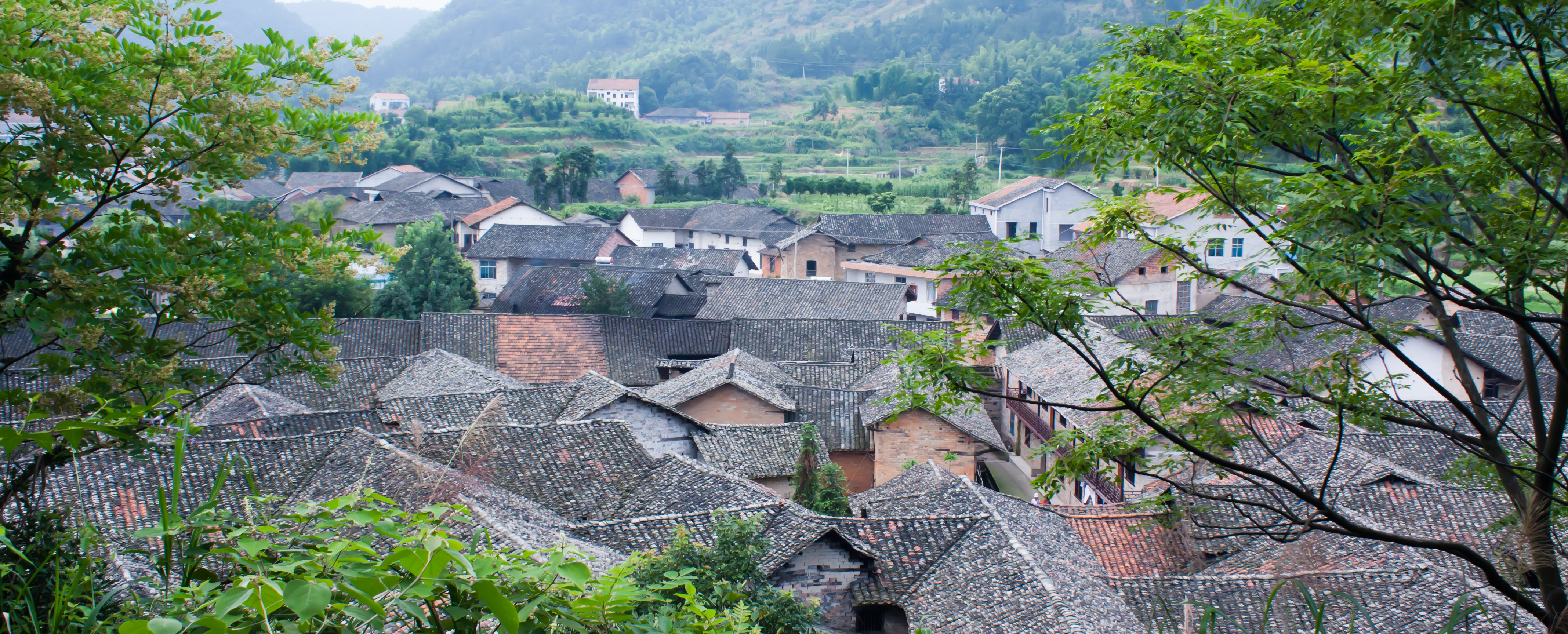
Чжангуйин
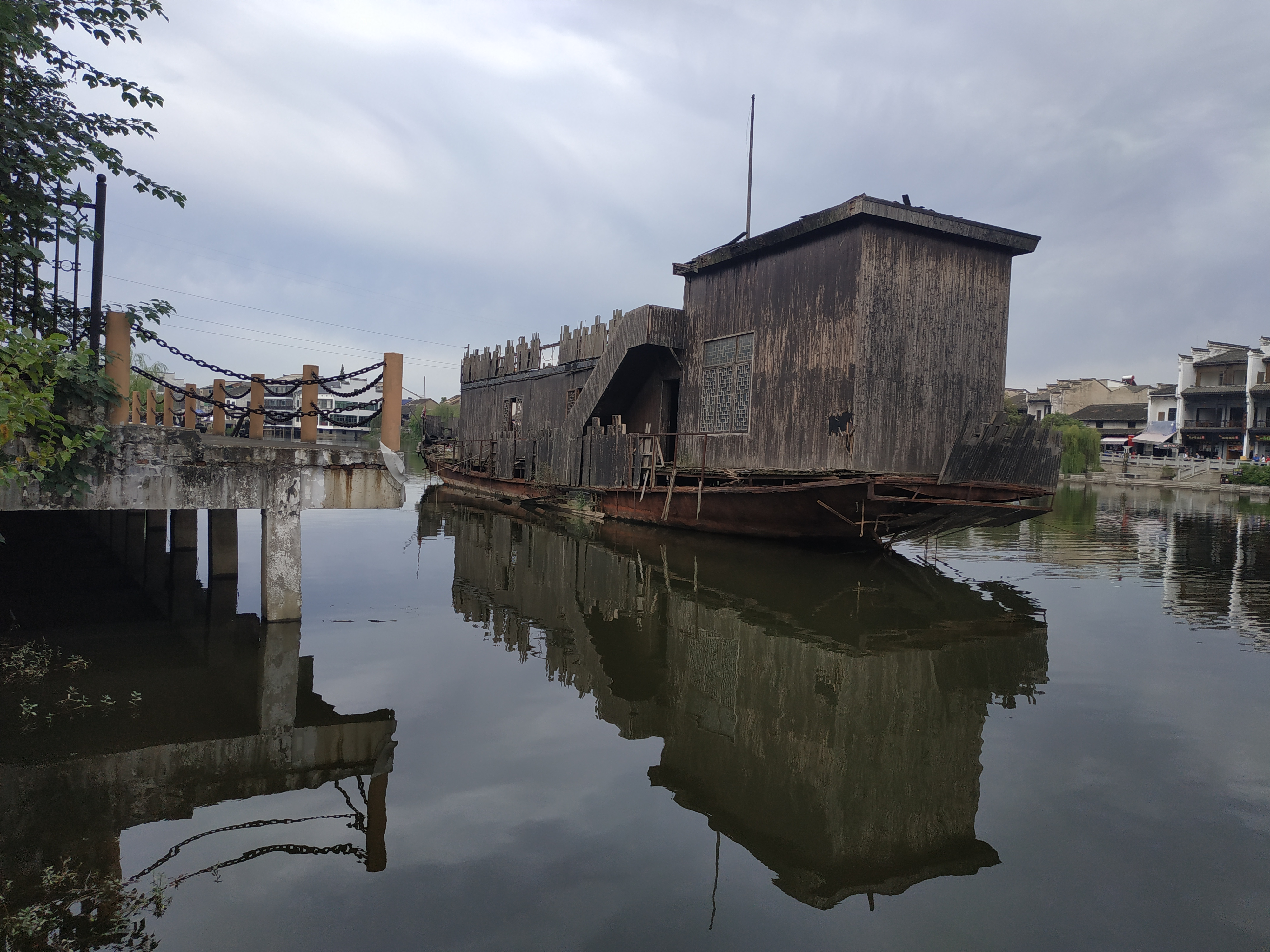
Цзинган
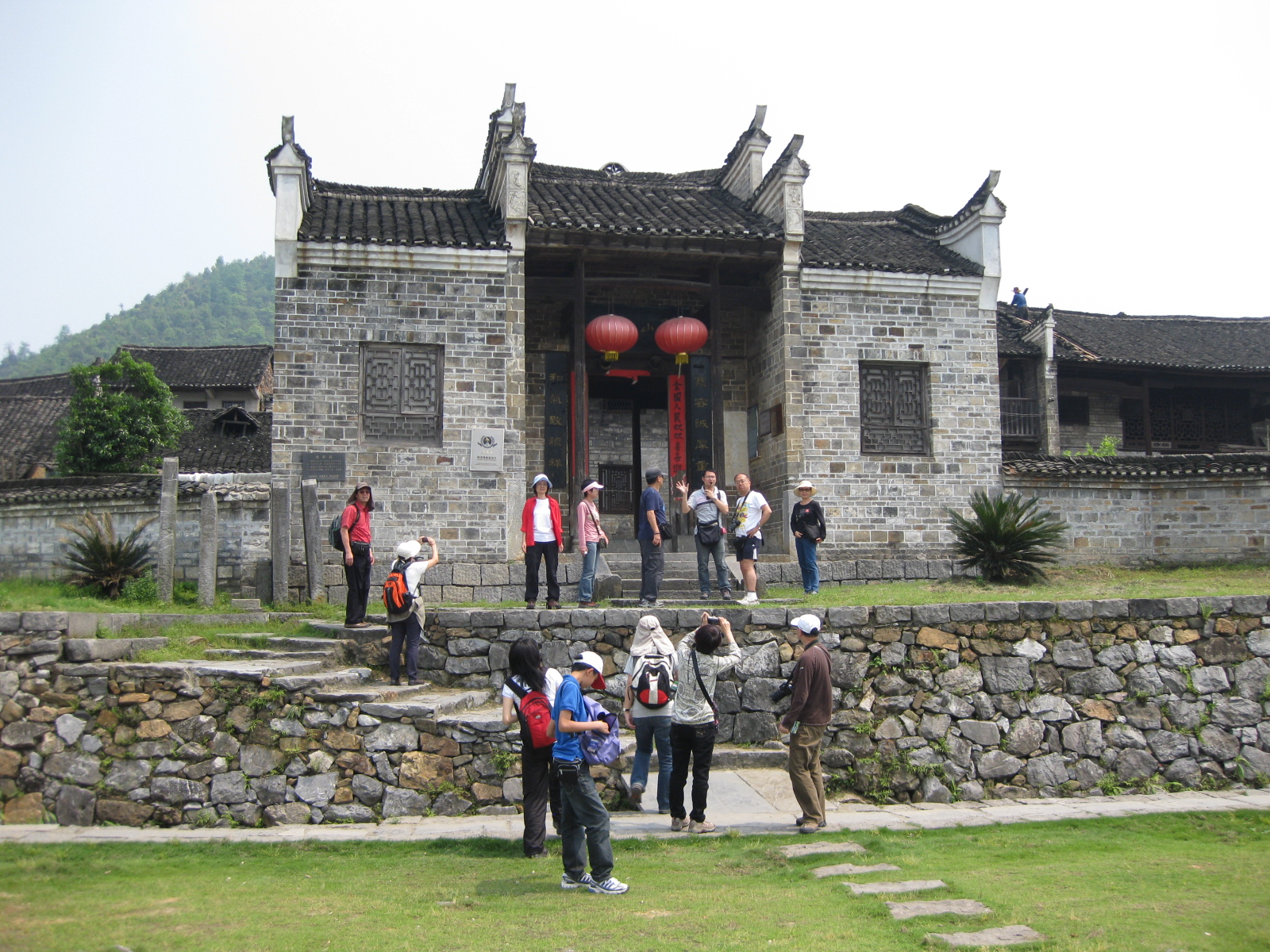
Яншань
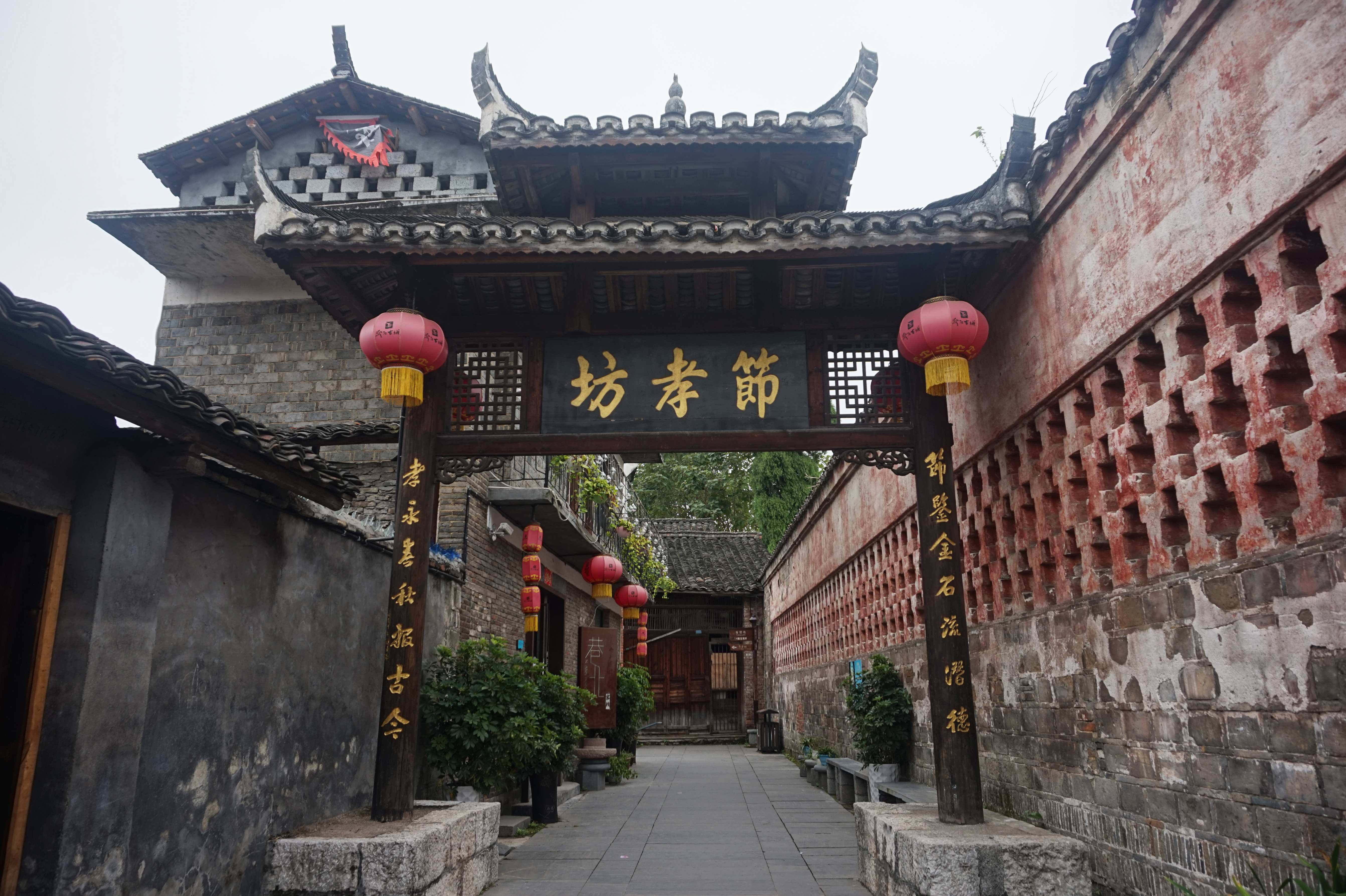
Цяньчэн
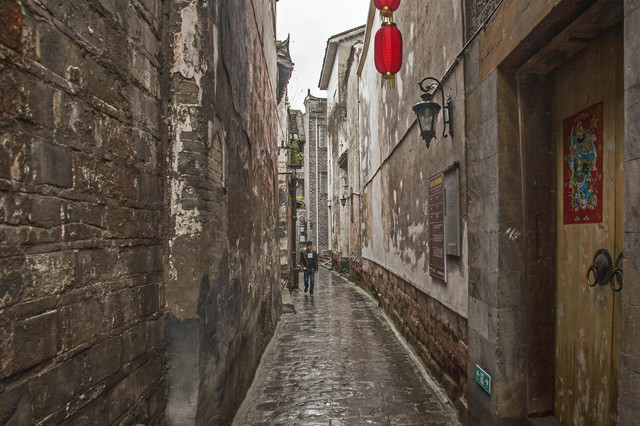
Пуши
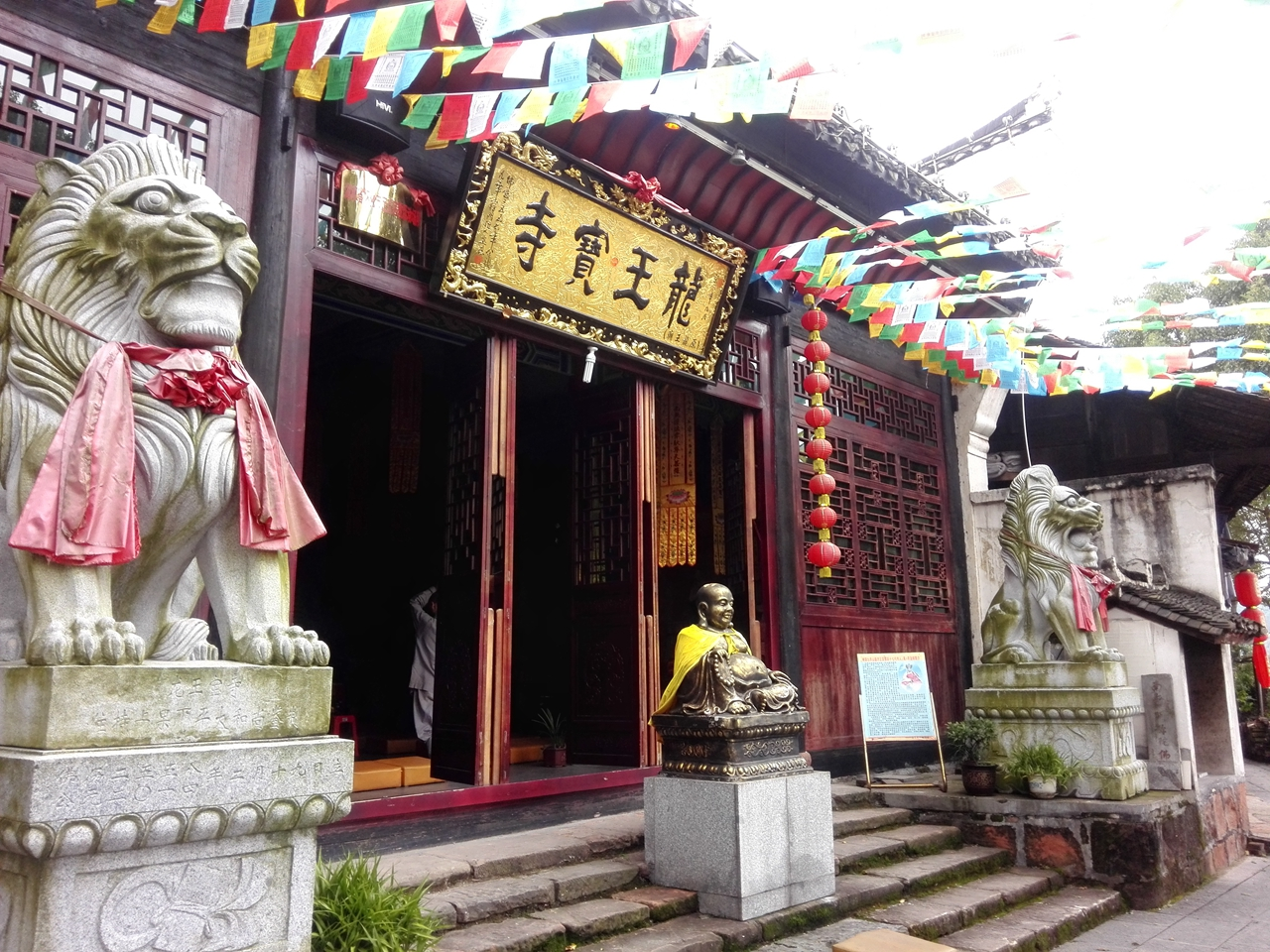
Хунцзян

### Музеи
- Музей провинции Хунань (Чанша)[113]
- Музей бамбуковых бирок (Чанша)
- Музей города Чанша (Чанша)
- Хунаньский музей геологии (Чанша)
- Хунаньский музей науки и технологии (Чанша)
- Музей героев Синьхайской революции (Чанша)
- Музей Лэй Фэна (Чанша)
- Художественный музей имени Ли Цзыцзяня (Чанша)[114]
- Музей фейерверков (Люян)
- Музей Мао Цзэдуна (Шаошань)
- Музей Юэяна (Юэян)
- Музей Хэнъяна (Хэнъян)
- Музей Сянси (Фэнхуан)
- Художественный музей Хэнъяна (Хэнъян)
- Хэнъянский музей чудесных камней (Хэнъян)
- Музей Ван Фучжи (Хэнъян)

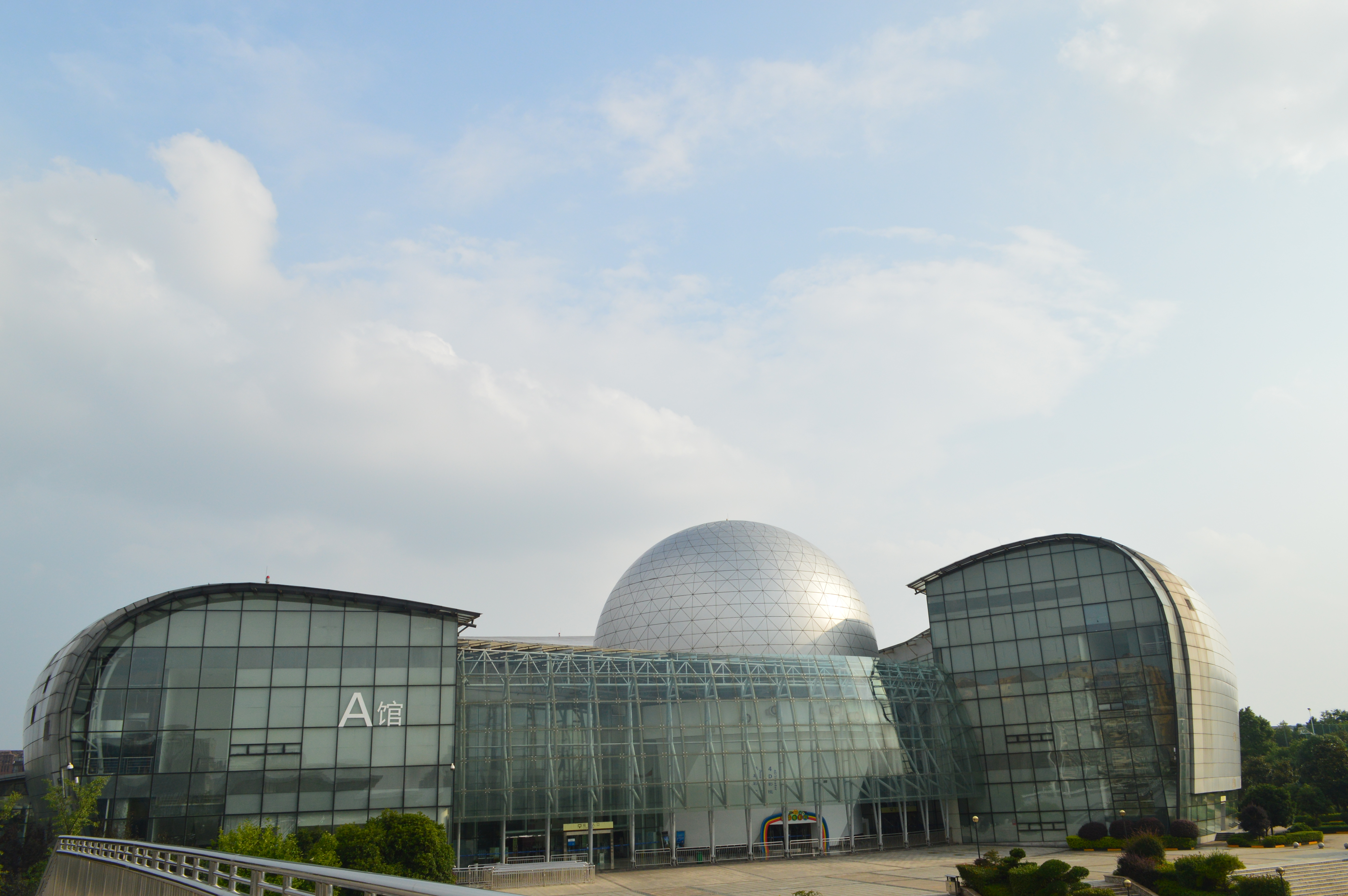
Хунаньский музей науки и технологии
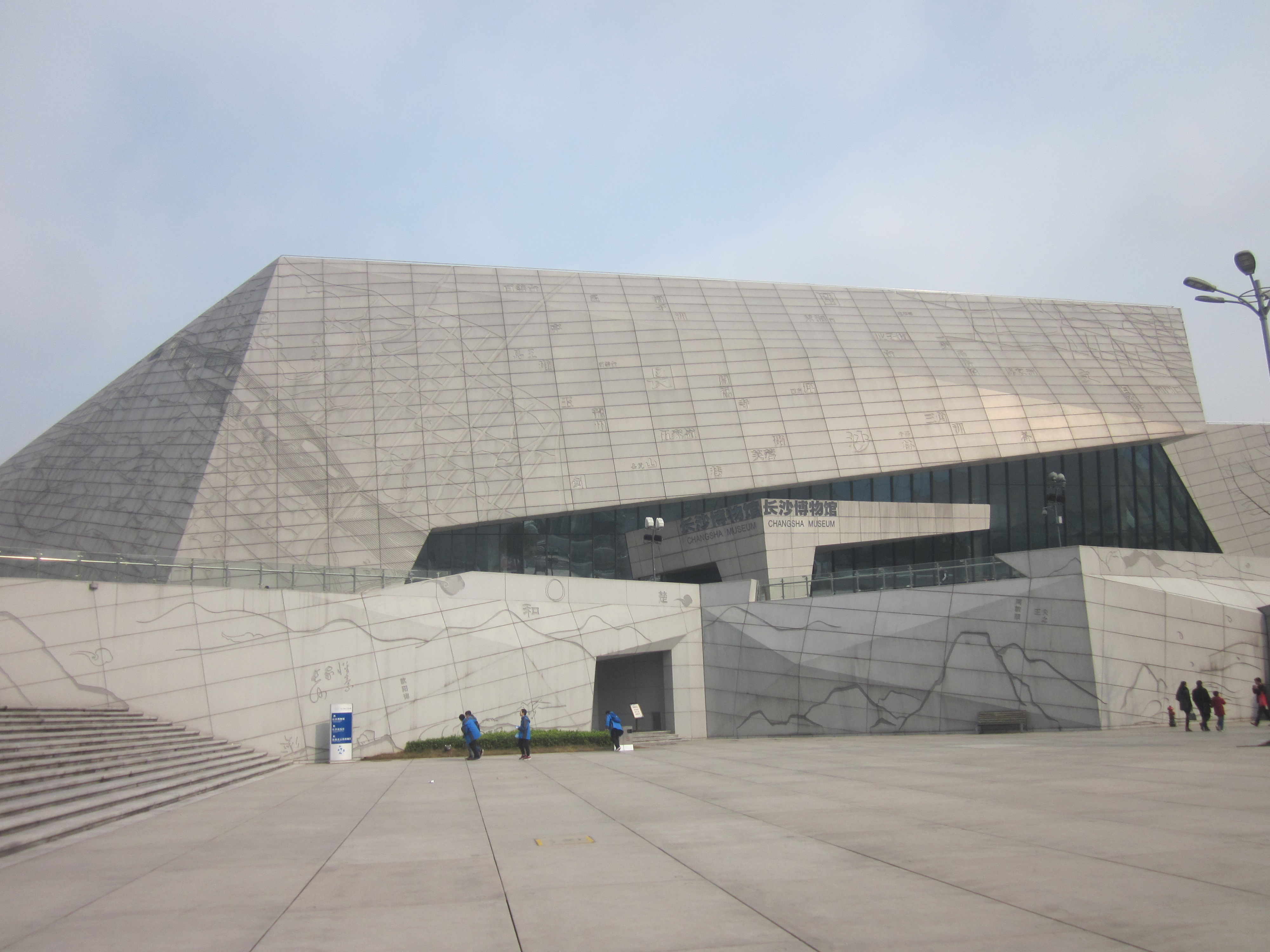
Музей города Чанша
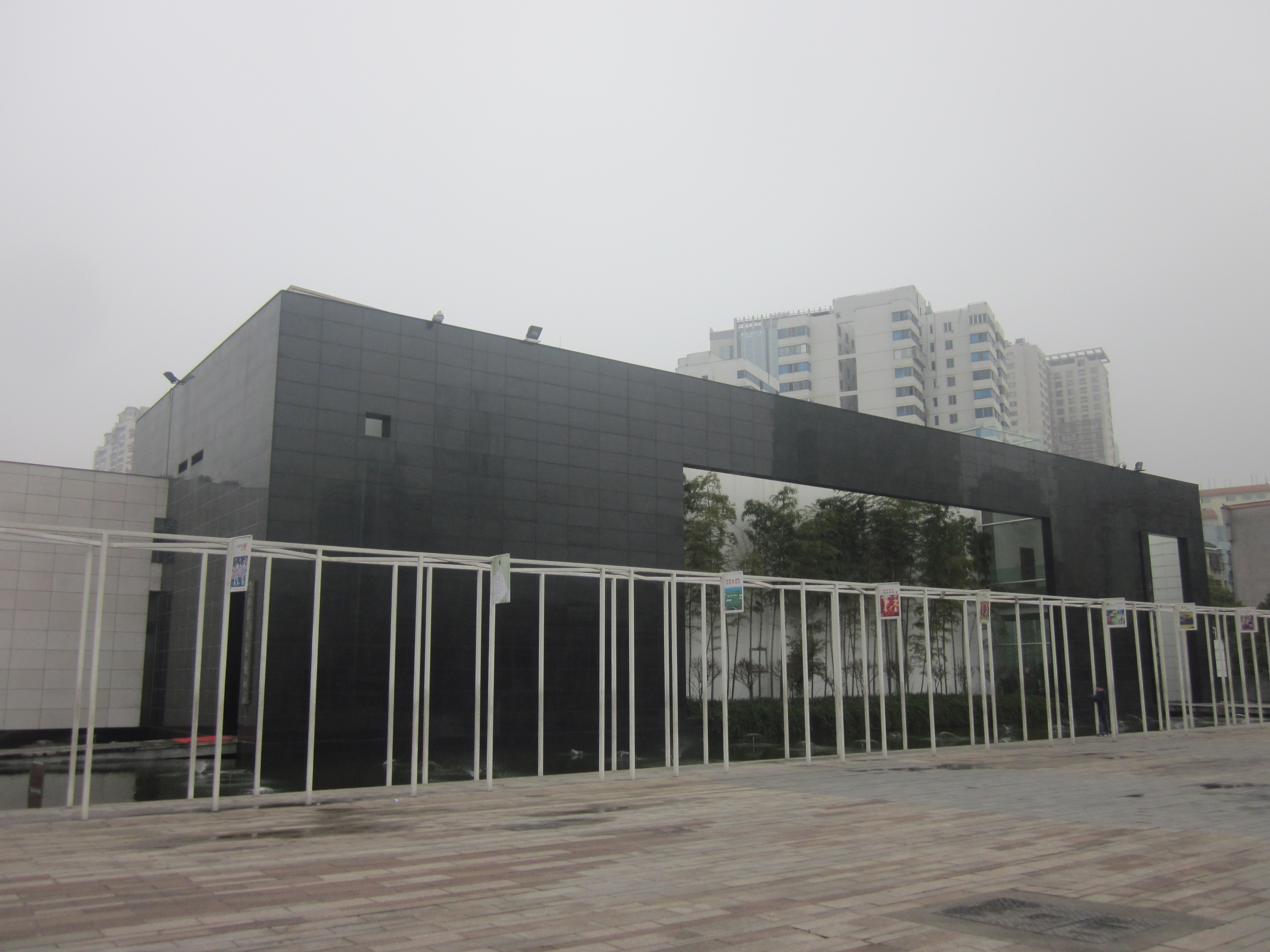
Музей бамбуковых бирок в Чанше
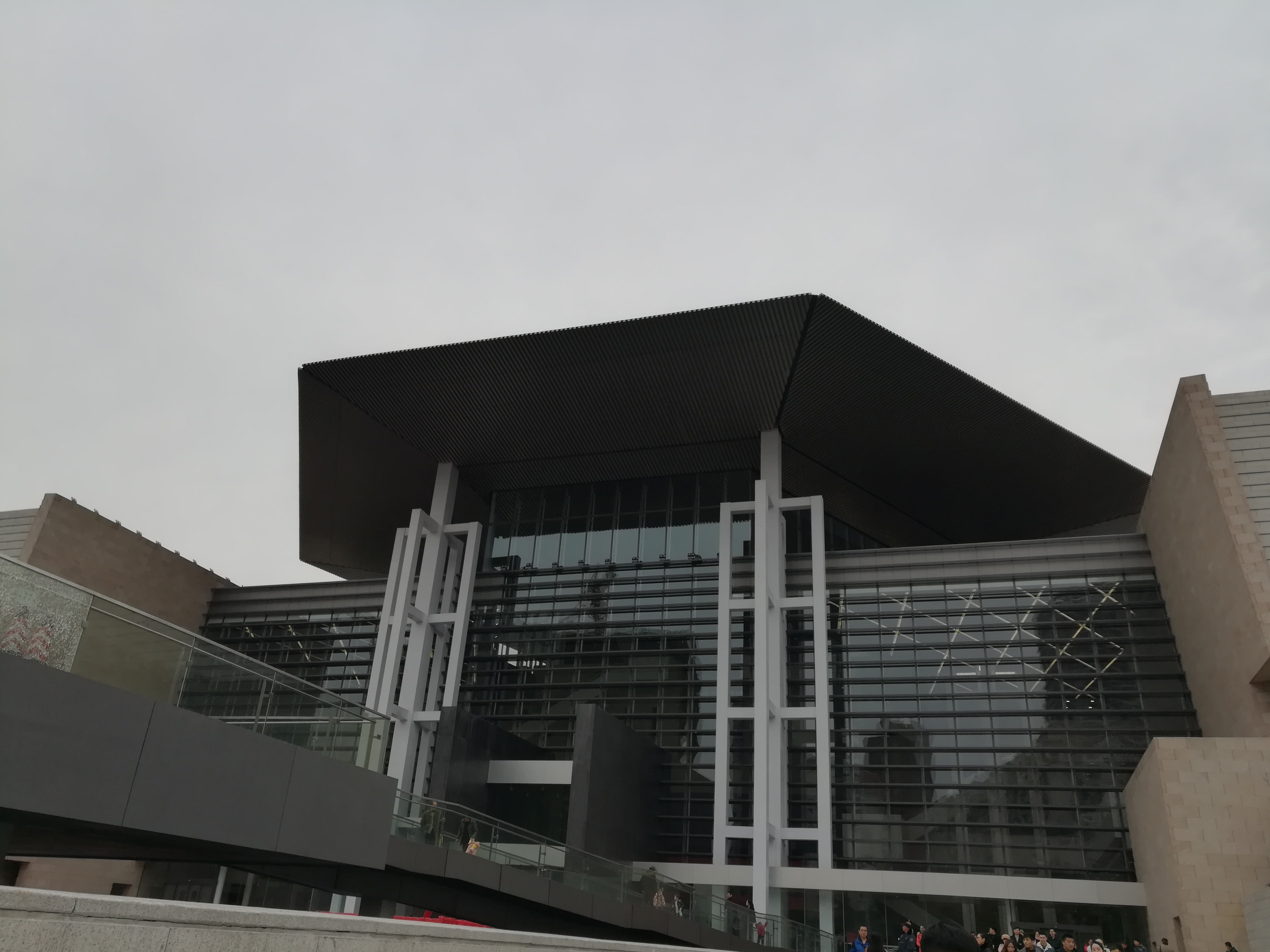
Новый корпус Музея провинции Хунань
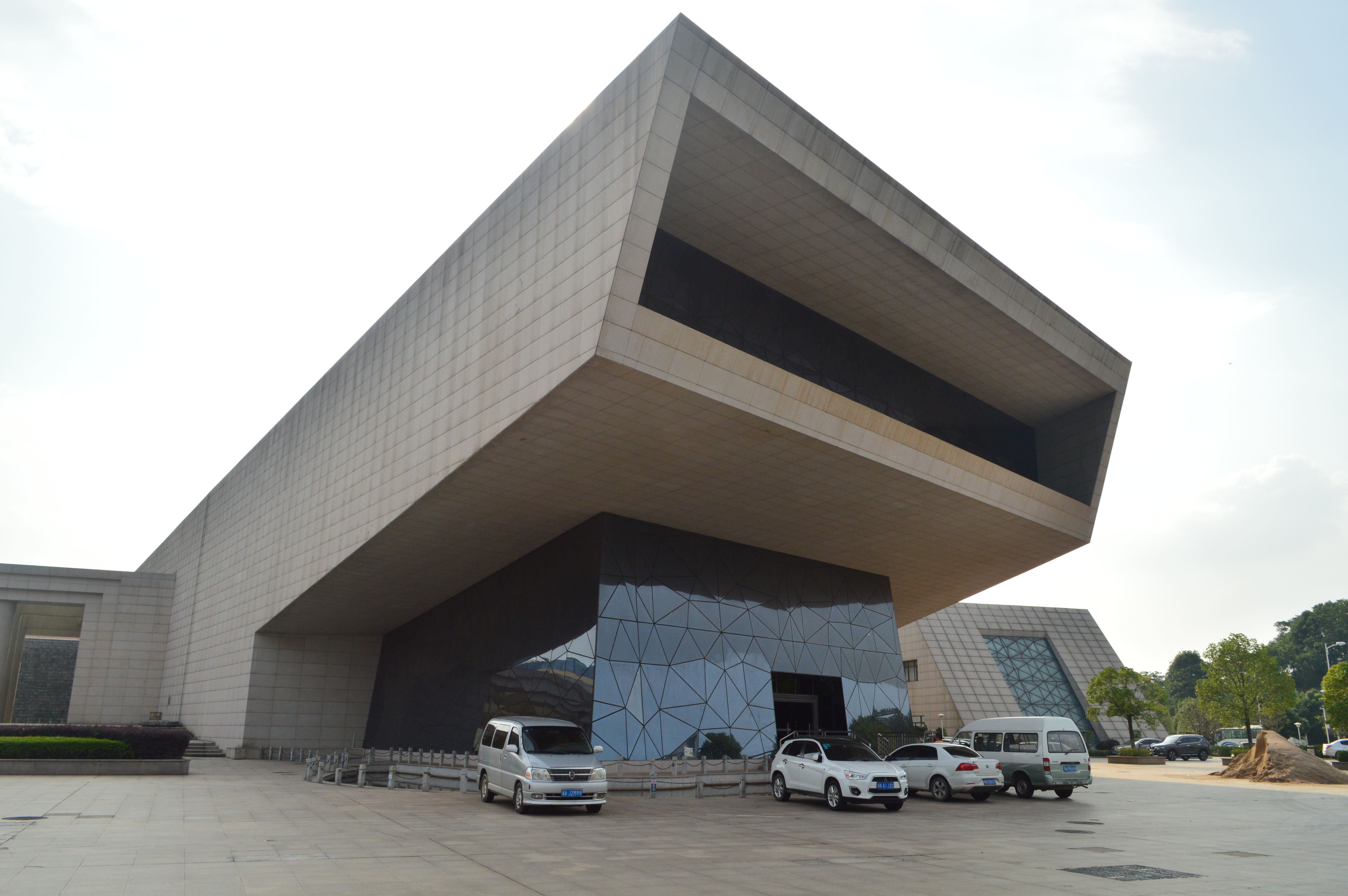
Хунаньский музей геологии
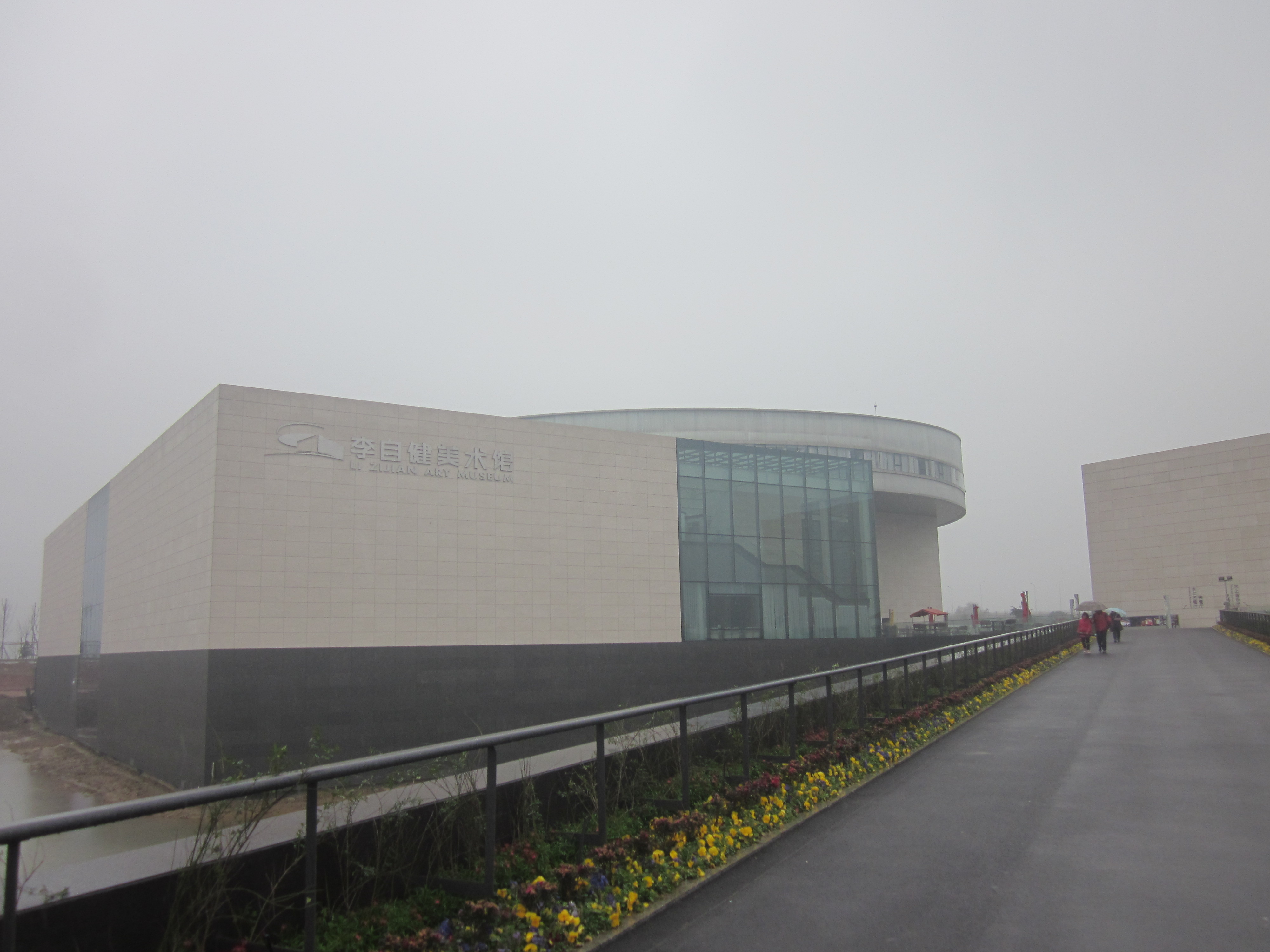
Музей имени Ли Цзыцзяня
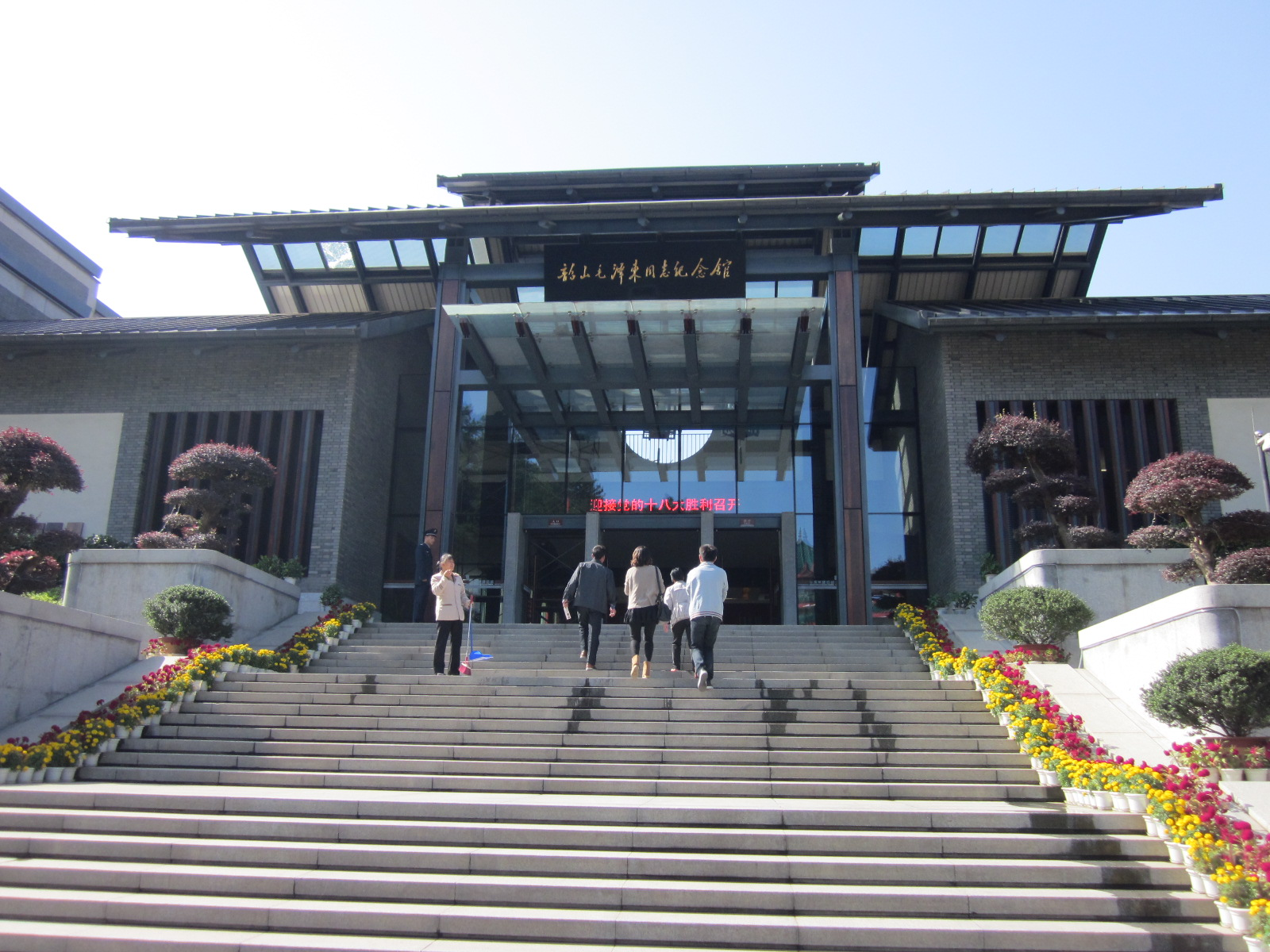
Музей Мао Цзэдуна
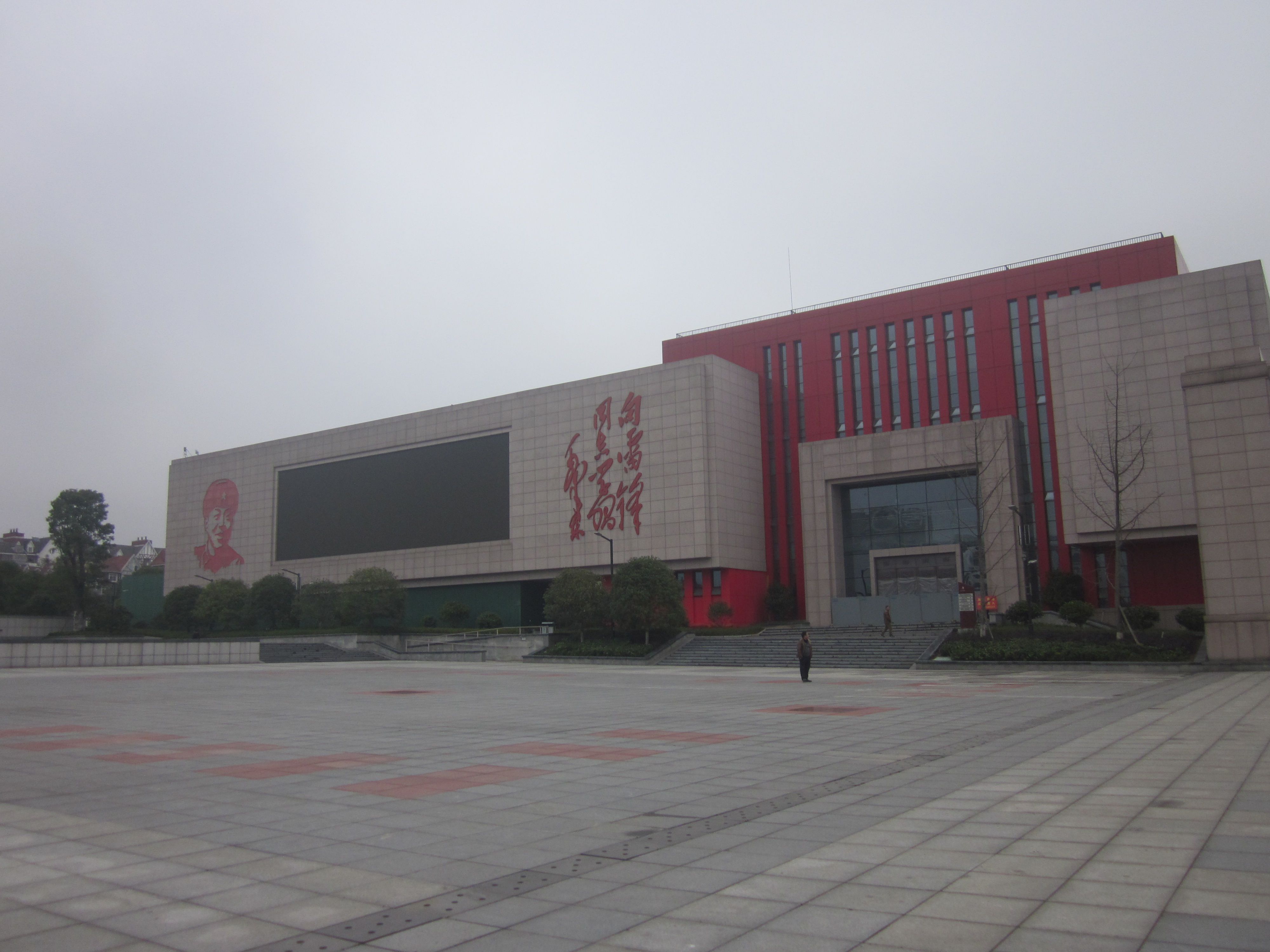
Музей Лэй Фэна
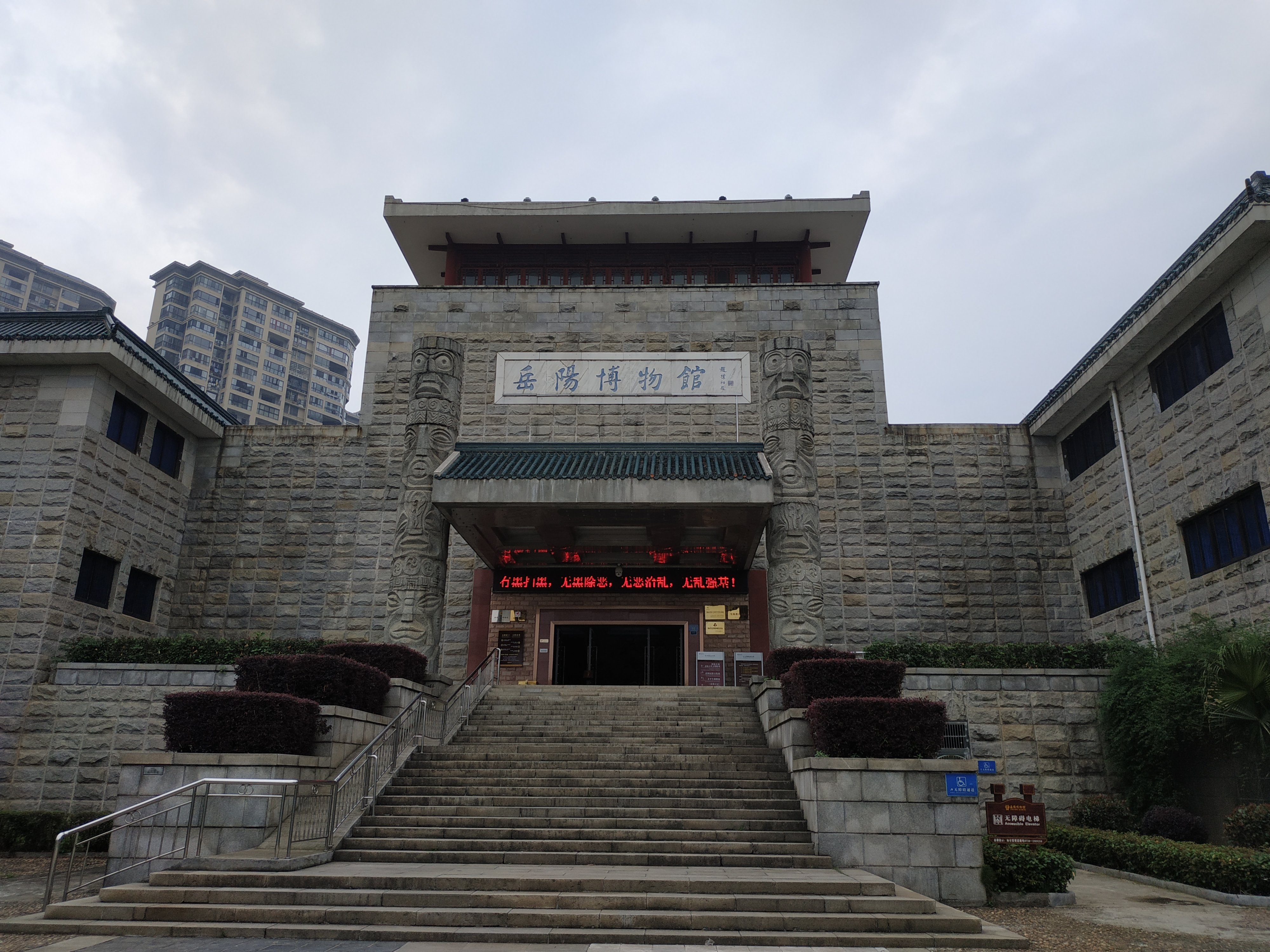
Музей Юэяна
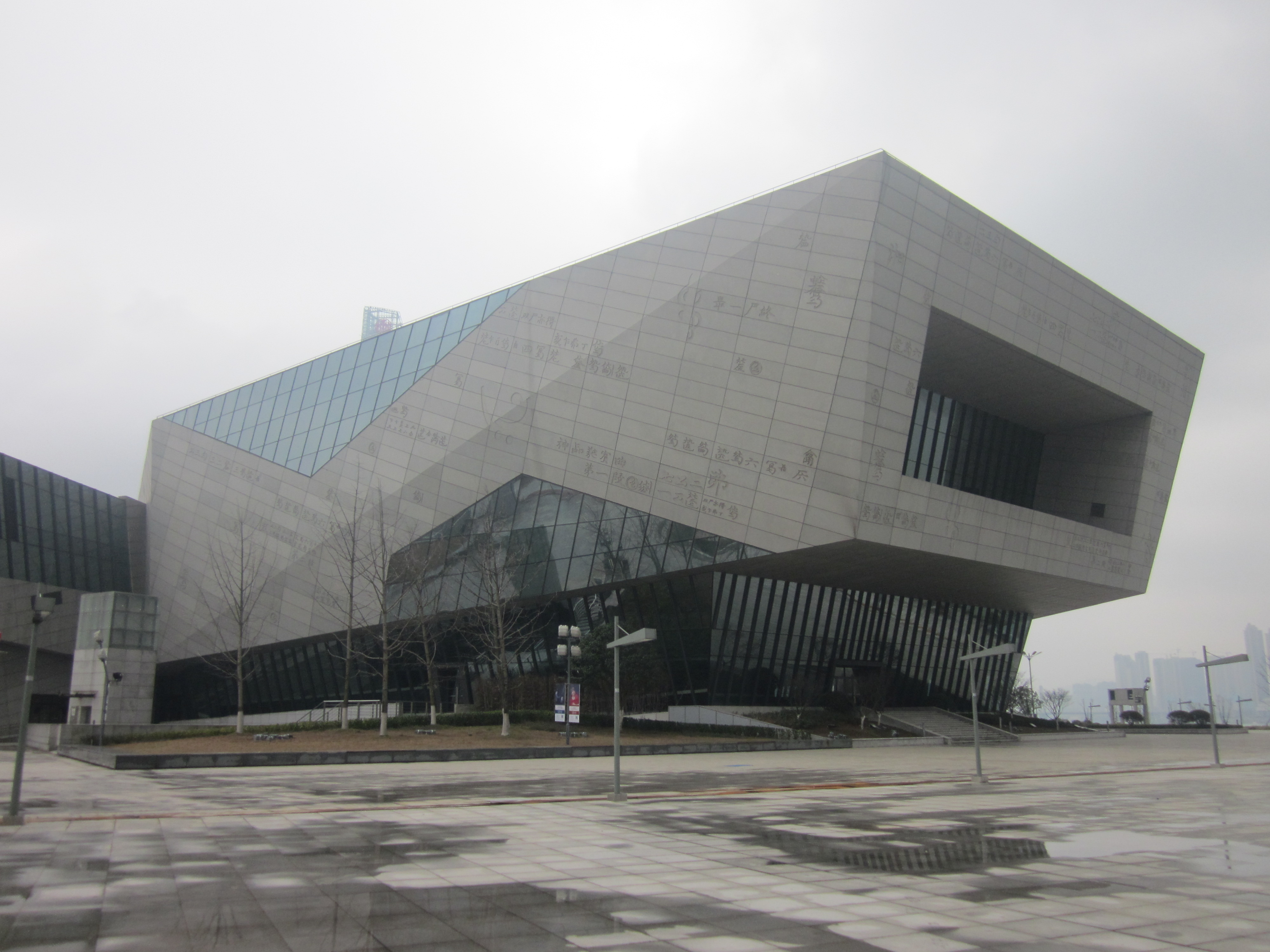
Концертный зал Чанши
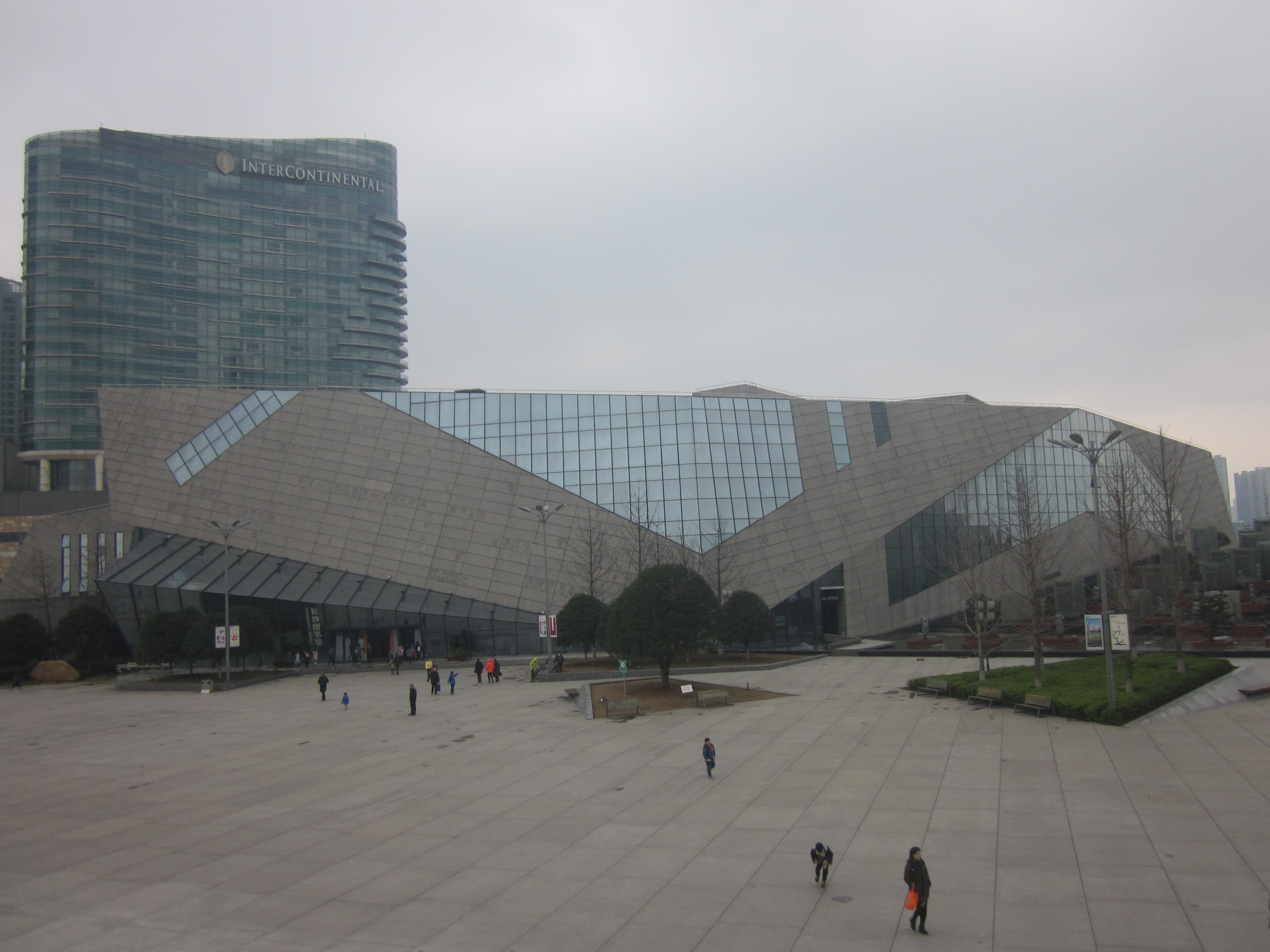
Чаншаская библиотека
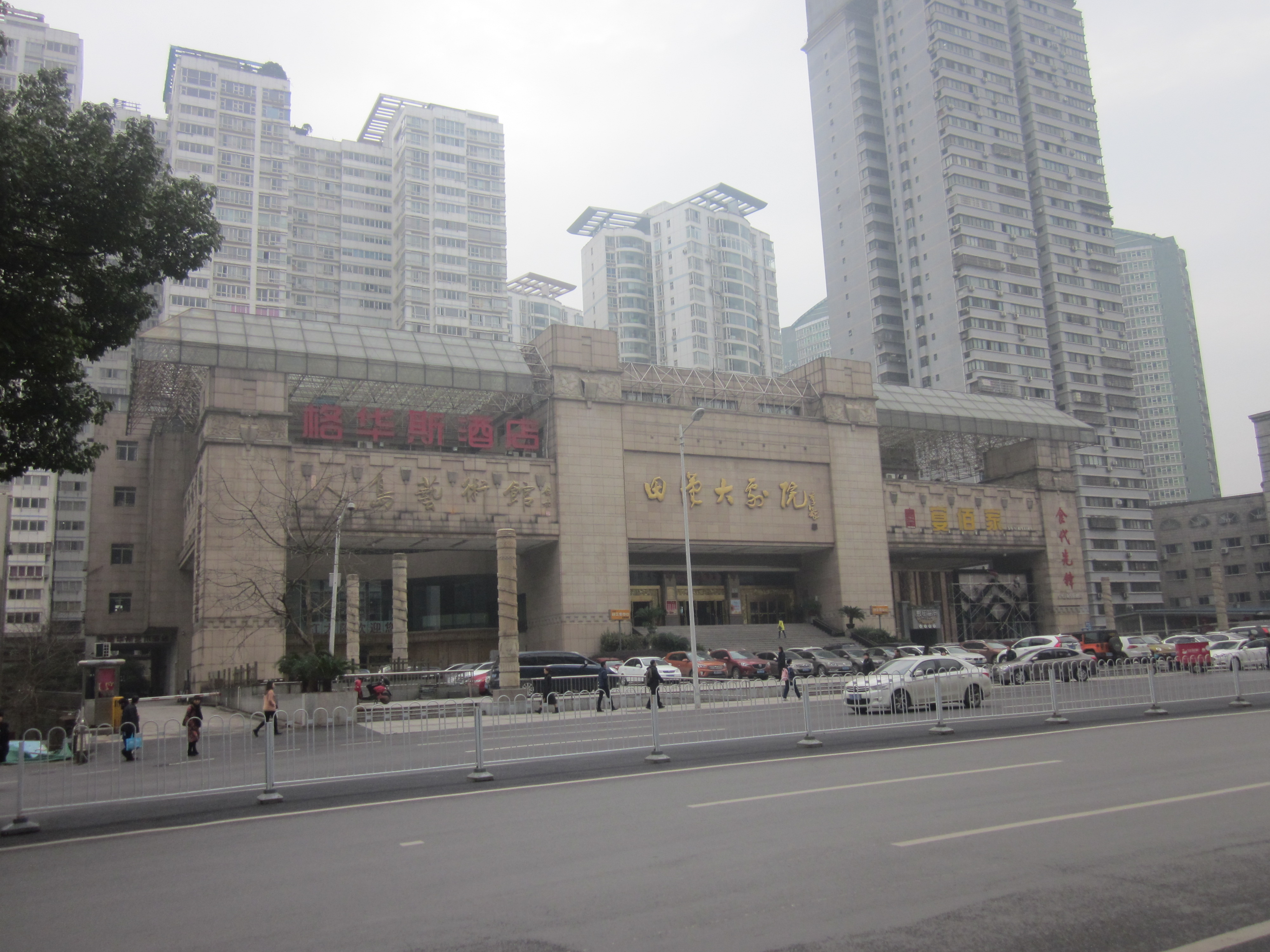
Большой театр имени Тянь Ханя

### Концертные и театральные залы
В Чанше расположены Международный центр культуры и искусства «Мэйсиху» (имеет в своём составе большой театр на 1800 мест и малый театр на 500 мест), Концертный зал Чанши (имеет симфонический зал на 1446 мест, многофункциональный концертный зал на 490 мест и малый концертный зал на 298 мест), Большой театр имени Тянь Ханя и Большой театр имени Оуян Юцяня. Концертные и театральные залы, а также дома культуры меньших размеров имеются во всех округах провинции.

### Кухня

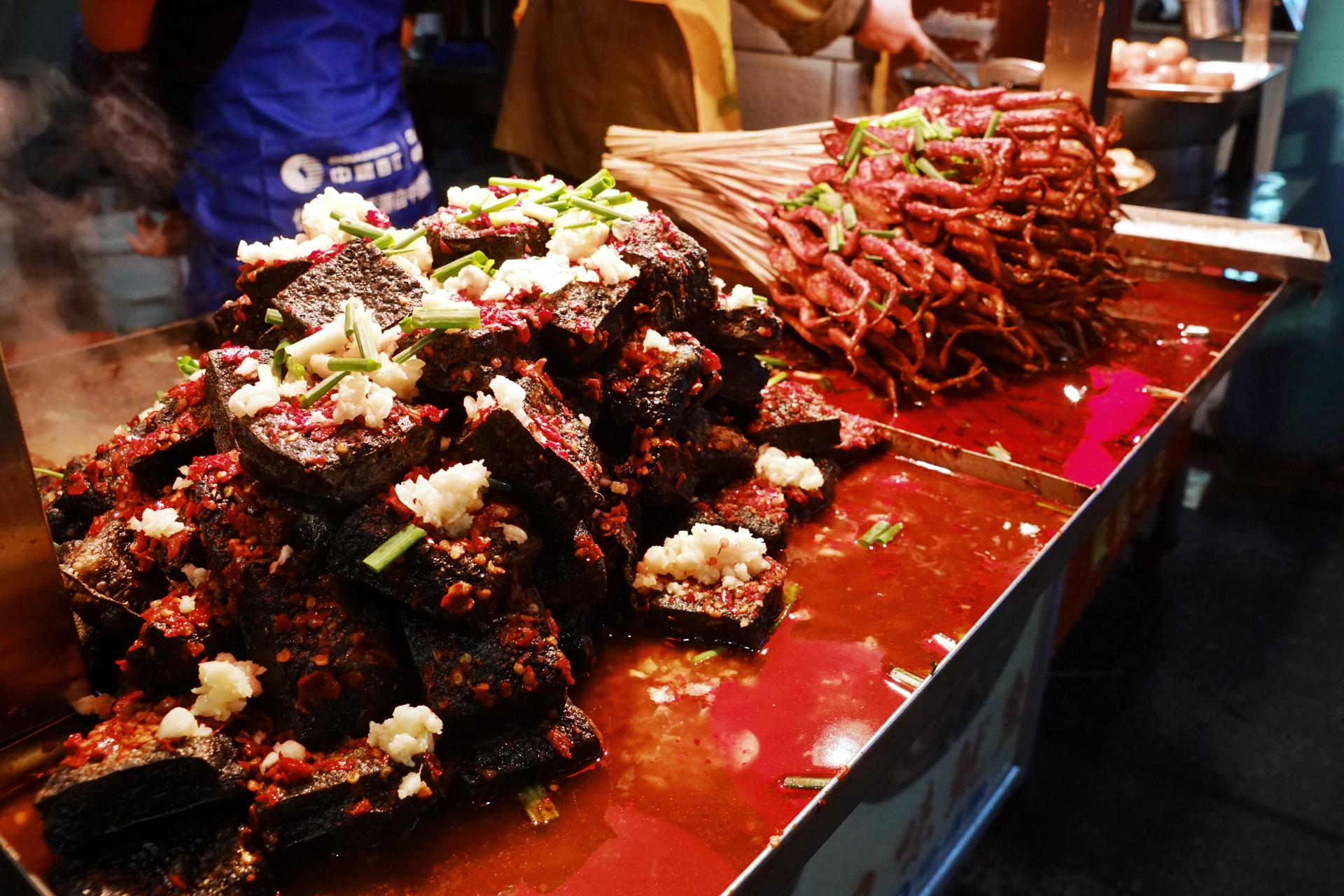
Вонючий тофу на прилавке в Чанша

Большое количество керамической посуды и сосудов для вина, относящихся к периоду Южного неолита, а также остатки зерна и костей свидетельствуют, что предки хунаньцев употребляли приготовленную пищу уже 9000 лет назад. В период Вёсен и Осеней на этих землях доминировала культура и кулинарные традиции Чу. Однако на них оказывали влияние кулинарные традиции различных местных народностей и племён. Уже в эпоху Чу имелись требования к цвету, запаху, вкусу и форме блюд. Местные жители знали такие способы приготовления, как обжарка, тушение и кипячение. Дальнейшее развитие методы приготовления еды получили в период династии Хань — появились рыба на пару и копчёное мясо, к блюдам стали добавлять соевый соус, пасту фасоли, сахар, мёд, корицу, перец и ягоды годжи. Основные каноны местной кухни сложились в период династий Тан и Сун.  

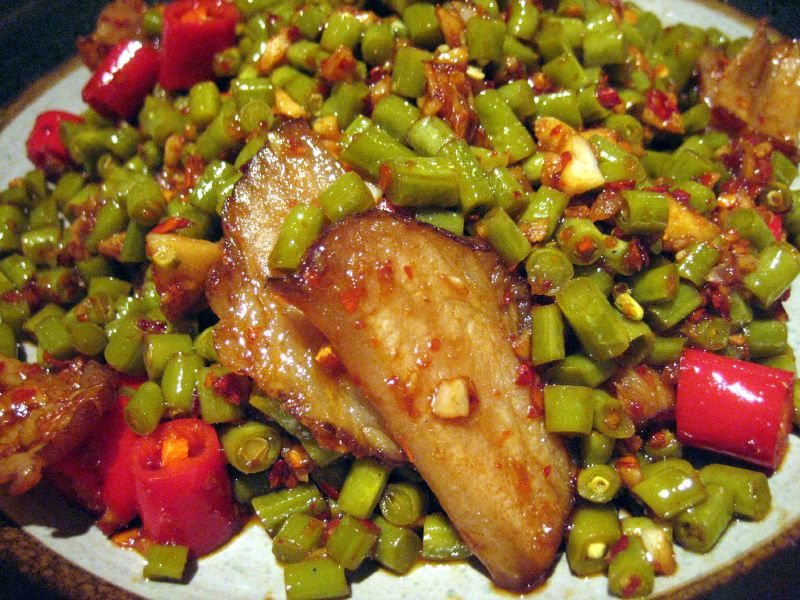
Свинина с бобами и перцем

Хунаньская кухня — одна из восьми «великих традиций» китайской кухни, которая отличается горячими, острыми и ароматными блюдами, а также яркими цветами. В хунаньской кухне широко применяют рис, острый красный перец, лук-шалот, чеснок, копченую свинину и свежую рыбу. Хунаньская кухня делится на три региональные ветви — стиль реки Сянцзян (Чанша, Сянтань и Хэнъян), стиль озера Дунтинху (Юэян, Иян и Чандэ) и стиль западной Хунани (Чжанцзяцзе, Цзишоу и Хуайхуа).
Во время жаркого и влажного лета обычно употребляют холодные блюда, зимой — горячие и острые блюда в хого. Среди наиболее популярных блюд хунаньской кухни — жареная свинина с перцем чили, зелёным перцем и чёрной фасолью, рисовая лапша с бульоном, тушёная говядина с рисовой лапшой, копчёный окорок с коровьим горохом, свиное брюхо в соевом соусе и рисовом вине, жаренные свиные рёбрышки, курица по дунъаньски с перцем и имбирём, вонючий тофу, жаренная утиная кровь, рыбьи головы в остром соусе, ферментированные чёрные соевые бобы, различные соусы из перца чили, семена лотоса в сахарном сиропе.
На праздник Цинмин в Хунани готовят скорлупу утиных яиц, фаршированную мелко нарубленным вяленым мясом, колбасками, кукурузой, горошком и клейким рисом. Сегодня рестораны хунаньской кухни расположены во всех крупных городах Китая, а также во многих странах Юго-Восточной Азии, Северной Америки и Западной Европы.

## Средства массовой информации

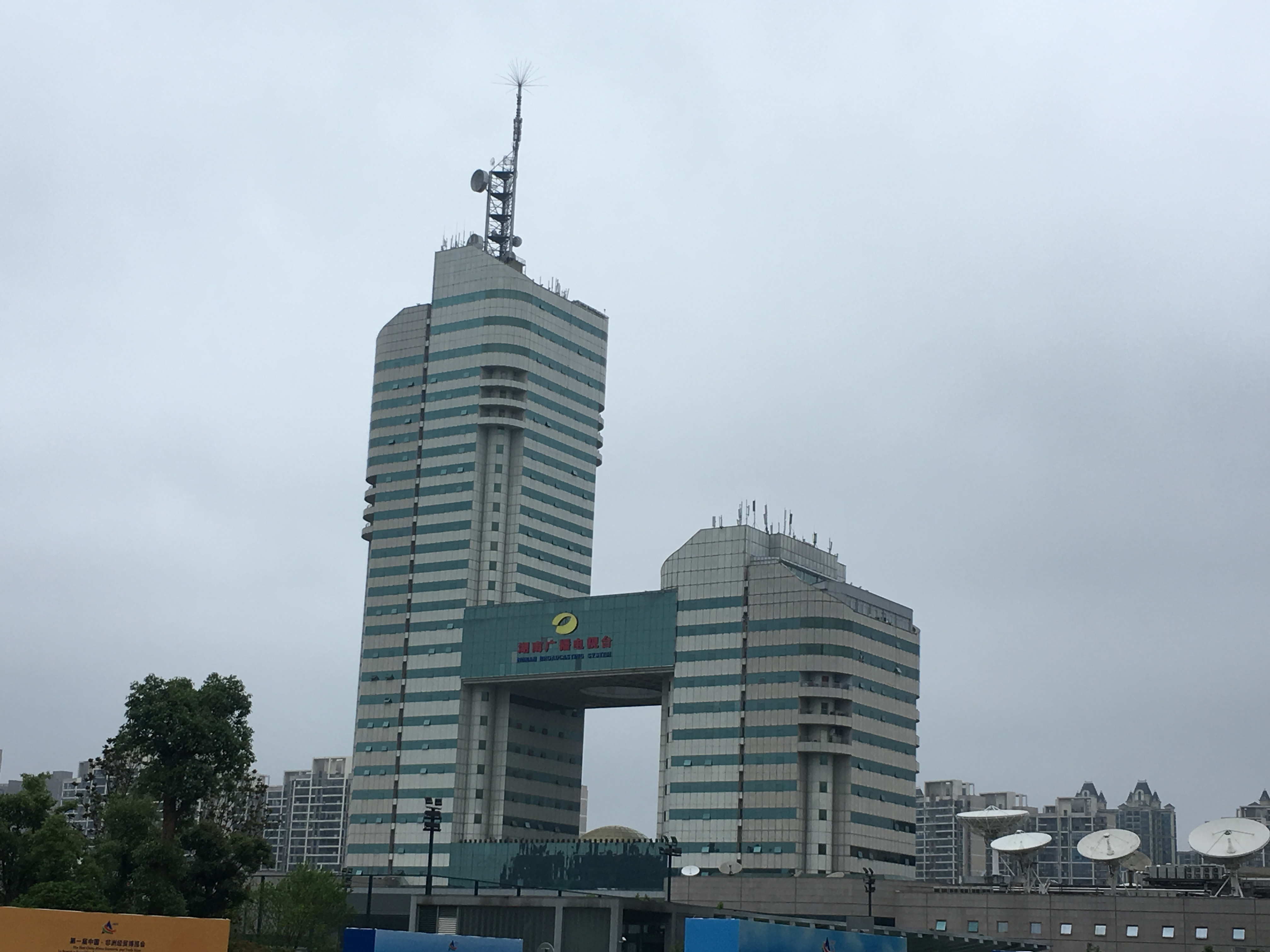
Штаб-квартира Hunan Broadcasting System

В Чанше базируется государственный медиахолдинг Hunan Broadcasting System — вторая по величине китайская телесеть после Центрального телевидения Китая (также вещает в Индонезии, Мьянме, Таиланде и на Филиппинах). В состав холдинга входят общенациональный телеканал Hunan TV, региональный телеканал Qinghai TV, телеканалы Aniworld (мультфильмы), HNTV World (международный), HNTV Economic (деловой), HNTV Drama (драмы), HNTV Movie (фильмы), HNTV Metropolitan и HNTV Public (новостные), Golden Eagle Documentary (документальные фильмы), HNTV Show (развлекательный) и Channel F (мода).
Также в состав HBS входят онлайн-каналы Mango TV, Happigo, Pioneer Pingyu Channel, Chinese Tea Channel, Hunan Television Education и Happy Fishing, радиостанции Hunan News Radio, Hunan Economic Radio, Hunan Fine Arts Radio, Hunan Traffic Radio, Hunan Travel Radio, Green 938, Super 893 и Golden Eagle 955, студия звукозаписи EE-Media, киностудии Xiaoxiang Films и Mango Films.

## Образование

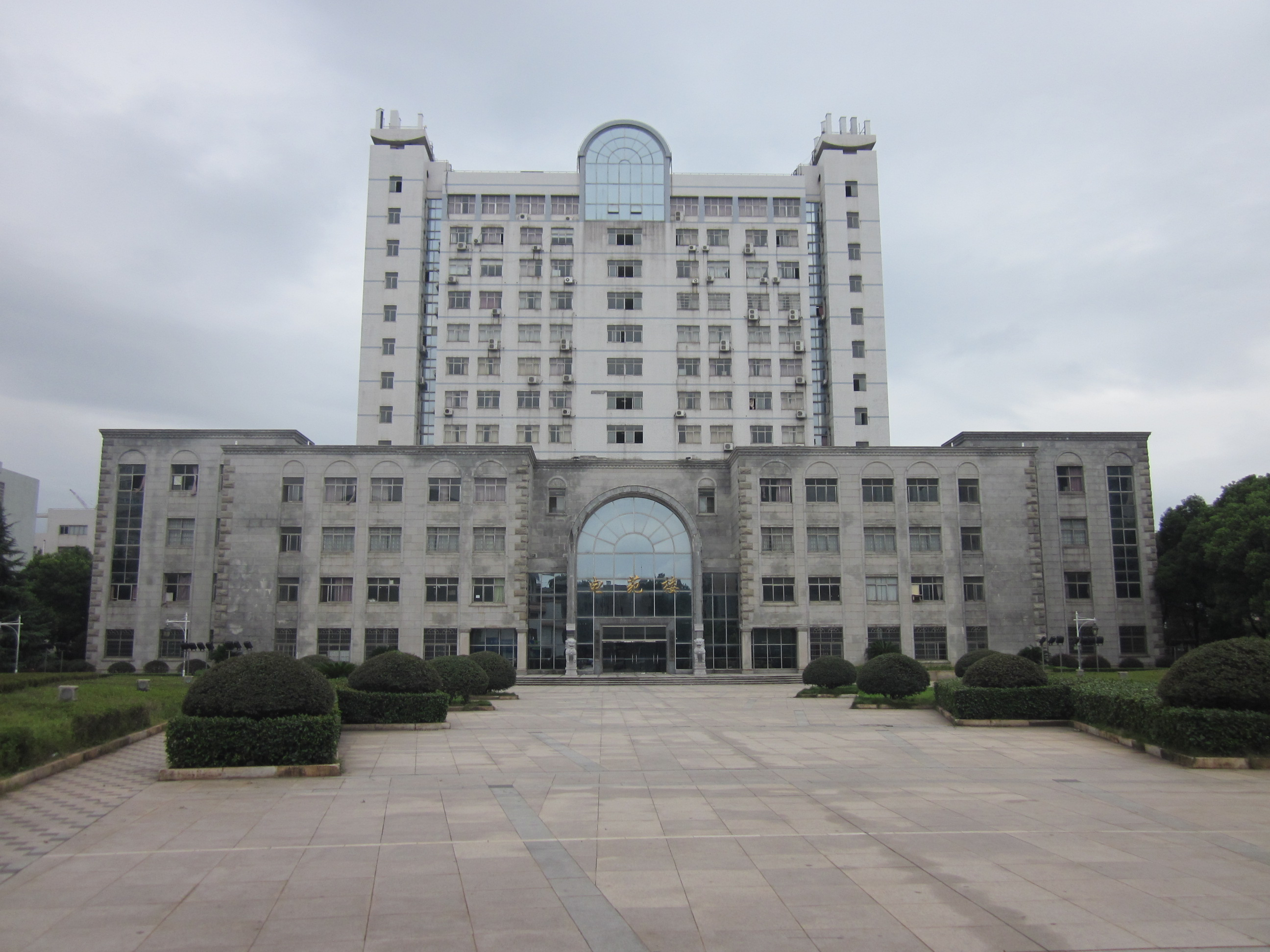
Университет науки и технологии Чанши

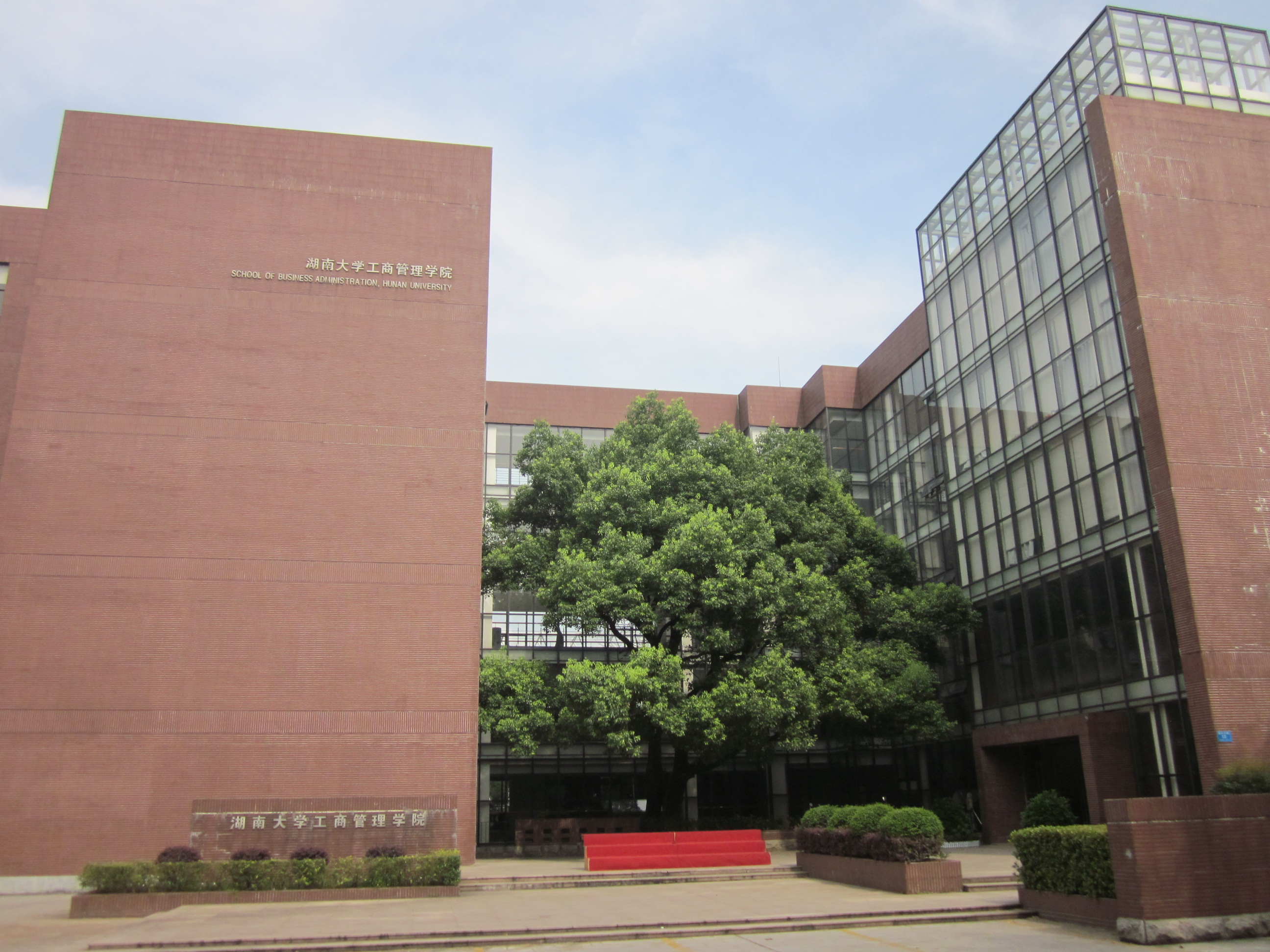
Хунаньский университет

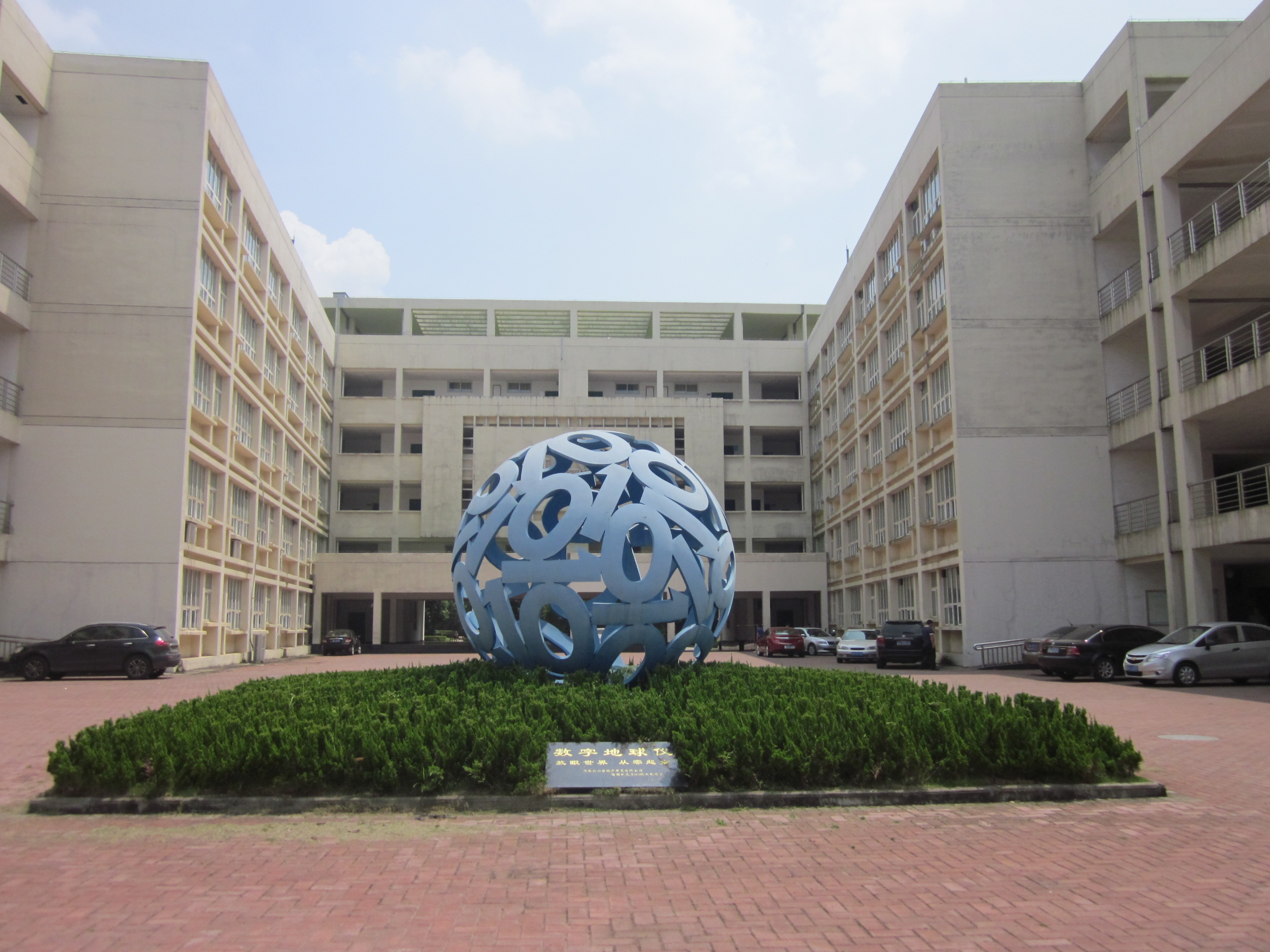
Университет Чанши

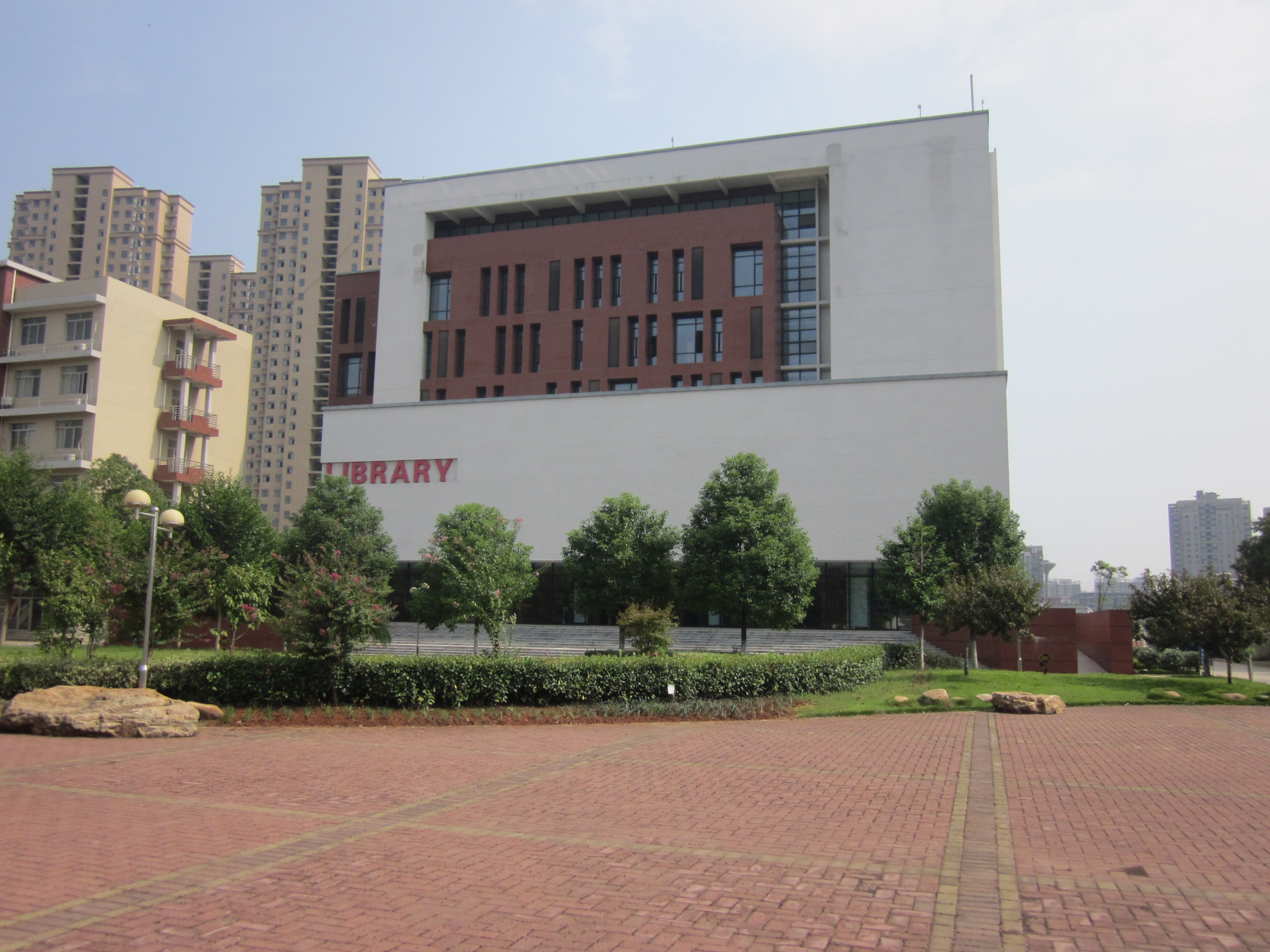
Хунаньский женский университет

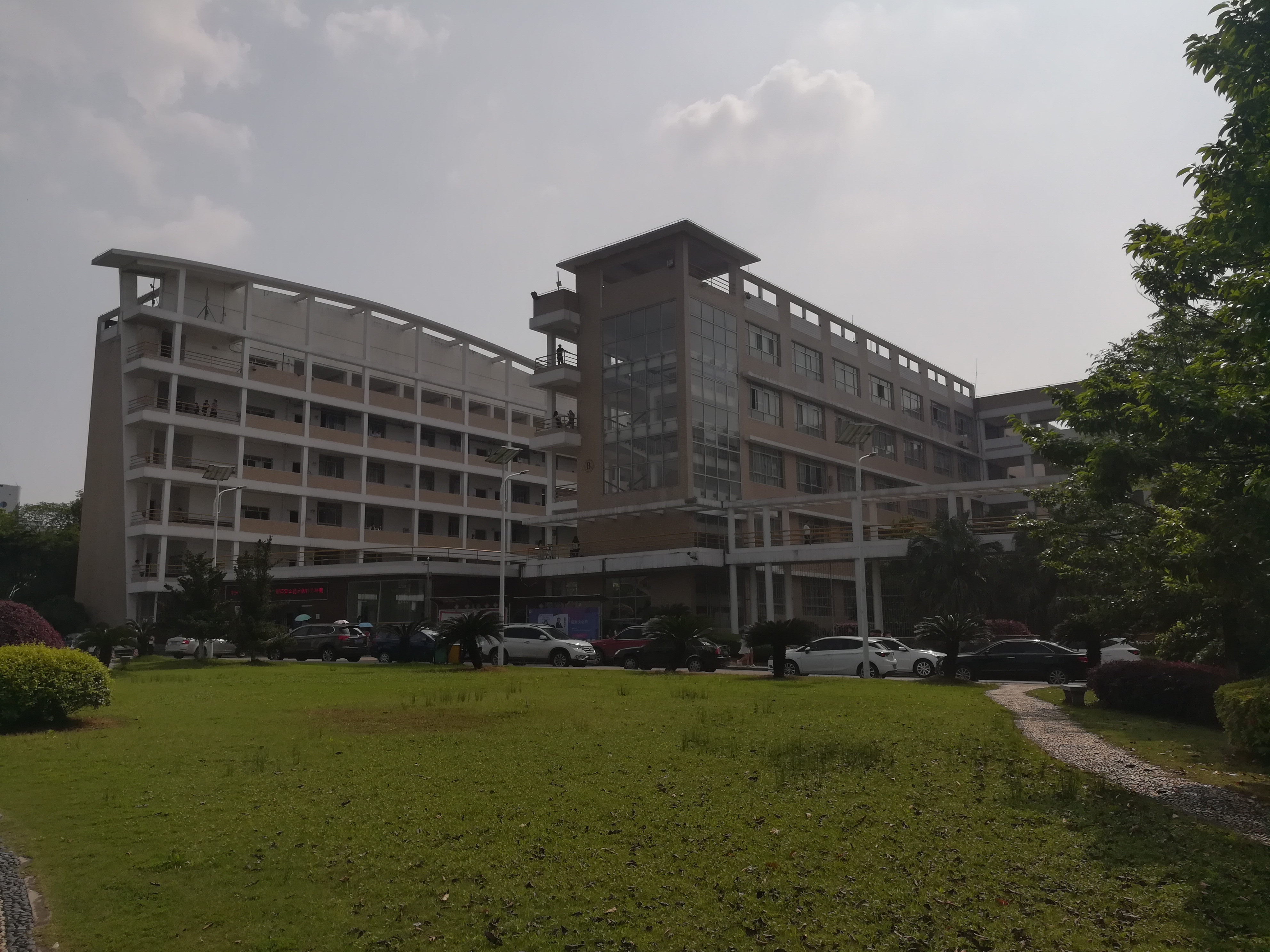
Хунаньский колледж масс-медиа

Учебные заведения национального уровня
- Хунаньский университет (Чанша)
- Центрально-южный университет (Чанша)

Учебные заведения провинциального уровня
- Университет науки и технологии Чанши (Чанша)
- Университет Чанши (Чанша)
- Хунаньский сельскохозяйственный университет (Чанша)
- Центрально-южный университет лесного хозяйства и технологий (Чанша)
- Хунаньский университет китайской медицины (Чанша)
- Хунаньский педагогический университет (Чанша)
- Хунаньский первый педагогический университет (Чанша)
- Педагогический университет Чанши (Чанша)
- Хунаньский университет технологий и коммерции (Чанша)
- Хунаньский университет финансов и экономики (Чанша)
- Хунаньская полицейская академия (Чанша)
- Хунаньский женский университет (Чанша)
- Авиационный профессионально-технический колледж (Чанша)
- Хунаньский профессионально-технический колледж масс-медиа (Чанша)
- Колледж социальных работников (Чанша)
- Сянтаньский университет (Сянтань)
- Хунаньский университет науки и технологии (Сянтань)
- Хунаньский институт инженерии (Сянтань)
- Университет Цзишоу (Цзишоу)
- Университет Сянънань (Чэньчжоу)
- Хэнъянский педагогический университет (Хэнъян)
- Университет Южного Китая (Хэнъян)
- Хунаньский институт технологий (Хэнъян)
- Шаоянский университет (Шаоян)
- Университет Хуайхуа (Хуайхуа)
- Хунаньский медицинский университет (Хуайхуа)
- Хунаньский институт науки и технологии (Юэян)
- Хунаньский университет искусств и науки (Чандэ)
- Профессионально-технический колледж (Чандэ)
- Хунаньский университет науки и инженерии (Юнчжоу)
- Хунаньский гуманитарный и научно-технологический университет (Лоуди)
- Хунаньский городской университет (Иян)
- Хунаньский университет технологий (Чжучжоу)

Частные учебные заведения
- Медицинский университет Чанши (Чанша)
- Хунаньский международный экономический университет (Чанша)
- Хунаньский институт информационных технологий (Чанша)
- Колледж Шуда Хунаньского педагогического университета (Чанша)
- Колледж Сянсинь Хунаньского университета китайской медицины (Чанша)
- Колледж Синсян Сянтаньского университета (Сянтань)
- Хунаньский университет прикладных технологий (Чандэ)
- Хунаньский институт дорожной инженерии (Хэнъян)

## Наука
Хунань является ключевым регионом страны в области исследований риса, железнодорожного транспорта, оборонных и информационных технологий. В Чанша расположен один из шести национальных центров суперкомпьютеров.
Ведущими научно-исследовательскими учреждениями провинции Хунань являются Центрально-южный университет (Чанша), Хунаньский университет (Чанша), Национальный университет оборонных технологий (Чанша), больница Сянъя Центрально-южного университета (Чанша), Вторая и Третья больницы Центрально-южного университета (Чанша), Сянтаньский университет (Сянтань), Хунаньский сельскохозяйственный университет (Чанша), Хунаньский педагогический университет (Чанша), университет Южного Китая (Хэнъян).

## Здравоохранение
Крупнейшие больницы провинции сосредоточены в Чанша, в том числе Народные больницы № 1, № 2 и № 3 города Чанша, Народные больницы уездов Нинсян и Люян, больницы китайской медицины (в том числе Больница китайской медицины уезда Нинсян), больничный городок Сянъя в составе Центрально-южного университета (Первая, Вторая и Третья больницы), Центральная больница при университете Южного Китая. Во всех остальных городских округах Хунани также есть региональные больницы; среди крупнейших — Народная больница № 1 в Чэньчжоу. 

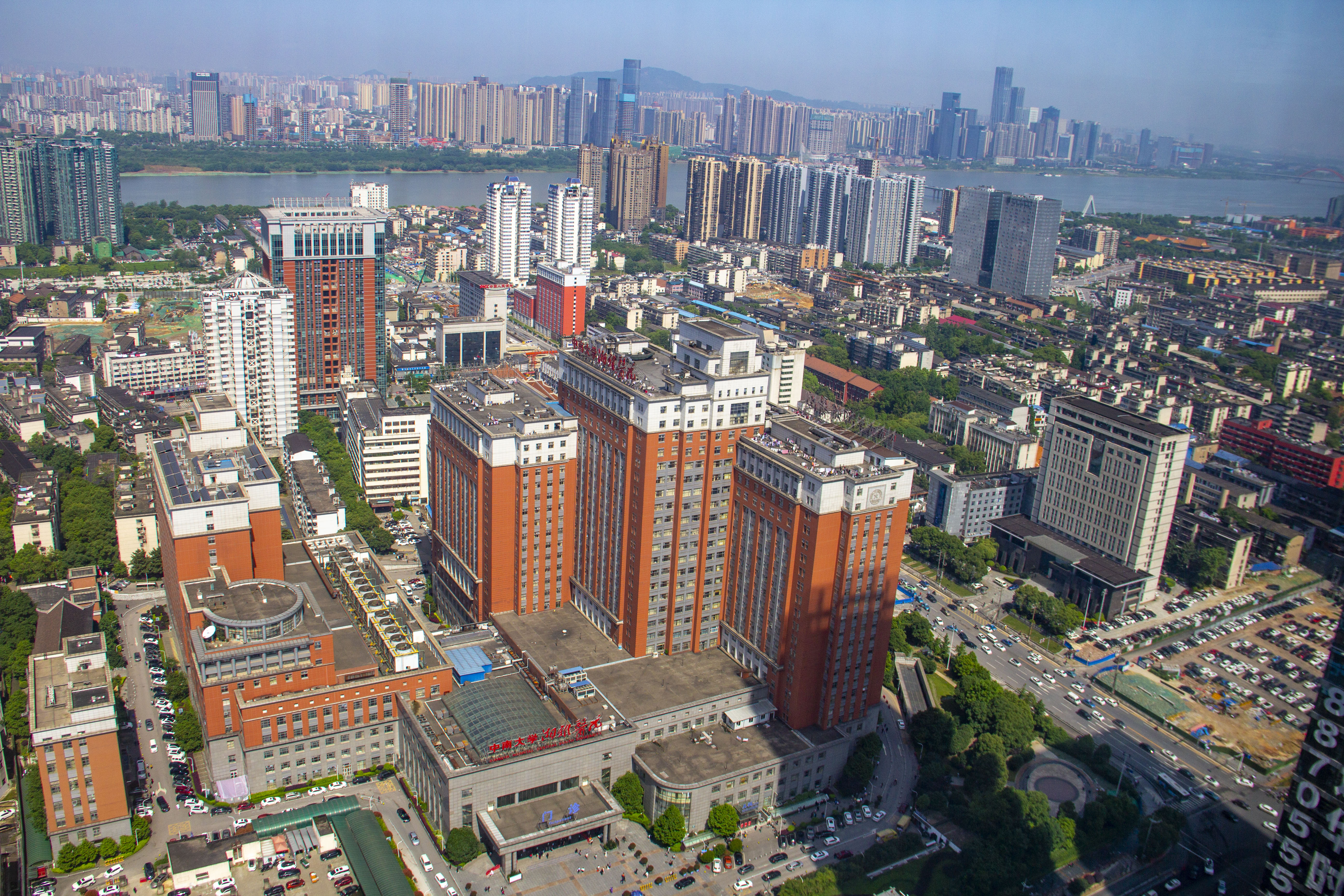
Первая больница Центрально-южного университета
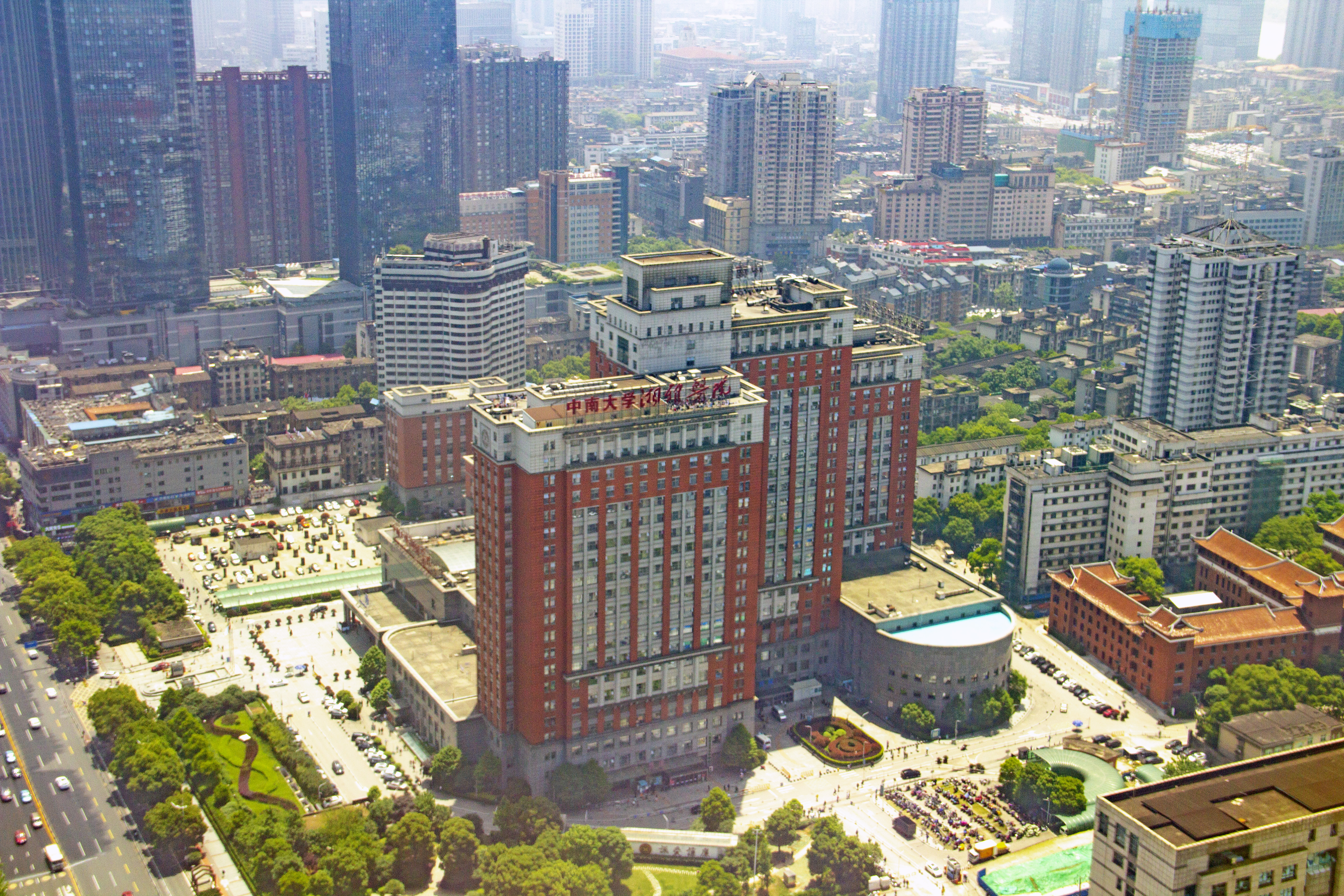
Первая больница Центрально-южного университета
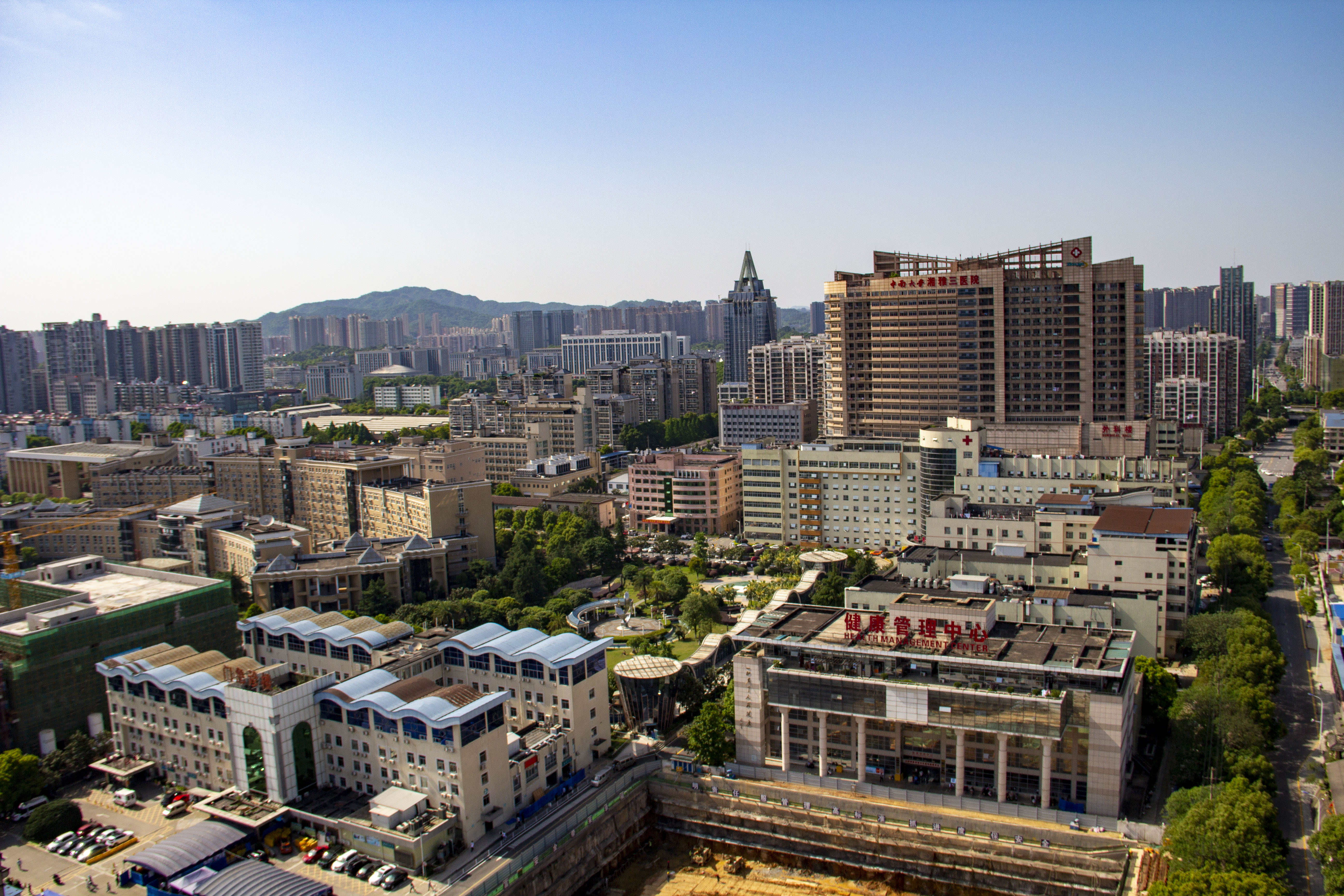
Третья больница Центрально-южного университета
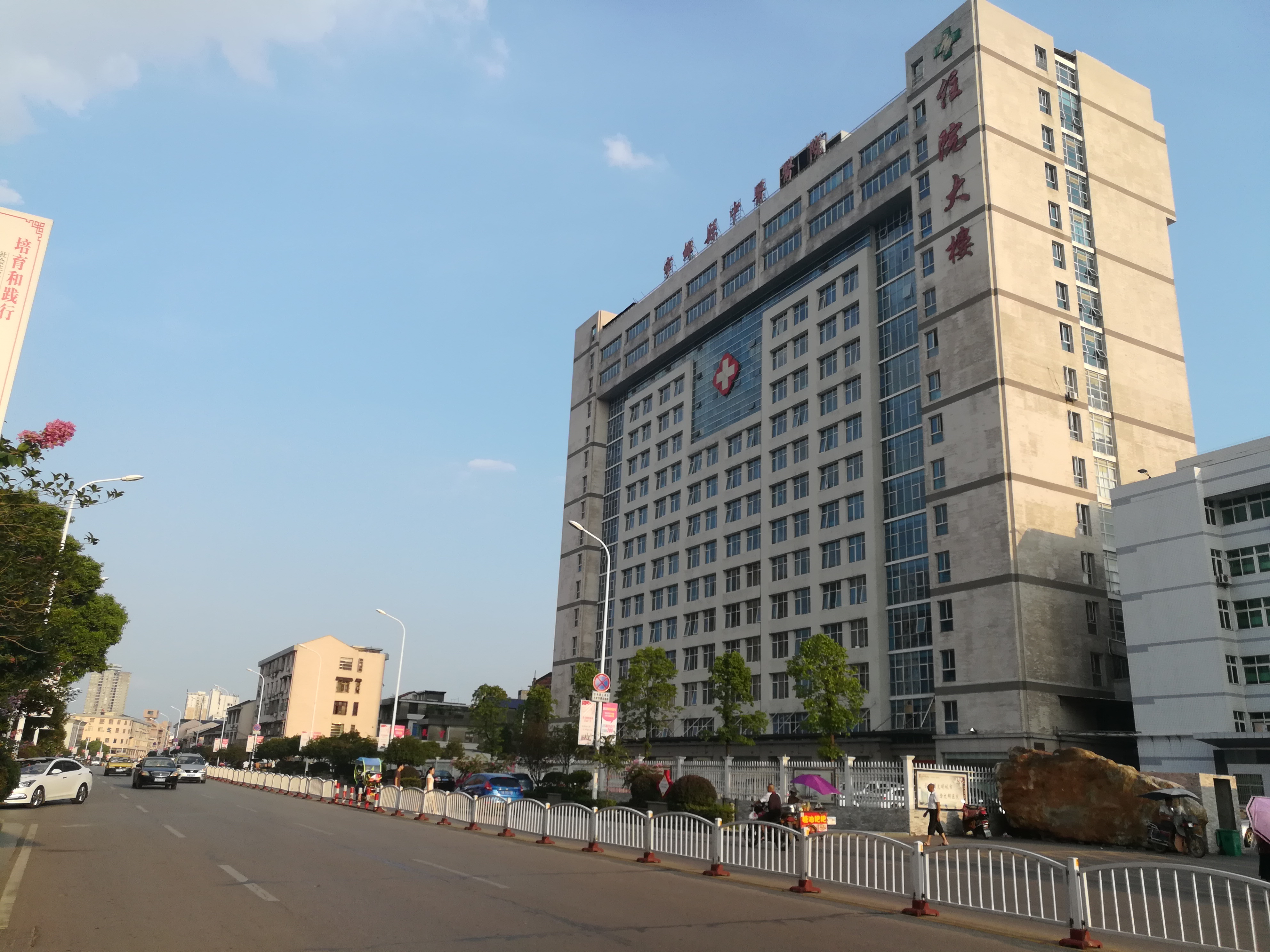
Больница китайской медицины Нинсяна

## Спорт

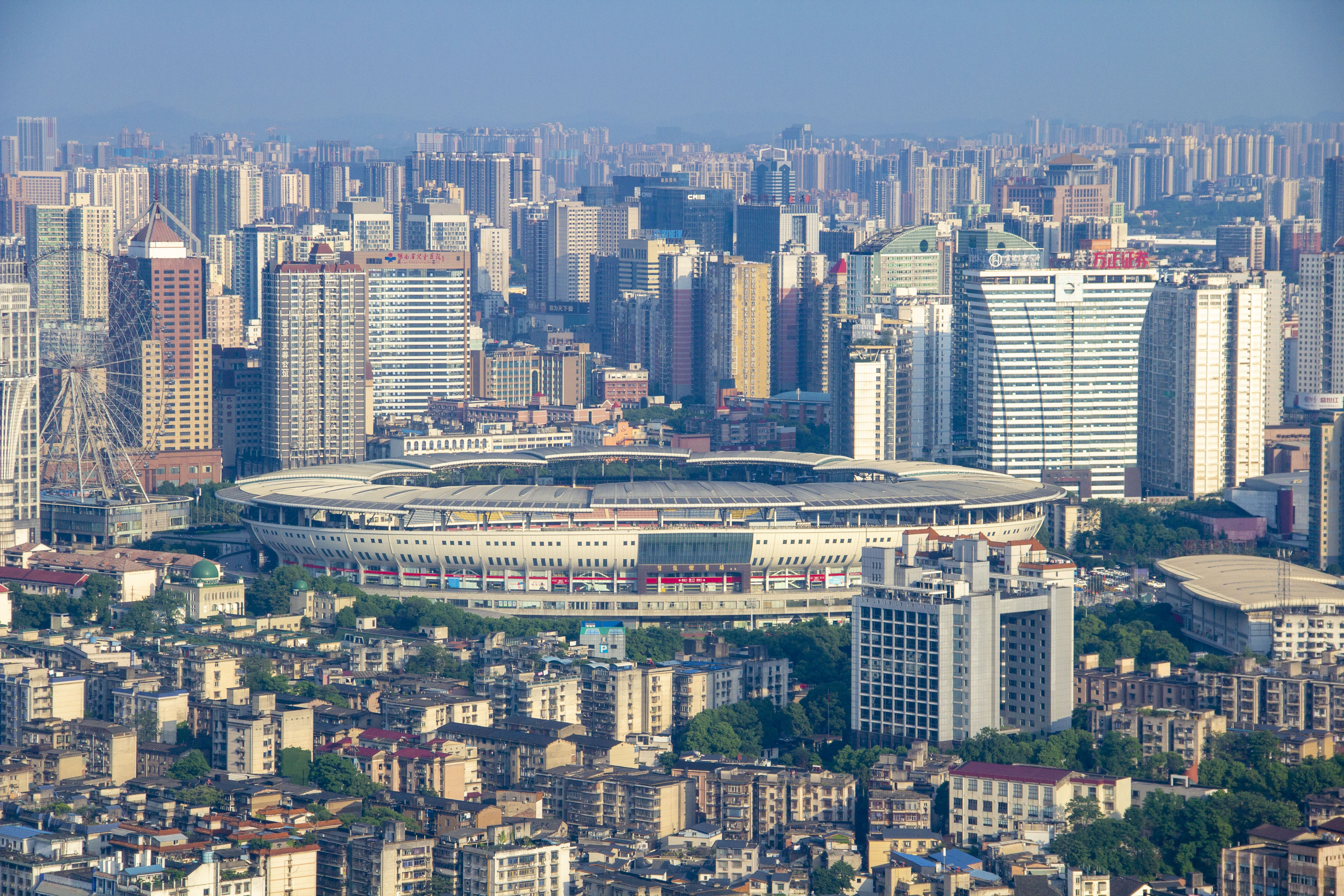
Спортивный центр Хэлун

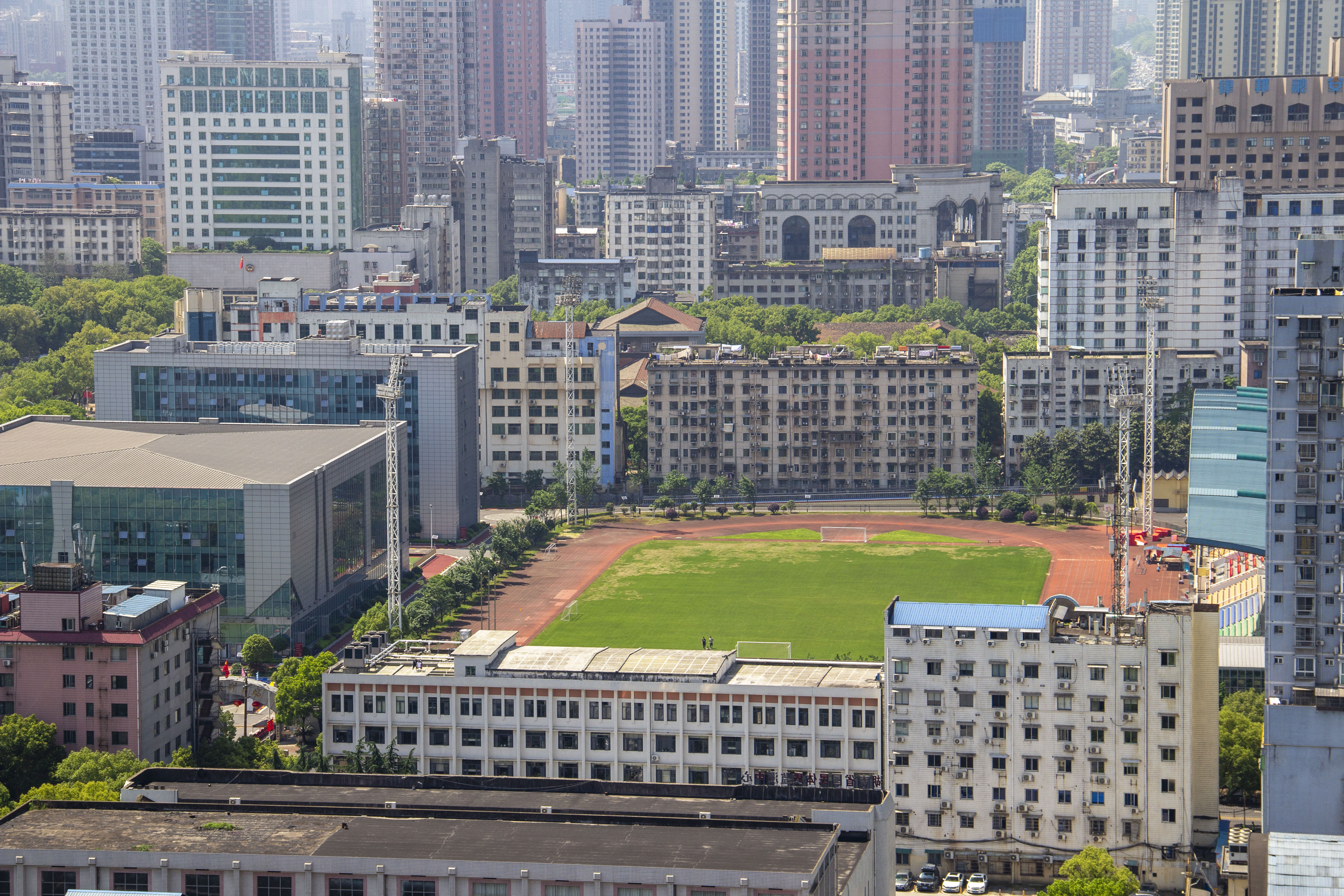
Народный стадион

В Чанша расположен спортивный комплекс Хэлун, в состав которого входят многофункциональный стадион на 55 тыс. мест, несколько футбольных полей и теннисные корты. Также в Чанша находятся стадион Центрально-южного университета на 20 тыс. мест, Народный стадион провинции Хунань на 6 тыс. мест и несколько спортивных комплексов при университетах. В Чжучжоу расположен многофункциональный стадион на 42,7 тыс. мест, в Хэнъяне — многофункциональный стадион на 35 тыс. мест.
В Ияне находится Олимпийский спортивный парк, в котором расположен многофункциональный стадион на 30 тыс. мест. В Чэньчжоу находится Олимпийский спортивный центр, в состав которого входят многофункциональный стадион на 30 тыс. мест, крытая арена на 5 тыс. мест, а также площадки для занятий баскетболом, волейболом, бадминтоном, большим и настольным теннисом, тяжелой атлетикой и ушу. В Сянтане имеется спортивный центр, в состав которого входит многофункциональный стадион на 30 тыс. мест. Во многих районах и уездах провинции созданы канатные и другие спортивные парки на открытом воздухе.
В городе Иян базируется самый титулованный футбольный клуб провинции — «Хунань Биллоуз». В Ияне проходили Чемпионаты мира по бадминтону 2005 и 2006 годов, в Чанша проходил Чемпионат Азии по баскетболу 2015 года. В Чжанцзяцзе регулярно проводятся международные соревнования по мотопарапланингу.

## Преступность
В провинции имеются организованные преступные группы, которые занимаются ростовщичеством, выбиванием долгов, вымогательством, захватом недвижимости и мелких фирм, незаконным предпринимательством (в том числе незаконной добычей полезных ископаемых и природных ресурсов), контрабандой и сбытом наркотиков, оружия, сигарет, спиртных напитков, редких животных для китайской медицины и гастрономии (в том числе слоновой кости, рогов носорогов и антилоп), хищением и продажей личной информации с банковских карт, махинациями с виртуальными биржевыми платформами, кредитами и строительными подрядами. В ходе своей деятельности члены групп совершают заказные убийства, похищения и избиения жертв. Основной поток наркотиков, в том числе героина и метамфетамина, поступает в Хунань из Мьянмы через Юньнань и Гуандун.
Также в Хунани имеются преступные группы, которые промышляют расхищением гробниц и незаконным оборотом культурных ценностей. Некоторые группы имеют покровителей среди чиновников и полицейских. Среди партийного и другого руководства провинции распространены такие коррупционные явления, как злоупотребление служебным положением в корыстных целях, получение взяток и дорогих подарков, содействие заключению контрактов и продвижению по службе.

## Известные уроженцы
На территории современной Хунани родились Цай Лунь (50), И Юаньцзи (1000), Чжоу Дуньи (1017), Ван Фучжи (1619), Вэй Юань (1794), Цзэн Гофань (1811), Ци Байши (1864), Хуан Син (1874), Цай Э (1882), Линь Боцюй (1886), Мао Цзэдун (1893), Сян Цзинъюй (1895), Хэ Лун (1896), Лю Шаоци (1898), Пэн Дэхуай (1898), Ло Жунхуань (1902), Жэнь Биши (1904), Ван Чжэнь (1908), Ху Яобан (1915), Чжу Жунцзи (1928).